# 假面騎士Build
《假面騎士Build》（原題：仮面ライダービルド），是日本東映公司在2017年推出的《假面騎士系列》的第19部平成系列特攝作品，於2017年（平成29年）9月3日至2018年（平成30年）8月26日，每週日早上08:00-08:30在朝日電視台播出，共49集，口號是「勝利的法則已經決定了!」
香港方面因無綫電視取消幪面超人時段導致至被跳過沒有在電視台播放之後，香港電視娛樂購入了《幪面超人系列》的播映權，並由本作開始播放，將本作譯名為《幪面超人Build》，於2018年12月30日至2019年12月15日，每週日上午11:00-11:30由ViuTV雙語廣播粵語配音版及日語版（第2-10集，週日中午12:00-12:30首播；第11-13集，週六深夜00:30-01:00重播；第14集起，週六深夜00:35-01:00重播），粵語配音版配上繁體中文字幕後進行網上直播，提供約7日節目重溫。此作是香港電視娛樂首部播放的《幪面超人系列》作品，同時點播網站StarNext也於每集首播後上架。
中國大陸騰訊視頻于2019年2月10日全集上架本作日語版本。
台灣由木棉花國際首次代理《假面騎士系列》TV版，2019年8月2日起在LiTV 線上影視、巴哈姆特動畫瘋、中華電信MOD上架，每週五更新兩集，2019年9月6日起在YouTube上架（連續兩天更新一集），9月8日起改成每週日19:00更新一集，12月1日至翌年2月23日改成同時段更新兩集（12月22日更新三集）。

## 本作特色
- 本作編劇有意回歸平成舊十年的敍事手法，即由劇情主導而不是優先考慮玩具因素，故相隔多年後再次以綿密伏線與解開謎團的連續劇模式，緊湊地推進主線。

- 本作也是第一次將假面騎士安排成為國家與國家之間戰爭所衍生的機器。

- 本作第一話的试映會後隔天，大森敬仁受其上司白倉伸一郎的邀请成為本作的擔當製作人。在平成假面騎士系列中，除了大森以外，只有白倉曾兩度担任平成假面騎士第二期作品的擔當製作人。另外，大森更是當時的唯一人选。

- 大森認為第二期對原型的重視已經發展到了极限，而且不想讓原型牽著故事走，於是決定在本作舍弃設計上的原型概念。另外，虽然本作假面騎士造型與《假面騎士W》的元素有相似的地方，甚至连該作的擔當制作人冢田英明也亲口詢問他是否借鑒了該作造形，大森回應自己并沒有過分在意這點。

- 本作的編劇武藤將吾在陪同自己孩子觀看假面騎士時，對現時的假面騎士作品製作感到吃驚。因此，他開始觀看平成假面騎士的第一期作品，並且萌生了參與系列劇本的想法。當時，大森原本的劇本主筆的候补人选為武藤将吾，却認為原本执筆黄金檔的他不太可能接受作為假面騎士的劇本主笔邀请。同為製作人的朝日電視台的井上千寻反而向他推荐了武藤將吾，并表達了武藤將吾也希望执筆假面騎士劇本的意愿，於是，武藤便被选定為本作的劇本主筆。

- 本作故事起始的兩位主角-桐生戰兔与萬丈龍我面對巨大組織追捕的設定，源於武藤想要执筆「一边逃一边戰鬥」的想法。武藤將吾慣性的劇本風格是人物間大量而快速的對話，因此本作在演員試鏡時也以此為作為重要考量。在一般的假面騎士作品中,試鏡進行時只是著重演技以及與演绎角色的契合程度，試鏡用的劇本通常用與本作無關的其他劇本。而本作演員試鏡時卻使用本作第2話的正式劇本。由於当時設定尚未完善，所以試鏡時戰兔的性格與最終設定有很大不同。

- 在参加了試鏡後，犬飼考虑到擔當主角的情况，因此而考取了機車的駕照。但是,為了安全起見，在劇中的機車駕駛镜頭其實都是用繩子拉動的，他的駕照最後沒有發揮出作用。

- 赤楚之前在《假面騎士Amazons》第二季中出演過，因此担心自己不会被选中。在實際參與試鏡時，赤楚原本竞选著戰兔的角色，但在試鏡中發現龍我更适合他自己。

- 犬飼與赤楚兩人都是假面騎士的愛好者，其中犬飼最喜欢的作品是《假面騎士Kabuto》，而赤楚最喜欢的作品為《假面騎士空我》。

- 摄影開始日期為六月下旬，兩人於同一日參與首次拍摄。劇組花了一個月時間進行秘密基地的佈景。於七月下旬，本作的女主角高田夏帆也開始參與拍摄。

- 本作的實際拍摄進度通常比播出集數超前一个月以上。例如當第5話於電視公開播映時，劇組的拍攝進度通常已經進行至第10話，而劇本準備已進行至第12話。

## 故事概要
從在火星上所發現的神秘之盒－「潘朵拉之盒」被打開的瞬間，突然地出現巨大牆壁開始了本作的故事。
被稱之為「天空之壁」的牆壁，將日本列島分割成三區塊，分別為「東都」、「西都」、「北都」及各自的首都也因此誕生了。 其中於「東都」上突然出現被命名為「SMASH」的未確認生命體....。
它們暗中地將人類逐漸逼進絕境。在那樣的SMASH 面前站出來一名青年－桐生戰兔，其腰上繫著腰帶，他的手上握有著不可思議的瓶子。
「變身！」 - 天才物理學家的青年變身成假面騎士Build，阻擋在SMASH 的面前！

## 故事背景
日本列島
原文：
本作時間十年前因「天空之壁」出現的關係，被分割成東都、西都、北都三大區域。現在三都均有自己的政府機構。
現因三都之間的緊張關係和國外勢力的覬覦下而無法統一，甚至彼此間快要面臨開戰的危機。
除東都首相冰室泰山外，其餘兩都的首相都加强自己國家的軍隊，以備不時之需。
東都
原文：  / Touto
因天空之壁而將日本列島分割成三塊後所形成的三個區域之一，覆蓋著東本州，以東京地區為主，為三都中領土最小的區域，同時也是本作的主要舞台。首相為冰室泰山。
以和平主義為主，只設立了用於自衛的特殊部隊，但一直致力於三都統一。
因代理首相冰室幻德挑釁北都首相多治見喜子的關係，於第16話起正式被北都宣戰，並隨後遭到北都佔領大片區域。
東都政府
原文：
東都的政治機構。
第42話被艾博魯特的黑洞之力全数吸尽至只剩下一片空虚。
東都先端物質學研究所
原文： / Touto Institude of Advanced Matter Physics
在「天空之壁的惨剧」发生前几年就已出现的研究单位，前身為「難波重工綜合科學研究所」，在日本被分裂成三都後正式改名，成为现在東都政府的主要研究单位。
大概在几年前，当时東都首相上位後，由其子冰室幻德擔任，以對潘朵拉之盒進行調查及研究為主要目的。
第20話在冰室幻德離開東都後，所長之位目前空缺并無人遞補。
東都中央刑務所
原文： / Touto Centre Prison
東都政府放置罪犯之處，並讓罪犯在內進行勞務工作。
地址位於「東都地區C4」
而一年前因涉嫌殺人遭到逮捕的萬丈龍我也在此處服刑，但卻在服刑的過程中遭到看守鍋島正弘暗中襲擊麻醉，並成為「Faust」的實驗對象。
nascita
原文：
石動惣一所經營的咖啡廳，店名的名稱源自於義大利語「誕生」。
地址位於「東都地區C8 陽野209」。
在其底下有座地下基地，入口處位於店內冰箱，為戰兔與美空等人集合之所在地，墙上藏有從潘朵拉之盒上取下来的嵌板的其中一塊。
第35話為躲避艾博魯特的追擊，连同地下基地被贝鲁娜姬的力量瞬移到别一处。
於外傳《Build NEW WORLD 假面騎士Grease》 中，Downfall組織的武裝士兵為了從戰兔身上奪得「危險扳機」襲擊了該店面的地下基地。
桐生理髮店
原文： / Barber Kiryu
位于東都的一间理髮店，其店主疑似来自北都。
石動惣一亦是該店铺的常客，也是他替失憶的戰兔取名時的姓氏來源處。
在北都軍隊佔領東都部份地區時，在石動惣一的推荐下，成為猿渡一海及北都三羽鴉等人的前線基地。
西都
原文： / Seito
因天空之壁而將日本列島分割成三塊後所形成的三個區域之一，覆蓋著四國、九州和西本州，為三都中領土最大的區域。首相為御堂正邦。
因以復興經濟的政策而獨辟蹊徑，技術人員也非常活跃，於是開始製造武器強化軍隊，並輸出武器進行軍事交易。
治安方面十分惡劣，甚至各個街道都設有監視摄像頭監視著百姓的行動。
第22話占领整个北都後，隔話起正式向東都宣戰，第28話在首相御堂正邦遭到殺害並由難波重三郎取代身份下，已被難波重工掌控。
第38随着難波遭到艾博魯特的毒殺，現全由艾博魯特掌控，還伪装成御堂的面貌继续活动著，并於第42話表示將會结束战争，還下令废除各类武器。
西都政府
原文：
西都的政治機構。
北都
原文： / Hokuto
因天空之壁而將日本列島分割成三塊後所形成的三個區域之一，覆蓋著北本州和北海道。首相為多治見喜子。
因社會福利充實而相當穩定，大力支持育兒及農業發展，並開始製造武器強化軍隊。
但因天然資源不豐富，再加上因天空之壁的關係和土壤發生變化，而導致無法進口其他國家的糧食和貨物以及种植農作物，繼而使得經濟變得相當紧迫惡化，也因此失去社會安定。街上到處都是軍隊，很多居民都想偷渡出去。
亦因經濟接近崩潰，大部分家庭無法負擔每日的基本開支，尤其是兒童的學習，所以有很多人願意為小童做義學。
因東都的代理首相冰室幻德挑釁的關係，於第16話起正式向東都宣戰，第22話時遭到西都佔領，第28話後同樣被難波重工強行佔有。
北都政府
原文：
北都的政治機構。
北都三羽鴉
原文： / Hokuto Sanba Kalas
北都政府所屬的特殊部隊，成員為赤羽、青羽和黃羽，三人皆可變身成Hard SMASH，由假面騎士Grease 的變身者猿渡一海統帥該部隊。第25集隨著赤羽被幻德殺死，已經全員陣亡。
第46話被艾博魯特的遗传因子拟態而成，并变身成Lost SMASH，和猿渡對戰，最后同歸於盡。
*三羽鴉，又稱「三羽烏」，意思是某一領域特別優秀的三人組。
猿渡農場
原文： / Sawatari Farm
猿渡一海所擁有的農場，因受到天空之壁的影響導致農作產量減少。
根據第32話拍攝現場的畫面推斷拍攝地點似乎位於茨城縣常陸那珂市。
Faust
原文：
最近三年出現的恐怖组织，濫用火星上發現的潘朵拉之盒內的技術來對人體進行一系列實驗並制造出SMASH 。
以創造出究極的SMASH 和製造騎士作為軍事兵器為首要目的，而將SMASH 放置在東都內作亂。
創立者是葛城巧和冰室幻德，同時也由「夜霸（Night Rouge）」充當最高首領，「血逐（Blood Stalk）」亦是該組織的幹部之一，而難波重工的會長難波重三郎則是該組織的幕後資助者。
其勢力已蔓延至日本三都，已知組織架构由「幹部 → SMASH → 保衛者」构成，此外也有不少的科學家及研究員為其效力。
另外該組織以「危險等級（Hazard Level）」來分類所實驗的人體對象。
目前因難波重三郎的命令及冰室幻德的設計下，使得內海成彰背上Faust 首領的黑鍋，但也因此成功轉移人民的視線。
虽然明面上算是已解散，但內海成彰與石動惣一（艾博魯特）後在北都重新成立，並且繼續Faust 的惡行。
該組織名源自於歐洲中世紀傳說中與魔鬼交易的人物「浮士德」。
難波重工
原文： / Nanba Heavy Industrial Ltd.
在20多年前甚至是以上就已出現的日本國內重工業的龍頭，當主為難波重三郎，亦為Faust 的幕後贊助者。
表面上是優良企業，私底下卻暗中製造武器並且販賣和成立像难波儿童这类设施机构，而且其勢力也龐大到日本三都首相都望之卻步。
曾於第10話起在地下3層私藏著潘朵拉之盒及滿裝瓶，但於第12話已經分別被血逐拿走及桐生戰兔奪回。
在第22話起就已將西都作為大本營，把持著侵佔下來的北都，並於第29話开始對東都進行惡質的侵略戰爭。
第38話随着難波遭到毒殺，整個企业便被艾博魯特和内海成彰所掌控。
難波兒童
原文： / Nanba Children
大约在20多年前就已经出现的不人道的设施机构，由难波重工设立，擁有大量的对人洗脑的设备。
旗下孤兒院的兒童被集中訓練後並加以洗腦，進而培育成科學家、軍人、間諜等，隨後將他們投入日本各處為難波重工服務。
難波兒童的口號為「一切為了難波重工!」。
已知的難波兒童有鷲尾兄弟（被艾博魯特擊殺）、內海成彰（向艾博魯特诈降後背叛，最终牺牲）、增澤（畏罪自殺）、瀧川紗羽（背叛）。
火星
原文：
本作故事的開端舞台，潘朵拉之盒亦從該處發現。
10年前因「極」計劃而從該處的其中一個遺址把潘朵拉之盒回收並帶回地球，並直接令其中一個宇航員石動惣一擁有雙重人格。
根據火星文明的王妃貝魯娜姬（附身於石動美空身上）透露，火星文明已在23年前被艾博魯特（曾附身於石動惣一等人身上的神祕外星生命體）毀滅。

## 用語
ASW
「天空之壁的慘劇」之後，日本三都所使用的年號稱呼，為的簡寫。
而本作開始的時間為「ASW011」。
Dolk
原文： / 
東都所使用的貨幣單位詞。
Holk
原文： / 
北都所使用的貨幣單位詞。
Rulk
原文： / 
西都所使用的貨幣單位詞。
「極」計劃
原文： / Kiwami Project
10年前日本向火星派遣載人探測器——「極」的方案之一。
依照此計劃，日本初次在火星著陸成功，並搭乘著四名宇航員，他們分別是石動惣一、伊能賢剛、鄉原光臣和才賀涼香。
其中石動惣一從火星上的一片文明遺址中回收了已被毀壞的進化驅動器和潘朵拉之盒，後該探測器降落在長野縣，整個方案至此順利完成，但卻也換來了往後的一切悲劇。
潘朵拉之盒
原文： / Pandora Box
10年前在火星所發現的方塊型神秘之盒，被認為是某個文明所製作的器具，也是造成日本列島被「天空之壁」分割成三大區域的主要關鍵。
盒子的外殼為雙重構造，並且擁有紅、藍和綠三個顏色的兩個外層表面，以應對其外層的六個金屬嵌板。裏面藏有著比核能更強大的能量物質，致使本作騎士所使用的變身道具均從該盒的成分中提出。
因「天空之壁的悲劇」的關係，所有金屬嵌板因此全數脫落，更遭到Faust 盜走，並分布於三都，導致現在的潘朵拉之盒事實上是並無金屬嵌板的模樣。
透過冰室幻德得知，此盒子所散發出的光芒，會引發人類內心的好戰性格，也因此導致三都之間的關係逐漸地不太融洽，甚至快達到引發戰爭的地步。
在被放置於東都先端物質學研究所內的前一年，曾由葛城巧負責一系列的解析工作，現由桐生戰兔正負責進行。
第10話時因冰室幻德的設計下，遭到Faust 劫走，但之後被血色潛行者獨自帶走，雖然一度被戰兔跟龍我奪回，但仍遭到石動惣一（血色潛行者）連帶20枚滿裝瓶及嵌板一起帶走。
第14話石動惣一將此盒、滿裝瓶及嵌板留在他們戰鬥之處給戰兔，之後由戰兔交給東都首相冰室泰山親自看管，但在第16話在血色潛行者襲擊首相冰室泰山後再次地落入冰室幻德手中。
第17話成為北都大舉侵略東都的藉口，而冰室幻德更以此威脅戰兔和龍我必須參與戰爭防衛東都。
第20話曾一度被其父冰室泰山回歸而下台的冰室幻德怒而搶走，但在戰兔的保護下取回。
第24話時曾一度被成為西都假面騎士的冰室幻德搶奪走，但在附身於石動美空身上的謎之力量出手的關係而失敗。
第25話時因間諜洩漏出真正藏匿地點而遭到冰室幻德奪走。
第26話時出現在西都政府內，並被西都首相御堂正邦用來向東都首相冰室泰山示威。
第29話時被血色潛行者所持有，並陸續嵌入裝有滿裝瓶的嵌板。
第31話時被與血色潛行者戰鬥後的龍我奪回，並交還給東都，由東都政府所持有。
第35話時被艾博魯特奪走並搶走多個滿裝瓶並憑此建造潘朵拉之塔。
第36話得知潘朵拉之盒的擁有者其實是艾博魯特，而當初被石動惣一發現之時，艾博魯特根據石動惣一的記憶創造出其對應的60枚滿裝瓶，而10年前沒被艾博魯特成功打開的真正原因是因為其中20枚滿裝瓶（東都的滿裝瓶）被貝魯娜姬使用能力消除掉。
第38話取回潘朵拉之盒的艾博魯特利用進化扳機將缺失的一面補足，並將所持有的Faust製滿裝瓶全數轉化成失落滿裝瓶。
於《劇場版 假面騎士Build Be The One》中與艾博魯特同樣作為來自外太空的狩獵星球之種族「血族」一員的伊能賢剛為了接替艾博魯特毀滅地球的使命而利用潘朵拉之盒的力量與危險扳機結合在一起。
第48話戰兔將黑色嵌板與白色嵌板結合再把其與潘朵拉之盒結合後出現另一個沒有天空墻的世界準備與原本的世界融合。
- 白色潘朵拉嵌板

原文： / 
不屬於潘朵拉之盒的特殊嵌板，與現有的六塊潘朵拉嵌板相比，此可插入失落滿裝瓶。
第46話戰兔透過龍我體内的遺傳因子開發出白色的潘朵拉嵌板，並且嵌入10個失落滿裝瓶，新世界中則是作為與舊世界的連結與回憶，並存放在戰兔與龍我租借的倉庫內，在外傳《Build NEW WORLD 假面騎士Cross-Z》由奇魯巴斯通過嵌版來到新世界之中，借用龍我之手，回復了舊世界人的記憶，並企圖嵌版透過吸收龍我與艾博魯特，作為重建潘朵拉之盒的能量。
於《劇場版 假面騎士Build Be The One》結尾該嵌版一度將戰兔帶到了歷代騎士及歷代怪人的決戰地。
外傳《Build NEW WORLD 假面騎士Grease》該嵌板一度被Downfall組織的武裝士兵奪走，由浦賀啓示用來變身成假面騎士Phantom Build
潘朵拉嵌板
原文： / Pandora Panel
有關另見：輔助工具
天空之壁
原文： / 
10年前（ASW 1年）的9月12日，因「極」計劃的成果報告兼火星探測器的歸還儀式之時，潘朵拉之盒被某個神秘人——石動惣一（當時被艾博魯特附身）打開的關係下，發出光亮，而從地面上所隆起的神祕巨大牆壁。
不僅造成眾多市民的無辜犧牲，更將日本列島分割成現在的三大區域，此事件在後來被稱之為「天空之壁的悲劇」（Sky Wall Disaster）。
牆壁的上方延伸出相當高的紅光屏障，接觸了這道牆壁的物品都會被毀壞，因此無法強行通過，但似乎還是有著少數的缺口能夠讓人安全通過。
當時日本列島的生命線均被切斷，但現在已被修復，能與其它地區通過郵件等方式進行聯係。
因為牆壁沒有向海上延伸，使到光芒的斷絕處可通過船隻來往於各地區域，但因出航許可很難拿到，導致發生了偷渡橫行的情況。
盒子的光不僅形成了天空之壁，還使當時出席了歸還儀式的人們都受到其作用而變得好戰，現今起著國境的作用，在各個區域都有了首都和政府的存在。
該牆壁內噴發出一種非地球物質的特殊氣體，被當時在研究潘朵拉之盒的葛城巧發現，並命名為「星雲氣體」，除此之外最上魁星亦在此中發現到前作的「缺陷者病毒」，並將兩者融為一體，繼而開發出凱撒系統。
除了港口的斷絕處外，其實在天空之壁下還有數個縫隙洞口，其中雖大部分都被政府管理控制著，但也有些未被發現，也就是所謂可供人進行通過的「天空之路」，但必須付給那些偷渡掮客大筆資金才可通過此路，而戰兔及龍我均透過「天空之路」而進入北都境內。
根據冰室幻德的說法，真正造成「天空之壁的慘劇」的主因其實是10年前被潘朵拉之盒發出的光照到的人們的「私慾的結果」，推測若三都（或其中之一）領袖有意願，日本將能無視天空之壁並再次統一。
第29話在西都集齊了部分滿裝瓶的情況下，啟動了潘朵拉之盒，令整道天空之壁產生異變成一座巨大的塔（潘朵拉之塔）。
第33話戰兔等人根據葛城忍的資料得知是潘朵拉之盒在沒被艾博魯特成功打開下所產生的。
第49話因艾博魯特被消滅而與沒有天空墻的世界融合，天空之壁因此消失。
創世計劃
原文： / Project Build
由葛城巧所定下的一個計劃方案，為Faust 的起始之路、使SMASH 誕生的主因以及騎士系統的製作來源。
後從艾博魯特口中得知整個創世計劃最終目的在於利用科學的力量讓Build 超越人體的極限，然後艾博魯特自己將超越人體極限的Build 吞噬吸收並進化成完全姿態。
雖然使用者利用變身系統變身成假面騎士後可大大提升使用者的戰鬥力及危險等級，但因要使用星雲氣體戰鬥，所以對使用者來說使用變身系統是一個非常大的負擔，解除變身後短期內再變身使用者的肉體有機會灰飛煙滅。如果使用者的身體本身無法負荷危險等級的急速提升更會加快其消散。
葛城巧亦為創世計劃製造了影像檔案，後因追加葛城忍的研究資料的關係，內容更加完善充足，主要在檔案中提供有關檔案的使用説明，其中：
- 檔案001：假面騎士Build
- 檔案002：血色潛行者
- 檔案00X：壓縮系統
- 檔案XXX：危險扳機

騎士系統
原文： / Rider System
創世計劃中的主關鍵，也是本作騎士的變身裝置，設計者為葛城忍，而開發者為葛城巧。
開發目的為製造出最強的防衛系統（假面騎士），卻被三都政府的要員打算將此作爲國家的軍事用途。
需要先注入星雲氣體、並由艾博魯特改造基因，然後當被實驗者的危險等級高於3.0 或以上後便能使用該系統。
後從恢復葛城巧記憶的桐生戰兔口中得知騎士系統是為了對抗艾博魯特而開發。
變壓蒸氣系統
原文： / Transteam System
暗夜惡徒與血色潛行者所用的變身系統，其開發者亦為葛城巧。
不同於會隨著使用者的危險等級上升而成長的騎士系統，其危險等級在設定中已經固定，是葛城巧參考最上魁星的凱撒系統開發出來的系統。
其中血色潛行者在葛城巧的介紹影片中被其稱作「提升Build 危險等級的最強對手」，從這點來看此系統似乎是因為被葛城巧當成了提升Build 力量的「磨刀石」，所以危險等級才會被設定成固定的狀態。由於危險等級已經固定，所以裝備者只能依賴自身的技巧、能力和經驗來作戰。
第31話中得知血色潛行者的固定危險等級只是假象，實際上他的危險等級遠高於其他人。
壓縮系統
原文： / Sclash System
創世計劃中的一大核心，號稱「最高傑作」，其開發者亦為葛城巧，但之後由桐生戰兔將其正式完成。
其力量過於強大，再加上使用後變身者會因直接受星雲氣體的影響而變得好戰，並需要危險等級4.0 或以上才能使用該系統。
新凱撒系統
原文： / New Kaiser System
Remocon Bros 與Engine Bros 所用的變身系統，是內海成彰繼承最上魁星所開發出的「凱撒系統」並加以改良後的版本。
此系統的集大成之作為Hell Bros，但唯一的弱點就是難以承受假面騎士Build「鯊魚機車形態」那鯊魚的電感受器之力和機車的機動能力。
進化系統
原文： / Evol System
創世計劃的起源，Evol 及Mad Rogue 所使用的變身系統。
原型為艾博魯特所持有，但在艾博魯特意圖毀滅火星時被火星王妃貝魯娜姬給破壞，之後艾博魯特透過石動惣一將損壞的進化系統帶到地球，並交由葛城忍進行修復。但葛城忍畏懼艾魯博特的力量，於是偷偷將其交給兒子葛城巧，葛城巧則將其分解成兩個部分，作為動力來源安裝在nascita地下的秘密基地的變換裝置中。
葛城忍則透過修復進化系統的機會，以其為原型開發出了騎士系統。
Mad Rogue所使用的進化系統則是為了適應地球人的體質而製作的。
- Lost Smash的實驗體

為了鍛造出黃金失落滿裝瓶，得先在人體注入大量的星雲瓦斯,變成Lost Smash怪人後，與之擊敗爆炸後才鍛造出其前身-黑色失落滿裝瓶。
難波重工在艾博魯特與葛城忍共事期間,為了鍛造其潘朵拉嵌版的十個失落滿裝瓶，私下綁架了許多人作為Lost Smash的實驗體，其中還有無辜的平民百姓,而那些爆炸後Lost Smash怪人變回人類的下場，就是直接放任爆炸後的火光燃燒，直至燒死。
由於最先鍛造的四枚黑色失落滿裝瓶（眼鏡蛇、蝙蝠、斑馬、剪刀）是實驗中誕生的，也就是說是意外中的產物，所以在進入新世界後，那些先前死於鍛造失落滿裝瓶的人們仍會帶有舊世界的傷口及少些記憶。

## 本作登場假面騎士
本篇所有騎士的型態其數值會根據騎士變身者自身的危險等級而持續提升，所以官網呈現的皆為基礎數值。

### 假面騎士Build
變身者：桐生戰兔（葛城巧） / 葛城忍 / 奇魯巴斯（替身演員：绳田雄哉 → 高岩成二 / 岡田和也（葛城忍版Build） / 中田裕士、CV：犬飼貴丈 / 小久保丈二 / 勝杏里
原文： / Kamen Rider Build

#### 結構
半分軀體
原文： / Half Body
类似於《假面騎士W》的左右半身的假面騎士Build 的身體結構，由創造驅動器搭配使用满裝瓶後生成，不同的搭配會對应成為假面騎士Build 的各種形態。
由分别代表着與各自满裝瓶對应的化學實驗中的「有機物」与「無機物」属性的裝甲构成，有機物属性裝甲分别覆蓋于頭部的斜線左側部分和軀幹的斜線右側部分以及左腿与左腳，而無機物属性裝甲則覆蓋于腰部以外的部位。
| 結構 | 名稱         | 簡介 |
| 頭部 | BLD 頭盔     | 頭部統稱，可根據任何形態來轉換。 |
| 頭部 | BLD 信號     | 位於额頭的數據收集裝置。實侍集中戰鬥數據，能正确地把握自身與敵人的能力。 另外也执行全身的狀態管理，若有損傷之处會自動進行应急补修。 |
| 胸部 | BLD 胸甲     | 胸部統稱，可根據任何形態來轉換。 |
| 腕部 | BLD 腕甲     | 手腕統稱，可根據任何形態來轉換。 |
| 腿部 | BLD 腿甲     | 腿部統稱，可根據任何形態來轉換。 |
| 全身 | BLD 無限裝甲 | 覆蓋著全身的耐衝擊戰鬥服。 能从戰鬥傷害中保護變身者的同時，解除肉體的限制器，发揮出潜藏的身体能力。                                 |

危險軀體
原文： / Hazard Body
由兩個相當於半分軀體的結構組合而成的假面騎士Build 危險形態的身體結構，由安置了危險扳機的創造驅動器搭配使用滿裝瓶後生成。
全身漆黑但复眼與對應Best Match形態的相同，擁有著惊人的壯大力量。
| 結構 | 名稱        | 簡介 |
| 頭部 | HZ 頭盔     | 頭部統稱，因为强化剂提升了基础耐久度，能一边承受敌人的攻击，一边不紧不慢地缩短与敌人的距离。 |
| 頭部 | 危險強化器  | 大脑的特定部位进行强化剂浸透刺激其斗争本能，提升攻击的威力。这个机能会对变身者的精神带来过大的负担，因此长时间的战斗与充溢模式的连续使用的话失去自我、被破坏冲动支配的危险性极高。此外，因为强化剂会对大脑边缘系特别是扁桃体给予影响，变身后会有精神异常的危险。 |
| 頭部 | BLD 信號    | 位於额頭的數據收集裝置。實侍集中戰鬥數據，能正确地把握自身與敵人的能力。 另外也执行全身的狀態管理，若有損傷之处會自動進行应急补修。 |
| 胸部 | HZ 胸甲     | 胸部統稱，因为强化剂提升了基础耐久度，能一边承受敌人的攻击，一边不紧不慢地缩短与敌人的距离。能排出给SMASH 伤害的黑色体，将周围潜藏的敌人逼出来。 |
| 雙臂 | HZ 狂暴之肩 | 肩部統稱，持有在充溢模式与必杀技发动时喷出强化剂，强化全身各部分的攻击机能的作用。也可以将强化剂变化成追加装甲，在腕部与脚部重装化。 |
| 雙臂 | HZ 腕甲     | 手腕統稱，能凭借强化剂提升基础攻击能力，以碎铁一击破坏敌人的要害，毫不留情地葬送敌人。此外，左右腕各自反映对应瓶罐的特性。 |
| 雙臂 | HZ 死領之拳 | 拳套統稱，具备将拳头接触到的物体分解与雾散的机能，必杀技发动时利用拳击消灭攻击对象的装甲，再往暴露出的中枢灌入能量使其破坏。此外，会随着战斗的延长增强变身者的迫害冲动，使拳击威力上升。                                                                         |
| 腿部 | HZ 腿甲     | 腿部統稱，能凭借强化剂提升基础攻击能力，以碎铁一击破坏敌人的要害，毫不留情地葬送敌人。此外，左右脚各自反映对应瓶罐的特性。 |
| 腿部 | HZ 滅終戰靴 | 战靴統稱，具备将脚底接触到的物体分解或雾散的机能，必杀技发动时利用踢击消灭攻击对象的装甲，再往暴露出的中枢灌入能量使其破坏。此外，会随着战斗的延长增强变身者的迫害冲动，使踢击威力上升。                                                                         |
| 全身 | HZ 無限裝甲 | 覆蓋著全身的耐衝擊戰鬥服。 能从戰鬥傷害中保護變身者的同時，解除肉體的限制器，发揮出潜藏的身体能力。 |

#### 變身模式

##### Best Match 形態
- 東都：

| 形態名稱                        | 簡介 | 外觀 | 音效                                                                                           | 能力 | 必殺技 |
| RabbitTank Form 兔子坦克形態    | BUILD DRIVER 搭配 「Rabbit」和「Tank」滿裝瓶變身的形態，為假面騎士Build的基礎型態。 身高：196.0cm 體重：99.0kg 拳擊力：9.9t（右手） / 17.0t（左手） 踢擊力：23.7t（右腳） / 17.8t（左腳） 跳躍力：55.0m 行動速度：100m / 2.9秒 | 全身以紅、藍、黑色為主，左、右眼分別為兔子和坦克的圖示                                                         | 「Hagane no Moonsault! RabbitTank!」 （日文原文， 中文意思「鋼之月面空翻！兔子坦克！」）       | 基礎型態，擁有兔子的跳躍力和坦克強橫的力量。 為所有型態當中能力最平均的型態，除此之外，亦只有該型態及組合可兼容和激活强化型態的能量。 除了能提升反应和索敵速度以外，亦能在提升高機動性能的同時將裝甲輕量化；而且其應對物理攻擊的強度和攻擊時所产生的衝擊波也随之提高，其中右腳腳底更附带可高速行驶的坦克履带，在對敵施以踢擊的同時也能削去其裝甲。 | Vortex Finish RabbitTank！ 原文： 該型態所屬的必殺技（騎士踢）。 首先跳入地底集中能量，然後根據抛物綫的圖表跳躍，當利用兔子的跳躍力跳到抛物綫最高點準備下滑時，力量集中在右脚兼利用高速加坦克強橫的力量直衝敵人作致命踢擊。 Vortex Break！ 原文： 將滿裝瓶插入專屬武器鑽頭粉碎者可使出帶有滿裝瓶效果的必殺攻擊。 於劍模式下插入「Rabbit」滿裝瓶可以使劍刃部件高速旋轉並進行斬擊、插入「Rocket」滿裝瓶可以使劍刃部件射向敵人、插入「Gorilla」滿裝瓶可以形成巨大的猩猩拳頭攻擊敵人、插入「Ninja」滿裝瓶可以飛射出手裏劍狀的衝擊波。 於槍模式下插入「Harinezumi」滿裝瓶可以連續發射針狀子彈。 Just Match Break 原文： 往滿裝瓶衝擊槍裝填滿裝瓶後所發動的必殺技。 在衝擊槍劍模式下裝填有機物系兩個滿裝瓶時，發出金色能量波，將敵人切裂。 |
| GorillaMond Form 猩猩鑽石形態   | 原文： 使用「Gorilla」和「Diamond」滿裝瓶變身的形態 身高：189.0cm 體重：112.0kg 拳擊力：25.9t（右手） / 15.8t（左手） 踢擊力：17.3t（右腳） / 16.5t（左腳） 跳躍力：32.5m 行動速度：100m / 8.4秒                               | 全身以棕、青、黑色為主，左、右眼分別為猩猩和鑽石的圖示。                                                       | 「Kagayaki no Destroyer! GorillaMond!」 （日文原文， 中文意思「閃耀之破壞者！猩猩鑽石！」）    | 力量型型態，擁有猩猩的搏擊力和鑽石的防守能力。 耐衝擊力很強，而且亦能以猩猩的压迫感威吓敵人，右手下臂變形為如猩猩一般的巨大手臂，虽然概率较低，但卻能让拳击的威力提升至两倍，更有可能通过拳击将敌人一击必杀。 除了可凭着钻石般的闪亮扰乱敵人的视线或架開其攻擊以外，更能以其高強的防御能力長時間承受物理攻擊，此外亦可將任何無機物變成鑽石。 | Vortex Finish GorillaMond！ 原文： 該型態所屬的必殺技（騎士拳）。 首先利用鑽石的能力製造龍捲風，然後利用猩猩的拳擊力將敵人與人類强制分離並將敵人本體打入龍捲風裏面，最後將敵人消滅。或者利用多粒鑽石製造一個防護盾，之後利用猩猩的拳擊力打向防護盾直衝敵人。 |
| HawkGatling Form 鷹格林機槍形態 | 原文： 使用「Taka」和「Gatling」滿裝瓶變身的形態 身高：193.0cm 體重：107.0kg 拳擊力：9.7t（右手） / 10.0t（左手） 踢擊力：13.5t（右腳） / 14.2t（左腳） 跳躍力：41.7m 行動速度：100m / 5.8秒                                   | 全身以陽橙、鐵灰、黑色為主，左、右眼分別為老鷹和格林機槍的圖示。                                               | 「Tenkuu no Abarenbou! HawkGatling!」 （日文原文， 中文意思「天空之暴徒！鷹格林機槍！」）      | 擁有鷹的飛行能力及視力和格林機槍的密集火力。 能自动测量飞行时的高度与姿势、与大气的相对速度和其状态，以便预测之后的天气；背部的一對用於防禦的可變羽翼亦可用來高速飛行。 除了能把激烈枪战的声音数据变成爆音播放，给予敌人压力以外，亦能以機槍的猛力，將命中率大大提升和對物理攻擊的強度。 | Vortex Finish HawkGatling！ 原文： 該型態所屬的必殺技。 Full Bullet HawkGatling！ 原文： 配合專屬武器飛鷹加特林者，當轉動左輪裝填子彈發動特殊攻擊至100時周圍會形成球狀結界向其結界內的敵人作出致命連環掃射。 |
| NinNinComic Form 忍忍漫畫形態   | 原文： 使用「Ninja」和「Comic」滿裝瓶變身的形態 身高：194.0cm 體重：90.5kg 拳擊力：11.1t（右手） / 8.8t（左手） 踢擊力：10.1t（右腳） / 22.2t（左腳） 跳躍力：45.4m 行動速度：100m / 4.2秒                                     | 全身以紫、黃、黑色為主，左、右眼分別為手裏劍和四格漫畫的圖示                                                   | 「Shinobi no Entertainer! NinNinComic!」 （日文原文， 中文意思「忍術之娛樂家！忍忍漫畫！」）   | 速度型型態，擁有忍者的身手並能將漫畫的想像化為實體。 背部的伸缩性优越的光学迷彩披肩不仅能覆盖全身并与周围的景色同化，也能利用自动卷起来的机能，捕缚远处的敌人；此外右臂和左腿亦藏有部分暗器。 除了擁有对周围的风景自动摄影并储存为作画资料的机能，也能对物体进行3D扫描以及构造分析以外，装着在左臂的笔型实体化装置能将左臂的笔绘出的画实体化，另外实体化的画能发挥出如同画家印象中一般的能力与效果。 | Vortex Finish NinNinComic！ 原文： 該型態所屬的必殺技。 Fushin no Jutsu！ 原文： 配合專屬武器4格忍法刀，能分裂出无数分身，作为同伴并共同戰鬥。 Kaen Giri！ 原文： 配合專屬武器4格忍法刀，能透過火遁之術使出的火炎斬擊。 Tatsumaki Giri！ 原文： 配合專屬武器4格忍法刀，能透過風遁之術使出的龍捲風斬擊。 Doron！ 原文： 配合專屬武器4格忍法刀，能透過隱身之術使出的斬擊。可助自身及其他人逃走及躲避敵方的攻擊。 |
| RocketPanda Form 火箭熊貓形態   | 原文： 使用「Panda」和「Rocket」滿裝瓶變身的形態 身高：189.0cm 體重：114.0kg 拳擊力：18.8t（右手） / 14.5t（左手） 踢擊力：16.9t（右腳） / 15.4t（左腳） 跳躍力：43.6m 行動速度：100m / 8.5秒                                  | 全身以白、淺藍、黑色為主，左、右眼分別為熊貓和火箭的圖示                                                       | 「Buttobi Monotone! RocketPanda!」 （日文原文， 中文意思「轟飛單調！火箭熊貓！」）             | 擁有火箭的推進力及飛行力和熊貓壓逼的身手。 熊猫表层覆盖了硬毛皮般的防护布，在非戰鬥時触摸感觉良好；此外活用右臂部的爪所发挥出足以折断缠在一起的十根竹子的那股力量非常惊人，被击中要害的敌人会不留原型地被破坏。 除了拥有能承受住太空碎片的冲撞的防御性能以外，亦为了提高在宇宙飞行时的安全性，首次搭载了三维与航行辅助系统；设置于左肩部的火箭部分搭载了大推力的复合引擎，能在太空之类的地方高速移动。另外，能将左臂的所有火箭部分合体，变成突击火箭而运用。 | Vortex Finish RocketPanda！ 原文： 該型態所屬的必殺技。 利用向心力圖標圍繞敵人，在向心力圖標的範圍内利用火箭的推進力飛行，之後利用熊貓壓逼的身手不斷向敵人作出爪擊。 |
| FireHedgehog Form 烈焰刺蝟形態  | 原文： 使用「Harinezumi」和「Syoubousya」滿裝瓶變身的形態 身高：190.0cm 體重：103.7kg 拳擊力：13.7t（右手） / 11.9t（左手） 踢擊力：14.7t（右腳） / 14.0t（左腳） 跳躍力：36.5m 行動速度：100m / 6.4秒                         | 全身以白煙、鮮紅、黑色為主，左、右眼分別為刺蝟和消防車的圖示。右手的拳頭部位變形成有如蜷曲的刺蝟般的帶刺鐵球。 | 「Rescue Kenzan! FireHedgehog!」 （日文原文， 中文意思「拯救劍山！烈焰刺蝟！」）               | 擁有刺蝟攻防兩用的尖刺和消防車的噴出火焰和水的能力。 除了能提高战斗时的反应速度与索敌精度以外，在挡住敌人的格斗攻击时，亦能以表面的尖刺给予敌人反击；其坚固的球状手套上覆盖了伸缩自在的尖刺，能通过拳击的冲击给予敌人的装甲与内部机能造成很大伤害。 除了能迅速取得灾害现场的建筑物图及各阶平面图等数据以外，亦也能控制住暴走的敌人，将内部框架整个压弯；装着在左臂的放水枪不僅能进行高压放水、喷射泡沫状的灭火剂，也具备水力切割器及伸缩梯子结构，也可利用可燃性液体进行火焰放射攻击。 | Vortex Finish FireHedgehog！ 原文： 該型態所屬的必殺技。 首先將消防槍插入敵人體内，然後灌水使其膨脹，之後從高空躍起後利用刺蝟的尖刺垂直將敵人擊破。 |
| LionCleaner Form 獅子吸塵機形態 | 原文： 使用「Lion」和「Soujiki」滿裝瓶變身的形態 身高：189.0cm 體重：104.3kg 拳擊力：17.4t（右手） / 7.1t（左手） 踢擊力：12.0t（右腳） / 21.3t（左腳） 跳躍力：39.0m 行動速度：100m / 3.6秒                                   | 全身以月黃、綠松、黑色為主，左、右眼分別為獅子和吸塵機的圖示。左手延伸出吸塵機的吸頭般的構造。                 | 「Tategami Cyclone! LionCleaner!」 （日文原文， 中文意思「鬃毛旋風！獅子吸塵機！」）           | 唯一綜合能力有所提升的形態，擁有吸塵機般可將敵人吸近自己的能力并且擁有獅子般的爆發力。 能够气势汹汹地展开多毛而气派又使敵受惊的鬃毛，右肩甲所装着的鞭子型尾巴能如同表达变身者的感情一般摇动，右臂的攻击装置能放出咆哮冲击波狮子型能量波來對敵，其右拳能够展开收纳在手指尖端的锐利爪子，以便给敌人的要害带来巨大的伤害。 具备吸入周围的空气，并除去其中的尘埃与花粉等脏物使其脱离的机能，装着在左臂的强化吸尘机所施展的吸引力相当惊人，不仅能把周围的所有物体都吸进去，也能把敌人释放的火焰与水之类的攻击吸进去，而左肩的分解装置具有能把吸尘機所吸进的物体高速分解，变换为自身的工作能源的机能。 | Vortex Finish LionCleaner！ 原文： 該型態所屬的必殺技。 利用吸塵機將敵人吸近自己，然後利用獅子炙熱的拳擊打向敵人。 |
| KeyDragon Form 鑰匙龍形態       | 原文： 使用「Dragon」和「Lock」滿裝瓶變身的形態 身高：196.0cm 體重：108.0kg 拳擊力：19.7t（右手） / 16.9t（左手） 踢擊力：17.6t（右腳） / 24.1t（左腳） 跳躍力：47.4m 行動速度：100m / 5.1秒                                   | 全身以鈷藍、金屬金、黑色為主，左、右眼分別為龍首和掛鎖的圖示。                                                 | 「Fuuin no Fantasy Star！KeyDragon!」 （日文原文， 中文意思「封印之幻星！鑰匙龍！」）          | 擁有龍的氣息和鎖的封鎖敵人的能力，除速度外其他能力會提升。 唯一弱點為由於「Dragon」滿裝瓶與萬丈龍我有極高的配合度，所以使用一段時間後會無法控制其力量。 | Vortex Finish KeyDragon！ 原文： 該型態所屬的必殺技。 製造出多條鎖鏈將敵人鎮住，然後利用龍的火拳打向敵人。 |
| KaizokuRessya Form 海賊列車形態 | 原文： 使用「Kaizoku」和「Densha」滿裝瓶變身的形態 身高：189.0cm 體重：95.8kg 拳擊力：12.0t（右手） / 12.7t（左手） 踢擊力：15.0t（右腳） / 13.8t（左腳） 跳躍力：39.4m 行動速度：100m / 2.5秒                                 | 全身以水藍、明綠、黑色為主，左、右眼分別為骷髏和鐵軌的圖示。                                                   | 「Teikoku no Hangyakusha! KaizokuRessha!」 （日文原文， 中文意思「定時之叛逆者！海賊列車！」） | 高速型型態，擁有海賊的身手及列車的速度。為目前移動速度最快的型態。 | Vortex Finish KaizokuRessha！ 原文： 該型態所屬的必殺技。 Vortex Break！ 原文： 將專屬武器鑽頭粉碎者插入滿裝瓶可使出帶有滿裝瓶效果的必殺攻擊。 於劍模式下插入「Kaizoku」滿裝瓶可以斬出類似海浪的衝擊波。 Kaizoku Densha！ 原文： 配合專屬武器Kaizoku Hassyar，當拉動弓内的電車達至最大輸出時會發出音效「發射（原文：発射）」，之後發出列車狀的炮彈攻擊複數敵人並追加追蹤功能。 |
| OctopusLight Form 章魚光形態    | 原文： 使用「Octopus」和「Light」滿裝瓶變身的形態 身高：193.5cm 體重：96.5kg 拳擊力：4.4t（右手） / 4.8t（左手） 踢擊力：8.6t（右腳） / 8.0t（左腳） 跳躍力：42.1m 行動速度：100m / 6.5秒                                      | 全身以暖粉、檸黃、黑色為主，左、右眼分別為章魚和燈光的圖示                                                     | 「Inazuma Technician! OctopusLight!」 （日文原文， 中文意思「閃電技術員！章魚光！」）          | 擁有章魚可自由伸縮的爪及燈光的强光，而且章魚可噴出墨汁及燈光可當閃光彈使用。 | Vortex Finish OctopusLight！ 原文： 該型態所屬的必殺技。 噴出墨汁形成墨汁團困住敵人，並利用章魚爪拉近墨汁團然後向其揍出帶有激光效果的一拳。 |

- 北都：

| 形態名稱                          | 簡介 | 外觀                                                                 | 音效                                                                                               | 能力 | 必殺技 |
| PhoenixRobo Form 鳳凰機械形態     | 原文： 使用「Phoenix」和「Robot」滿裝瓶變身的形態 身高：191.0cm 體重：112.3kg 拳擊力：15.7t（右手） / 28.8t（左手） 踢擊力：23.4t（右腳） / 16.8t（左腳） 跳躍力：43.6m 行動速度：100m / 6.4秒 | 全身以赤、灰、黑色為主，左、右眼分別為鳳凰和機械臂的圖示             | 「Fujimi no Heiki! PhoenixRobo!」 （日文原文， 中文意思「不死身之兵器！鳳凰機械！」）              | 擁有鳳凰般的火焰、飛行、修復能力及機器人般的精凖操作。 | Vortex Finish PhoenixRobo！ 原文： 該型態所屬的必殺技。 纏繞著特殊的火焰飛上空中，使出身體撞擊作為攻擊。                                    |
| SmaphoWolf Form 手機狼形態        | 原文： 使用「Wolf」和「Smapho」滿裝瓶變身的形態 身高：189.0cm 體重：91.6kg 拳擊力：16.6t（右手） / 5.2t（左手） 踢擊力：10.4t（右腳） / 20.8t（左腳） 跳躍力：41.6m 行動速度：100m / 5.1秒     | 全身以銀、藏青、黑色為主，左、右眼分別為狼首和話筒的圖示             | 「Tsunagaru Ippiki Ookami! SumahoWolf!」 （日文原文， 中文意思「連接一匹狼！手機狼！」）           | | Vortex Finish SumahoWolf！ 原文： 該型態所屬的必殺技。 从自身周圍投影出的圖標在出現狼的幻影，進而玩弄敵人。                                 |
| KumaTelevi Form 熊電視形態        | 原文： 使用「Kuma」和「Televi」滿裝瓶變身的形態 身高：189.0cm 體重：12.0kg 拳擊力：25.7t（右手） / 14.7t（左手） 踢擊力：17.9t（右腳） / 16.6t（左腳） 跳躍力：30.7m 行動速度：100m / 6.8秒    | 全身以陽黃、石墨、黑色為主，左、右眼分別為熊首和電視機的圖示。       | 「Hachimitsu High Vision! KumaTelevi!」 （日文原文， 中文意思「蜂蜜之高清！熊電視！」）            | | Vortex Finish KumaTelevi！ 原文： 該型態所屬的必殺技。 使用巨大化的利爪假裝魚上鈎，在此之際顯示屏的背景中映出了巨大的鮭魚。                 |
| RoseCopter Form 薔薇直升機形態    | 原文： 使用「Rose」和「Helicopter」滿裝瓶變身的形態 身高：190.0cm 體重：94.2kg 拳擊力：6.3t（右手） / 12.9t（左手） 踢擊力：14.4t（右腳） / 10.6t（左腳） 跳躍力：42.8m 行動速度：100m / 5.6秒 | 全身以玫瑰、綠松藍、黑色為主，左、右眼分別為荊棘薔薇和直升機的圖示。 | 「Jounetsu no Senpuki! RoseCopter! 」 （日文原文， 中文意思「熱情的扇風機！蔷薇直升機！」）        | | Vortex Finish RoseCopter！ 原文： 該型態所屬的必殺技。 將纏繞荆棘的高強度刀刃回旋以切裂敵人，或是在飛行的同時用藤蔓將敵人拘束並用刀刃攻擊。 |
| UniRaser Form 獨角橡皮形態        | 原文： 使用「Unicorn」和「Keshigomu」滿裝瓶變身的形態 身高：cm 體重：kg 拳擊力：t（右手） / t（左手） 踢擊力：t（右腳） / t（左腳） 跳躍力：m 行動速度：100m / 秒                              | 全身以道奇藍、亮灰、黑色為主，左、右眼分別為獨角獸首和橡皮擦的圖示。 | 「Ikkaku Shoukyou! UniRaser! 」 （日文原文， 中文意思「一角擦掉！獨角橡皮！」）                    | | Vortex Finish UniRaser！ 原文： 該型態所屬的必殺技。                                                                                        |
| TurtleWatch Form 龜手錶形態       | 原文： 使用「Turtle」和「Watch」滿裝瓶變身的形態 身高：cm 體重：kg 拳擊力：t（右手） / t（左手） 踢擊力：t（右腳） / t（左腳） 跳躍力：m 行動速度：100m / 秒                                   | 全身以碧綠、暗灰、黑色為主，左、右眼分別為烏龜和手錶的圖示。         | 「Toki wokakeru Katchu! TurtleWatch!」 （日文原文， 中文意思「穿越時間的甲胄！龜手錶！」）         | | Vortex Finish TurtleWatch！ 原文： 該型態所屬的必殺技。                                                                                     |
| BeetleCamera Form 甲蟲照相機形態  | 原文： 使用「Kabutomushi」和「Camera」滿裝瓶變身的形態 身高：cm 體重：kg 拳擊力：t（右手） / t（左手） 踢擊力：t（右腳） / t（左腳） 跳躍力：m 行動速度：100m / 秒                             | 全身以赭黃、蔚藍、黑色為主，左、右眼分別為獨角仙和相機鏡頭的圖示。   | 「Mitsurin no Scoop King! BeetleCamera!」 （日文原文， 中文意思「密林之獨家之王！甲蟲照相機！」）  | | Vortex Finish BeetleCamera！ 原文： 該型態所屬的必殺技。                                                                                    |
| SpiderCooler Form 蜘蛛冷卻器形態  | 原文： 使用「Spider」和「Reizoko」滿裝瓶變身的形態 身高：cm 體重：kg 拳擊力：t（右手） / t（左手） 踢擊力：t（右腳） / t（左腳） 跳躍力：m 行動速度：100m / 秒                                 | 全身以暗紫、象牙白、黑色為主，左、右眼分別為蜘蛛網和冰箱的圖示       | 「Reikyaku no Trap Master! SpiderCooler!」 （日文原文， 中文意思「冷卻之陷阱高手！蜘蛛冷卻器！」） | | Vortex Finish SpiderCooler！ 原文： 該型態所屬的必殺技。                                                                                    |
| DogMic Form 犬麥克風形態          | 原文： 使用「Dog」和「Mic」滿裝瓶變身的形態 身高：cm 體重：kg 拳擊力：t（右手） / t（左手） 踢擊力：t（右腳） / t（左腳） 跳躍力：m 行動速度：100m / 秒                                        | 全身以銅、鼠、黑色為主，左、右眼分別為犬首和麥克風的圖示。           | 「Iyashi no Daibakuon! DogMic!」 （日文原文， 中文意思「治癒之大吼叫！犬麥克風！」）               | | Vortex Finish DogMic！ 原文： 該型態所屬的必殺技。                                                                                          |
| Merry Christmas Form 聖誕快樂形態 | 原文： 使用「Santa Claus」和「Cake」滿裝瓶變身的形態 身高：cm 體重：kg 拳擊力：t（右手） / t（左手） 踢擊力：t（右腳） / t（左腳） 跳躍力：m 行動速度：100m / 秒                               | 全身以磚紅、雪、黑色為主，左、右眼分別為聖誕帽和蛋糕的圖示。         | 「Seinaru Shisha! Merry Christmas!」 （日文原文， 中文意思「神聖使者！聖誕快樂！」）               | 擁有圣诞老人般的实现愿望的能力和蛋糕般的甜蜜。 具备增添圣诞节气氛，例如张灯结彩、周围出现许多圣诞树、包装圣诞礼物、奏响與圣诞节相符的音乐和举办圣诞宴会等。 同时亦具备暖和食物、任选口味、舒缓敵人的戰鬥意志、將点心平分给相当的人数、增添装饰以增加甜蜜温馨般的气氛等功能。 | Vortex Finish Merry Christmas！ 原文： 該型態所屬的必殺技。                                                                                 |

- 西都：

| 形態名稱                          | 簡介 | 外觀                                                             | 音效                                                                                           | 能力                                                                                  | 必殺技 |
| ToraUFO Form 虎UFO形態            | 原文： 使用「Tora」和「UFO」滿裝瓶變身的形態 身高：189.0cm 體重：100.5kg 拳擊力：17.8t（右手） / 5.1t（左手） 踢擊力：8.7t（右腳） / 21.2t（左腳） 跳躍力：46.5m 行動速度：100m / 3.9秒     | 全身以鮮黃、玫瑰粉、黑色為主，左、右眼分別為老虎和UFO的圖示。    | 「Mikakunin Jungle Hunter! ToraUFO!」 （日文原文， 中文意思「未確認叢林獵人！虎UFO！」）       |                                                                                       | Vortex Finish ToraUFO！ 原文： 該型態所屬的必殺技。 乘上粉色的飛碟型光體，可對敵施以衝撞或是吸收並分解。 |
| KujiraJet Form 鯨噴射機形態       | 原文： 使用「Kujira」和「Jet」滿裝瓶變身的形態 身高：189.5cm 體重：116.5kg 拳擊力：18.0t（右手） / 13.5t（左手） 踢擊力：23.0t（右腳） / 25.5t（左腳） 跳躍力：46.2m 行動速度：100m / 6.9秒 | 全身以湛藍、天藍、黑色為主，左、右眼分別為鯨魚和噴射機的圖示。   | 「Amakakeru Big Wave! KujiraJet!」 （日文原文， 中文意思「翺翔大浪！鯨噴射機！」）             |                                                                                       | Vortex Finish KujiraJet！ 原文： 該型態所屬的必殺技。 將附近一帶如大海一般填满水，在其中借鯨魚型能量體噴射的潮水浮出水面，在空中以喷射機喷射出并放出踢击。 Vortex Break！ 原文： 將專屬武器鑽頭粉碎者插入滿裝瓶可使出帶有滿裝瓶效果的必殺攻擊。 於槍模式下插入「Sensuitei」滿裝瓶可將潜水艇型的彈丸連續發射出。 |
| ShikaMid Form 鹿金字塔形態        | 原文： 使用「Shika」和「Pyramid」滿裝瓶變身的形態 身高：cm 體重：kg 拳擊力：t（右手） / t（左手） 踢擊力：t（右腳） / t（左腳） 跳躍力：m 行動速度：100m / 秒                               | 全身以品藍、橙、黑色為主，左、右眼分別為鹿首和金字塔的圖示。     | 「Ōke no Mamorigami! ShikaMid!」 （日文原文， 中文意思「王家之守護神！鹿金字塔！」）           |                                                                                       | Vortex Finish ShikaMid！ 原文： 該型態所屬的必殺技。 |
| KirinCyclone Form 長頸鹿旋風形態  | 原文： 使用「Kirin」和「Senpuki」滿裝瓶變身的形態 身高：cm 體重：kg 拳擊力：t（右手） / t（左手） 踢擊力：t（右腳） / t（左腳） 跳躍力：m 行動速度：100m / 秒                               | 全身以琥珀、水、黑色為主，左、右眼分別為長頸鹿頭和扇葉的圖示。   | 「Arashi wo Yobu Kyotou! KirinCyclone!」 （日文原文， 中文意思「狂風呼喚巨塔！長頸鹿旋風！」） |                                                                                       | Vortex Finish KirinCyclone！ 原文： 該型態所屬的必殺技。 生成模拟了長頸鹿的頭首的能量体體，并向敵人扣去。 |
| PenguinSkater Form 企鵝滑冰者形態 | 原文： 使用「Penguin」和「Sukebo」滿裝瓶變身的形態 身高：cm 體重：kg 拳擊力：t（右手） / t（左手） 踢擊力：t（右腳） / t（左腳） 跳躍力：m 行動速度：100m / 秒                              | 全身以昏灰、亮綠、黑色為主，左、右眼分別為企鵝和滑板的圖示。     | 「Kouri no Suberi-gei! PenguinSkater!」 （日文原文， 中文意思「冰上之表演者！企鵝滑冰者！」）  |                                                                                       | Vortex Finish PenguinSkater！ 原文： 該型態所屬的必殺技。 |
| MagGhost Form 磁化幽靈形態        | 原文： 使用「Obake」和「Magnet」滿裝瓶變身的形態 身高：cm 體重：kg 拳擊力：t（右手） / t（左手） 踢擊力：t（右腳） / t（左腳） 跳躍力：m 行動速度：100m / 秒                                | 全身以幽靈白、天青、黑色為主，左、右眼分別為幽靈和磁鐵的圖示。   | 「Samayoueru Chouinryoku! MagGhost!」 （日文原文， 中文意思「徬徨的超引力！磁化幽靈！」）      |                                                                                       | Vortex Finish MagGhost！ 原文： 該型態所屬的必殺技。 |
| HachiMarine Form 黃蜂潛艇形態     | 原文： 使用「Hachi」和「Sensuikan」滿裝瓶變身的形態 身高：cm 體重：kg 拳擊力：t（右手） / t（左手） 踢擊力：t（右腳） / t（左腳） 跳躍力：m 行動速度：100m / 秒                             | 全身以金黃、鼠尾藍、黑色為主，左、右眼分別為黃蜂和潛艇的圖示。   | 「Shinkai no Shigotonin! HachiMarine!」 （日文原文， 中文意思「深海之工作者！黃蜂潛艇！」）    |                                                                                       | Vortex Finish HachiMarine！ 原文： 該型態所屬的必殺技。 |
| SaiDryer Form 犀牛吹風機形態      | 原文： 使用「Sai」和「Dryer」滿裝瓶變身的形態 身高：cm 體重：kg 拳擊力：t（右手） / t（左手） 踢擊力：t（右腳） / t（左腳） 跳躍力：m 行動速度：100m / 秒                                   | 全身以銀灰、緋紅、黑色為主，左、右眼分別為犀牛頭和吹風機的圖示。 | 「Chounetsu Tairiku! SaiDryer!」 （日文原文， 中文意思「超熱大陸！犀牛吹風機！」）             |                                                                                       | Vortex Finish SaiDryer！ 原文： 該型態所屬的必殺技。 |
| SameBike Form 鯊魚機車形態        | 原文： 使用「Same」和「Bike」滿裝瓶變身的形態 身高：194.0cm 體重：110.5kg 拳擊力：16.7t（右手） / 16.8t（左手） 踢擊力：22.4t（右腳） / 20.7t（左腳） 跳躍力：41.2m 行動速度：100m / 4.1秒  | 全身以群青、茜紅、黑色為主，左、右眼分別為鯊魚和機車把手的圖示。 | 「Dokusou Hunter! SameBike!」 （日文原文， 中文意思「獨行獵人！鯊魚機車！」）                  | 擁有鲨鱼般的感知敵人能力和機車般的行走能力。 該配对組合亦是打倒新凯撒系統的主要关键。 | Vortex Finish SameBike！ 原文： 該型態所屬的必殺技。 在半空中生成鲨鱼型和專屬機車「機械創造者」型的能量體，再乘坐机车型能量体并与鲨鱼型能量体共同向敌人俯冲而去。 |
| BatEngine Form 蝙蝠引擎形態       | 原文： 使用「Bat」和「Engine」滿裝瓶變身的形態 身高：cm 體重：kg 拳擊力：t（右手） / t（左手） 踢擊力：t（右腳） / t（左腳） 跳躍力：m 行動速度：100m / 秒                                  | 全身以紫羅蘭、腥紅、黑色為主，左、右眼分別為蝠翼和排氣管的圖示。 | 「Ankou no Kidou-ou! BatEngine!」 （日本原文： 中文意思：「黑暗的啟動王！蝙蝠引擎！」          |                                                                                       | Vortex Finish BatEngine！ 原文： 該型態所屬的必殺技。 |

- 未知：

| 形態名稱                       | 簡介 | 外觀                                                           | 音效                                                                                                 | 能力 | 必殺技                                                  |
| GoldScorpion Form 黃金蠍子形態 | 原文： 使用「Scorpion」和「Gold」滿裝瓶變身的形態} 身高：cm 體重：kg 拳擊力：t（右手） / t（左手） 踢擊力：t（右腳） / t（左腳） 跳躍力：m 行動速度：100m / 秒               | 全身以栗、金、黑色為主，左、右眼分別為蠍子和黃金的圖示。       | 「Kouki naru Dokubari! GoldScorpion!」 （日文原文， 中文意思「高貴毒針！黃金蠍子！」）               |      | Vortex Finish GoldScroion！ 原文： 該型態所屬的必殺技。 |
| CrocodiCon Form 鰐魚遙控器形態 | 原文： 使用「Crocodile Crack」滿裝瓶和「Gear Remocon」變身的形態 身高：cm 體重：kg 拳擊力：t（右手） / t（左手） 踢擊力：t（右腳） / t（左腳） 跳躍力：m 行動速度：100m / 秒 | 全身以靛、青藍、黑色為主，左、右眼分別為鱷魚和遙控器的圖示。   | 「Mizugiwa no Denpa yarou! CrocodiCon!」 （日文原文， 中文意思「水邊之大氣電波小子！鰐魚遙控器！」） |      | Vortex Finish CrocodiCon！ 原文： 該型態所屬的必殺技。  |
| F1Zaurus Form F1暴龍形態       | 原文： 使用「Kyoryu」和「F1」滿裝瓶變身的形態 身高：cm 體重：kg 拳擊力：t（右手） / t（左手） 踢擊力：t（右腳） / t（左腳） 跳躍力：m 行動速度：100m / 秒                    | 全身以綠、紅、黑色為主，左、右眼分別為恐龍和方程式賽車的圖示。 | 「Ontsuke no Tei-O! F1Zaurus!」 （日文原文， 中文意思「音速的帝王！F1暴龍！」）                      |      | Vortex Finish F1Zaurus！ 原文： 該型態所屬的必殺技。    |

- 葛城忍Ver.：

| 形態名稱                        | 簡介 | 外觀                                                             | 音效                                                                                           | 能力                                                                                                  | 必殺技 |
| RabbitTank Form 兔子坦克形態    | 原文： 使用「Rabbit」和「Tank」滿裝瓶變身的形態 身高：196.0cm 體重：99.0kg 拳擊力：14.7t（右手） / 25.2t（左手） 踢擊力：35.1t（右腳） / 26.3t（左腳） 跳躍力：71.5m 行動速度：100m / 1.9秒    | 全身以紅、藍、黑色為主，左、右眼分別為兔子和坦克的圖示           | 「Hagane no Moonsault! RabbitTank!」 （日文原文， 中文意思「鋼之月面空翻！兔子坦克！」）       | 基礎型態，擁有兔子的跳躍力和坦克強橫的力量。 和桐生戰兔所变身的版本相比起来，力量显得更强大。         | Vortex Finish RabbitTank！ 原文： 該型態所屬的必殺技。 借助左脚原地起跳，再沿着模仿了曲线图的能量滑行路，用曲线图的X轴将敌人拘束并用右脚施以踢击；或是放出回旋踢。                                                              |
| HawkGatling Form 鷹格林機槍形態 | 原文： 使用「Taka」和「Gatling」滿裝瓶變身的形態 身高：193.0cm 體重：107.0kg 拳擊力：14.4t（右手） / 14.8t（左手） 踢擊力：20.0t（右腳） / 21.0t（左腳） 跳躍力：54.2m 行動速度：100m / 3.9秒  | 全身以陽橙、鐵灰、黑色為主，左、右眼分別為老鷹和格林機槍的圖示。 | 「Tenkuu no Abarenbou! HawkGatling!」 （日文原文， 中文意思「天空之暴徒！鷹格林機槍！」）      | 飛行型態，有鷹的飛行能力及視力和格林機槍的密集火力。 和桐生戰兔所变身的版本相比起来，力量显得更强大。 | Vortex Finish HawkGatling！ 原文： 該型態所屬的必殺技。 |
| NinNinComic Form 忍忍漫畫形態   | 原文： 使用「Ninja」和「Comic」滿裝瓶變身的形態 身高：194.0cm 體重：90.5kg 拳擊力：16.4t（右手） / 13.0t（左手） 踢擊力：14.9t（右腳） / 32.9t（左腳） 跳躍力：59.0m 行動速度：100m / 2.8秒    | 全身以紫、黃、黑色為主，左、右眼分別為手裏劍和四格漫畫的圖示     | 「Shinobi no Entertainer! NinNinComic!」 （日文原文， 中文意思「忍術之娛樂家！忍忍漫畫！」）   | 速度型態，擁有忍者的身手並能將漫畫的想像化為實體。 和桐生戰兔所变身的版本相比起来，力量显得更强大。   | Vortex Finish NinNinComic！ 原文： 該型態所屬的必殺技。 Fushin no Jutsu！ 原文： 配合專屬武器4格忍法刀，能分裂出无数分身，作为同伴并共同戰鬥。                                                                                  |
| KaizokuRessya Form 海賊列車形態 | 原文： 使用「Kaizoku」和「Densha」滿裝瓶變身的形態 身高：189.0cm 體重：95.8kg 拳擊力：17.8t（右手） / 18.8t（左手） 踢擊力：22.2t（右腳） / 20.4t（左腳） 跳躍力：51.2m 行動速度：100m / 1.7秒 | 全身以水藍、明綠、黑色為主，左、右眼分別為骷髏和鐵軌的圖示。     | 「Teikoku no Hangyakusha! KaizokuRessha!」 （日文原文， 中文意思「定時之叛逆者！海賊列車！」） | 高速型態，擁有海賊的身手及列車的速度。 和桐生戰兔所变身的版本相比起来，力量显得更强大。               | Vortex Finish KaizokuRessha！ 原文： 該型態所屬的必殺技。 Kaizoku Densha！ 原文： 配合專屬武器Kaizoku Hassyar，當拉動弓内的電車達至最大輸出時會發出音效「發射（原文：発射）」，之後發出列車狀的炮彈攻擊複數敵人並追加追蹤功能。 |

##### Trial 形態
| 形態名稱                             | 簡介 | 外觀                                                               | 能力 | 必殺技 |
| HarinezumiTank Form 刺蝟坦克形態     | 原文： 使用「Harinezumi」和「Tank」滿裝瓶變身的形態 身高：194.0cm 體重：102.7kg 拳擊力：11.0t（右手） / 13.6t（左手） 踢擊力：19.0t（右腳） / 11.2t（左腳） 跳躍力：28.4m 行動速度：100m / 7.0秒          | 全身以白煙、藍、黑色為主，左、右眼分別為刺蝟和坦克的圖示。         | 擁有刺蝟自由伸縮的尖刺和坦克強橫的力量。 | Vortex Attack！ 原文： 該形態所属的必杀技，但劇中完全没使用。 |
| RabbitSoujiki Form 兔子吸塵機形態    | 原文： 使用「Rabbit」和「Soujiki」滿裝瓶變身的形態 身高：196.0cm 體重：93.7kg 拳擊力：7.9t（右手） / 5.7t（左手） 踢擊力：9.6t（右腳） / 14.2t（左腳） 跳躍力：38.4m 行動速度：100m / 3.9秒               | 全身以紅、綠松、黑色為主，左、右眼分別為兔子和吸塵機的圖示。       | 擁有兔子的跳躍力和能夠將敵人的攻擊吸走及轉化為自己的戰鬥力。 | Vortex Attack！ 原文： 該形態所属的必杀技，但劇中完全没使用。 |
| GorillaSoujiki Form 猩猩吸塵機形態   | 原文： 使用「Gorilla」和「Soujiki」滿裝瓶變身的形態 身高：189.0cm 體重：111.7kg 拳擊力：20.7t（右手） / 5.7t（左手） 踢擊力：9.6t（右腳） / 13.2t（左腳） 跳躍力：26.5m 行動速度：100m / 6.2秒            | 全身以棕、綠松、黑色為主，左、右眼分別為猩猩和吸塵機的圖示。       | 可將敵人的吸住及用猩猩的搏击能力。 | Vortex Attack！ 原文： 該形態所属的必杀技，但劇中完全没使用。 |
| RabbitGatling Form 兔子格林機槍形態  | 原文： 使用「Rabbit」和「Gatling」滿裝瓶變身的形態 身高：196.0cm 體重：95.0kg 拳擊力：7.9t（右手） / 8.0t（左手） 踢擊力：10.8t（右腳） / 14.2t（左腳） 跳躍力：37.7m 行動速度：100m / 6.2秒              | 全身以紅、鐵灰、黑色為主，左、右眼分別為兔子和格林機槍的圖示。     | 擁有兔子的跳躍力和格林機槍的密集火力，同時擁有運用雙槍攻擊的能力。 | Vortex Attack！ 原文： 該形態所属的必杀技，但劇中完全没使用。 |
| NinjyaTank Form 忍者坦克形態         | 原文： 使用「Ninja」和「Tank」滿裝瓶變身的形態 身高：194cm 體重：101.1kg 拳擊力：8.9t（右手） / 13.6t（左手） 踢擊力：19.0t（右腳） / 17.8t（左腳） 跳躍力：32.3m 行動速度：100m / 2.3秒                  | 全身以紫、藍、黑色為主，左、右眼分別為手裏劍和坦克的圖示。         | 擁有忍者的身手和坦克強橫的力量，同時擁有運用二刀流攻擊的能力。 | Vortex Attack！ 原文： 該形態所属的必杀技，但劇中完全没使用。 |
| PandaGatling Form 熊貓格林機槍形態   | 原文： 使用「Panda」和「Gatling」滿裝瓶變身的形態 身高：189.0cm 體重：112.0kg 拳擊力：15.0t（右手） / 8.0t（左手） 踢擊力：10.8t（右腳） / 12.3t（左腳） 跳躍力：26.6m 行動速度：100m / 8.6秒             | 全身以白、鐵灰、黑色為主，左、右眼分別為熊貓和格林機槍的圖示。     | 擁有熊貓壓逼的身手和格林機槍的密集火力。 | Vortex Attack！ 原文： 該形態所属的必杀技，但劇中完全没使用。 |
| GorillaRocket Form 猩猩火箭形態      | 原文： 使用「Gorilla」和「Rocket」滿裝瓶變身的形態 身高：189.0cm 體重：115.0kg 拳擊力：20.7t（右手） / 11.6t（左手） 踢擊力：13.5t（右腳） / 13.2t（左腳） 跳躍力：32.5m 行動速度：100m / 9.1秒           | 全身以棕、淺藍、黑色為主，左、右眼分別為猩猩和火箭的圖示。         | 擁有火箭的推進力及飛行力和猩猩的搏擊力。 | Vortex Attack！ 原文： 該形態所属的必杀技，但劇中完全没使用。 |
| LionComic Form 獅子漫畫形態          | 原文： 使用「Lion」和「Comic」滿裝瓶變身的形態 身高：194.0cm 體重：99.0kg 拳擊力：99.0kg（右手） / 7.0t（左手） 踢擊力：8.1t（右腳） / 17.0t（左腳） 跳躍力：32.8m 行動速度：100m / 5.6秒                 | 全身以月黃、黃、黑色為主，左、右眼分別為獅子和四格漫畫的圖示。     | 能將漫畫般的想像化為實體，並擁有獅子般的爆發力，使出拳擊時附帶火焰。 | Vortex Attack！ 原文： 該形態所属的必杀技，但劇中完全没使用。 |
| KaizokuGatling Form 海賊格林機槍形態 | 原文： 使用「Kaizoku」和「Gatling」滿裝瓶變身的形態 身高：189.0cm 體重：98.1kg 拳擊力：9.6t（右手） / 8.0t（左手） 踢擊力：10.8t（右腳） / 11.0t（左腳） 跳躍力：33.1m 行動速度：100m / 6.7秒             | 全身以水藍、鐵灰、黑色為主，左、右眼分別為骷髏和格林機槍的圖示。   | 擁有海賊的身手及格林機槍的密集火力。 | Vortex Attack！ 原文： 該形態所属的必杀技，但劇中完全没使用。 |
| PhoenixSoujiki Form 鳳凰吸塵機形態   | 原文： 使用「Phoenix」和「Soujiki」滿裝瓶變身的形態 身高：191.0cm 體重：98.0kg 拳擊力：12.6t（右手） / 5.7t（左手） 踢擊力：9.6t（右腳） / 13.4t（左腳） 跳躍力：37.9m 行動速度：100m / 3.8秒             | 全身以赤、綠松、黑色為主，左、右眼分別為鳳凰和吸塵機的圖示。       | | Vortex Attack！ 原文： 該形態所属的必杀技，但劇中完全没使用。 |
| RoseSoujiki Form 薔薇吸塵機形態      | 原文： 使用「Rose」和「Soujiki」滿裝瓶變身的形態 身高：190.0cm 體重：93.2kg 拳擊力：5.0t（右手） / 5.7t（左手） 踢擊力：9.6t（右腳） / 8.5t（左腳） 跳躍力：31.8m 行動速度：100m / 5.7秒                  | 全身以玫瑰、綠松、黑色為主，左、右眼分別為荊棘薔薇和吸塵機的圖示。 | | Vortex Attack！ 原文： 該形態所属的必杀技，但劇中完全没使用。 |
| KujiraSyoubousya Form 鯨消防車形態   | 原文： 使用「KujiraS」和「Syoubousya」滿裝瓶變身的形態 身高：189.5cm 體重：120.0kg 拳擊力：14.4t（右手） / 9.5t（左手） 踢擊力：11.8t（右腳） / 20.4t（左腳） 跳躍力：28.8m 行動速度：100m / 7.0秒        | 全身以湛藍、鮮紅、黑色為主，左、右眼分別為鯨魚和消防車的圖示。     | | Vortex Attack！ 原文： 該形態所属的必杀技，但劇中完全没使用。 |
| RoseSyoubousya Form 薔薇消防車形態   | 原文： 使用「Rose」和「Syoubousya」滿裝瓶變身的形態 身高：190.0cm 體重：99.5kg 拳擊力：5.0t（右手） / 9.5t（左手） 踢擊力：11.8t（右腳） / 8.5t（左腳） 跳躍力：30.1m 行動速度：100m / 5.0秒              | 全身以玫瑰、鮮紅、黑色為主，左、右眼分別為荊棘薔薇和消防車的圖示。 | | Vortex Attack！ 原文： 該形態所属的必杀技，但劇中完全没使用。 |
| RabbitDragon Form 兔子龍形態         | 原文： 使用「Gold Rabbit」和「Silver Dragon」滿裝瓶變身的形態 身高：196.0cm 體重：93.1kg 拳擊力：47.8t（右手） / 55.8t（左手） 踢擊力：61.3t（右腳） / 54.5t（左腳） 跳躍力：79.8m 行動速度：100m / 1.1秒 | 全身以金、銀、黑色為主，左、右眼分别為兔子和龍首的圖示。           | 擁有兔子的跳躍力和擁有龍般的氣息。雖然是Trial 形態，但因變身者桐生戰兔的危險等级已是最高等级——7，加上仿彿回應了他的強烈感情，使得創造驅動器首次搭載了「Best Match！」的音效，而且实力與天才形態差不多。 | rowspan="4"\|Vortex Attack！ 原文： 該型態所屬的必殺技（騎士踢）。 根據抛物綫的圖表跳躍，當利用兔子的跳躍力跳到抛物綫最高點準備下滑時，力量集中在右脚兼利用高速加龍強橫的力量直衝敵人作致命踢擊。 |

##### 強化形態
| 形態名稱                                   | 簡介 | 外觀                                                         | 音效                                                                                            | 能力 | 必殺技 |
| RabbitTank Sparkling Form 兔子坦克氣泡形態 | 原文： 使用「Rabbit Tank Sparkling」變身的形態 身高：202.0cm 體重：102.1kg 拳擊力：14.9t（右手） / 25.5t（左手） 踢擊力：35.6t（右腳） / 26.7t（左腳） 跳躍力：66.0m 行動速度：100m / 2.0秒 | 全身以紅、藍、白、黑色為主，左、右眼分別為兔子和坦克的圖示。 | 「Shuwatto Hajikeru! RabbitTank Sparkling!」 （日文原文， 中文意思「刷地噴出！兔子坦克氣泡！」) | Build 的其中一個强化形態，以「RabbitTank Form」作爲基礎再以潘朵拉之盒的能量進行強化。 不但加强了兔子的跳躍力和坦克的強橫力量，而且更能輕易避開敵人的攻擊，及能夠使用所有Build 的武器。 | Sparkling Finish！ 原文： 該型態所屬的必殺技（騎士踢）。 發動時會形成蟲洞並將敵人踢進去。同時踢擊的衝擊波所伴隨著的氣泡可使敵人的攻擊無效化。 Vortex Break！ 原文： 將滿裝瓶插入專屬武器鑽頭粉碎者可使出帶有滿裝瓶效果的必殺攻擊。 於劍模式下插入「Kabutomushi」滿裝瓶可以使钻頭部分纏繞独角仙型的能量，並殴打敵人。 於槍模式下插入「Rose」滿裝瓶後，再配合飛鷹加特林者發動連射。 於劍模式下插入「Kaizoku」滿裝瓶可以斬出類似海浪的衝擊波。 |

| 形態名稱                                   | 簡介 | 外觀                                                             | 音效                                                                                     | 能力 | 必殺技 |
| RabbitTank Hazard Form 兔子坦克危險形態    | 原文： 使用「Rabbit」和「Tank」滿裝瓶搭配「Hazard Trigger」變身的形態 身高：197.5cm 體重：101.0kg 拳擊力：19.8t（右手） / 34.0t（左手） 踢擊力：47.4t（右腳） / 35.6t（左腳） 跳躍力：77.0m 行動速度：100m / 1.4秒    | 全身以黑色為主，左、右眼分別為紅色兔子和藍色坦克的圖示。         | 「Uncontrol Switch！Black Hazard！」 （日本原文， 中文意思「失控的開關！黑色之危險！」） | Build 的其中一個强化形態，以「RabbitTank Form」作爲基礎再以Hazard 成份進行強化。 一旦戰鬥時間過久就會失去自我甚至想要破壞眼前所有一切，雖說失去理智，但戰鬥本能還是會依照狀況切換各種危險型態應對敵人。    | Hazard Attack 原文： 該型態所屬的必殺技。 Hazard Finish 原文： 該型態在充溢模式下的必殺技。以繚繞著漆黑能量的右腳踢向對方 |
| SmaphoWolf Hazard Form 手機狼危險形態      | 原文： 使用「Wolf」和「Smapho」滿裝瓶搭配「Hazard Trigger」變身的形態 身高：197.5cm 體重：101.0kg 拳擊力：33.2t（右手） / 10.4t（左手） 踢擊力：20.8t（右腳） / 41.6t（左腳） 跳躍力：58.2m 行動速度：100m / 2.5秒    | 全身以黑色為主，左、右眼分別為銀色狼首和藏青色話筒的圖示。       | 「Uncontrol Switch！Black Hazard！」 （日本原文， 中文意思「失控的開關！黑色之危險！」） | Build 的其中一個强化形態，以「SmaphoWolf Form」作爲基礎再以Hazard 成份進行強化。 一旦戰鬥時間過久就會失去自我甚至想要破壞眼前所有一切，雖說失去理智，但戰鬥本能還是會依照狀況切換各種危險型態應對敵人。    | Hazard Finish 原文： 該型態在充溢模式下的必殺技。集中能量在右手並送上對方一拳，同時背後會出現由能量產生的巨大狼幻影。 Vortex Break！ 原文： 將專屬武器鑽頭粉碎者插入滿裝瓶可使出帶有滿裝瓶效果的必殺攻擊。 於劍模式下插入「Unicorn」滿裝瓶可以以強大的力量刺向對方。 |
| HawkGatling Hazard Form 鷹格林機槍危險形態 | 原文： 使用「Taka」和「Gatling」滿裝瓶搭配「Hazard Trigger」變身的形態 身高：197.5cm 體重：101.0kg 拳擊力：19.4t（右手） / 20.0t（左手） 踢擊力：27.0t（右腳） / 28.4t（左腳） 跳躍力：58.4m 行動速度：100m / 2.9秒   | 全身以黑色為主，左、右眼分別為陽橙色老鷹和鐵灰色格林機槍的圖示。 | 「Uncontrol Switch！Black Hazard！」 （日本原文， 中文意思「失控的開關！黑色之危險！」） | Build 的其中一個强化形態，以「HawkGatling Form」作爲基礎再以Hazard 成份進行強化。 一旦戰鬥時間過久就會失去自我甚至想要破壞眼前所有一切，雖說失去理智，但戰鬥本能還是會依照狀況切換各種危險型態應對敵人。   | Hazard Attack 原文： 該型態所屬的必殺技。 Hazard Finish 原文： 該型態在充溢模式下的必殺技。 使用漆黑的能量將對手拘束，進而以專屬武器飛鷹加特林者將槍彈擊入。 |
| KaizokuRessya Hazard Form 海賊列車危險形態 | 原文： 使用「Kaizoku」和「Densha」滿裝瓶搭配「Hazard Trigger」變身的形態 身高：197.5cm 體重：101.0kg 拳擊力：24.0t（右手） / 25.4t（左手） 踢擊力：30.0t（右腳） / 27.6t（左腳） 跳躍力：55.2m 行動速度：100m / 1.3秒 | 全身以黑色為主，左、右眼分別為水藍色骷髏和明綠色鐵軌的圖示。     | 「Uncontrol Switch！Black Hazard！」 （日本原文， 中文意思「失控的開關！黑色之危險！」） | Build 的其中一個强化形態，以「KaizokuRessya Form」作爲基礎再以Hazard 成份進行強化。 一旦戰鬥時間過久就會失去自我甚至想要破壞眼前所有一切，雖說失去理智，但戰鬥本能還是會依照狀況切換各種危險型態應對敵人。 | Hazard Attack 原文： 該型態所屬的必殺技。 Hazard Finish 原文： 該型態在充溢模式下的必殺技。 |
| KeyDragon Hazard Form 鑰匙龍危險形態       | 原文： 使用「Dragon」和「Lock」滿裝瓶搭配「Hazard Trigger」變身的形態 身高：197.5cm 體重：101.0kg 拳擊力：39.4t（右手） / 33.8t（左手） 踢擊力：35.2t（右腳） / 48.2t（左腳） 跳躍力：66.4m 行動速度：100m / 2.5秒    | 全身以黑色為主，左、右眼分別為鈷藍色龍首和金屬金色掛鎖的圖示。   | 「Uncontrol Switch！Black Hazard！」 （日本原文， 中文意思「失控的開關！黑色之危險！」） | Build 的其中一個强化形態，以「KeyDragon Form」作爲基礎再以Hazard 成份進行強化。 一旦戰鬥時間過久就會失去自我甚至想要破壞眼前所有一切，雖說失去理智，但戰鬥本能還是會依照狀況切換各種危險型態應對敵人。     | Hazard Attack 原文： 該型態所屬的必殺技。 Hazard Finish 原文： 該型態在充溢模式下的必殺技。 |

##### 進化形態
| 形態名稱                       | 簡介 | 外觀                                                     | 音效 | 能力 | 必殺技 |
| RabbitRabbit Form 兔子兔子形態 | 原文： 使用「Hazard Trigger」搭配「Full Full Rabbit Tank Bottle」中的「Full Full Rabbit Rabbit Bottle」變身的形態 身高：197.5cm 體重：106.2kg 拳擊力：39.9t 踢擊力：47.8t 跳躍力：88.0m 行動速度：100m / 1.2秒 | 全身以紅、金、黑、白色為主，左右兩眼皆為金邊兔子的圖示。 | 「Kurenai no Speedy Jumper! RabbitRabbit! Hayai！」 （日文原文， 中文意思「紅之疾速跳躍者！兔子兔子！好快！」） | Build 的其中一個進化形態，以「RabbitTank Hazard Form」作爲基礎再以「Full Full Rabbit Tank Bottle」進行強化。 除了比一般的危險型態更強大外，「Full Full Rabbit Tank Bottle」可作為抑制「Hazard Trigger」副作用的裝置，使用者即使長時間使用「Hazard Trigger」亦不會失去自我。 此形態的四肢裝上了彈簧，除了可伸縮四肢，在中等的距離攻擊對手，或透過彈簧拉長所持有的勢能令攻擊威力更大，更可透過自身具有彈性的四肢達到將敵人的攻擊彈開的效果。 除此之外亦可以增強跳躍力和運動力，更可高速移動以閃避敵人的攻勢。 | Hazard Finish！Rabbit Rabbit Finish！ 原文： 該型態在充溢模式下的必殺技（騎士踢）。 跳跃至半空悬浮着右脚伸长至敌人面前，随后加速向前对敌放出飞踢。 Full Bottle Break 原文： 往满装瓶衝擊槍装填满装瓶後所發動的必殺技。 在衝擊槍加农模式下装填一個有機物系满装瓶，发射出能量弹。 Just Match Break 原文： 往满装瓶衝擊槍装填满装瓶后所发动的必杀技。 在衝擊槍加农模式下装填有機物系兩個满装瓶时，发射出强力能量弹。 Miracle Match Break 原文： 往满装瓶衝擊槍装填满装瓶罐后所发动的必杀技。 在衝擊槍加农模式下装填三個有機物系满装瓶时，发射出超强力能量弹。 Full Full Match Break 原文： 往满装瓶衝擊槍裝填滿裝滿裝兔子坦克瓶後所發動的必杀技。 在衝擊槍劍模式下裝填滿裝滿裝兔子坦克瓶後，缠著绕红色球体状的能量並将敌人斩裂。 |
| TankTank Form 坦克坦克形態     | 原文： 使用「Hazard Trigger」搭配「Full Full Rabbit Tank Bottle」中的「Full Full Tank Tank Bottle」變身的形態 身高：197.5cm 體重：145.3kg 拳擊力：47.0t 踢擊力：53.7t 跳躍力：58.0m 行動速度：100m / 1.1秒     | 全身以藍、金、黑、白色為主，左右兩眼皆為金邊坦克的圖示。 | 「Koutetsu no Blue Warrior! TankTank! Tsuei！」 （日文原文， 中文意思「鋼鐵之藍色戰士！坦克坦克！好強！」）     | Build 的其中一個進化形態，以「RabbitTank Hazard Form」作爲基礎再以「Full Full Rabbit Tank Bottle」進行強化。 除了比一般的危險型態更強大外，「Full Full Rabbit Tank Bottle」可作為抑制「Hazard Trigger」副作用的裝置，使用者即使長時間使用「Hazard Trigger」亦不會失去自我。 此形態有強大的防禦力和力量，裝置在小腿的履帶可以令使用者在跪下時像坦克一樣移動，彌補行走速度較慢的缺點。另外亦可使用肩部的坦克砲對敵人作出遠程砲擊。                                                                            | Hazard Finish！Tank Tank Finish！ 原文： 該型態在充溢模式下的必殺技。（骑士拳） 自身的脚变形为履带，环绕敌人高速冲刺，能量笼罩在双手后向敌人施以高速冲刺的双手拳击。 Full Bottle Break 原文： 往满装瓶衝擊槍装填满装瓶後所發動的必殺技。 在衝擊槍加农模式下装填一個無機物系满装瓶，发射出能量弹。 Ultimate Match Break 原文： 往满装瓶衝擊槍装填满装瓶後所發動的必杀技。 在衝擊槍加农模式下装填四個無機物系滿裝瓶时，可將比之前更为强力的能量光弹放出。 Full Full Match Break 原文：往满装瓶衝擊槍装填滿裝滿裝兔子坦克瓶后所发动的必杀技。 在衝擊槍加农模式下裝填滿裝滿裝兔子坦克瓶坦克模式時，自身的雙腿會變为履带，雙肩大炮與满装瓶衝擊槍的火力将敌人照射其中。                                                             |

##### 最終形態
| 形態名稱                       | 簡介 | 外觀                                                                | 音效 | 能力 | 必殺技 |
| Genius Form 天才形態           | 原文： 使用「「Genius」滿裝瓶變身的形態，本篇第45話追加「Hazard Trigger」。 身高：196.4cm 體重：105.6kg 拳擊力：55.7t 踢擊力：61.1t 跳躍力：86.3m 行動速度：100m/0.9秒 | 全身以銀、白色為主                                                  | 「Kanzen Muketsu no Bottle Yarou! Build Genius!」 （日文原文， 中文意思「完美無缺的滿裝瓶小子！Build Genius！」） | 最終型態-天才形態。 全身裝甲具备著强劲的防弹功能，更可施展异於常人般的極速移動或動作，而且，着装在全身各部分的60个满瓶。暖色的瓶子是动植物等有机物满瓶的成分，而冷色的则充填人工物等无机系满瓶的成分，能够随意组合使用。必杀技发动时会放出有机系、无机系、或全部瓶子的成分，發動必殺技時比其他形態的威力提升幾倍。以兔与坦克为首的各满瓶的元素转变为攻击能量体。同時能以將情感注入的方式，中和任何一个SMASH 體内的星雲氣體，以便达到安全解脱。 | Genius Attack！ 原文： 該型態所屬的（有機系滿裝瓶）必殺技。 利用裝設於30枚有機系滿裝瓶的半分軀體中的力量集中於右拳，高速冲向敌人的同时缠绕以红色为主的暖色系能量對敵施以強烈拳擊。 Genius Break！ 原文： 該型態所屬的（無機系滿裝瓶）必殺技。 利用裝設於30枚無機系滿裝瓶的半分軀體中的力量集中於右腳，高速冲向敌人的同时缠绕以藍色为主的冷色系能量對敵施以剧烈踢擊。 Genius Finish！ 原文： 該型態所屬的（全滿裝瓶）必殺技。 利用彩色的曲线圖的X轴將敵束缚，再将装设于全身的60枚满装瓶罐的全部力量集中于右脚之中，再借助「GN满装瓶」所喷射出彩色的能量如光翼形作推进加速，沿着模仿了曲线图的能量滑行路，再用右脚施對敵施以滑行踢擊。 Hazard Finish：Genius Finish 原文： 在搭配使用危险扳機後再进入充溢模式下所发动的超必杀技。 通过拳击将触碰到的从艾博魯特（怪人态）体内分离出的最终潘多拉嵌板上的其中一个迷失满装瓶罐净化为原状。 Full Full Match Break 原文： 往滿裝瓶衝擊槍裝填滿裝滿裝兔子坦克瓶後所發動的必殺技。 在衝擊槍劍模式下裝填滿裝滿裝兔子坦克瓶後，纏著繞紅色球體狀的能量並將敵人斬裂。 |
| Cross-ZBuild Form 迫近創造形態 | 更多 ： 劇場版 假面騎士Build Be The One § 本作限定登場假面騎士/形態 | 更多 ： 劇場版 假面騎士Build Be The One § 本作限定登場假面騎士/形態 | 更多 ： 劇場版 假面騎士Build Be The One § 本作限定登場假面騎士/形態                                               | 更多 ： 劇場版 假面騎士Build Be The One § 本作限定登場假面騎士/形態 | 更多 ： 劇場版 假面騎士Build Be The One § 本作限定登場假面騎士/形態 |

##### Legend Mix 形態
| 形態名稱                | 簡介                                                                                           | 外觀                                                                                           | 能力                                                                                           | 必殺技                                                                                         |
| EX-AID Form EX-AID 形態 | 更多 ： 假面騎士平成Generations FINAL Build & EX-AID with 傳說騎士 § 本作限定登場假面騎士/形態 | 更多 ： 假面騎士平成Generations FINAL Build & EX-AID with 傳說騎士 § 本作限定登場假面騎士/形態 | 更多 ： 假面騎士平成Generations FINAL Build & EX-AID with 傳說騎士 § 本作限定登場假面騎士/形態 | 更多 ： 假面騎士平成Generations FINAL Build & EX-AID with 傳說騎士 § 本作限定登場假面騎士/形態 |
| Ghost Form Ghost 形態   | 原文： 使用「Obake」和「Parka」滿裝瓶變身的形態                                                | 除腰帶為創造驅動器外，外觀則與假面騎士Ghost Ore Damashii 完全一樣                              |                                                                                                |                                                                                                |
| Drive Form Drive 形態   | 原文： 使用「Keisatsukan」和「F1」滿裝瓶變身的形態                                             | 除腰帶為創造驅動器外，外觀則與假面騎士Drive type Speed 完全一樣                                |                                                                                                |                                                                                                |
| Gaim Form 鎧武 形態     | 原文： 使用「Orange」和「Lock」滿裝瓶變身的形態                                                | 除腰帶為創造驅動器外，外觀則與假面騎士鎧武 Orange Arms 完全一樣                                |                                                                                                |                                                                                                |
| Wizard Form Wizard 形態 | 原文： 使用「Mahotsukai」和「Diamond」滿裝瓶變身的形態                                         | 除腰帶為創造驅動器外，外觀則與假面騎士Wizard Flame Style 完全一樣                              |                                                                                                |                                                                                                |
| Fourze Form Fourze 形態 | 原文： 使用「Yuujo」和「Rocket」滿裝瓶變身的形態                                               | 除腰帶為創造驅動器外，外觀則與假面騎士Fourze Base States 完全一樣                              |                                                                                                |                                                                                                |
| OOO Form OOO 形態       | 原文： 使用「Taka」和「Medal」滿裝瓶變身的形態                                                 | 除腰帶為創造驅動器外，外觀則與假面騎士OOO TaToBa COMBO 完全一樣                                |                                                                                                |                                                                                                |
| W Form W 形態           | 原文： 使用「Tantei」和「USB Memory」滿裝瓶變身的形態                                          | 除腰帶為創造驅動器外，外觀則與假面騎士W Cyclone Joker 完全一樣                                 |                                                                                                |                                                                                                |
| Decade Form             | 原文： 使用「Rider Card」和「Camera」滿裝瓶變身的形態                                          | 除腰帶為創造驅動器外，外觀則與假面騎士Decade 通常形態 完全一樣                                 |                                                                                                |                                                                                                |
| Den-O Form 電王 形態    | 原文： 使用「Momotaros」和「Densha」滿裝瓶變身的形態                                           | 除腰帶為創造驅動器外，外觀則與假面騎士電王 Sword Form 完全一樣                                 |                                                                                                |                                                                                                |

#### 專屬武裝
- 鑽頭粉碎者

原文： / 
主要為假面騎士Build 所有型態皆可使用的可變形劍型武器。
在劍模式下，按下扳機後，其劍刃部件便自動旋轉，在未裝填满裝瓶的情况下可對敵人施以近身攻擊。
在槍模式下，按下扳機後，上方未連接剑刃部件的连接装置便自動旋轉，在未裝填满裝瓶的情况下一樣能對敵人施以遠距离射擊。
聲效為「Vortex Break！」。
- 飛鷹加特林者

原文： / 
主要為假面騎士Build 所有搭配老鷹（Taka）或「格林機槍（Gatling）」滿裝瓶的形態所使用的槍型武器。
於鷹格林機槍形態下使用可射出鳥形狀的子彈，当在轉動左輪以裝填子彈後，便可發動特殊攻擊。
每轉動几輪的聲效為「X0！」（例如轉動一輪時，聲效為「10！」），當轉動十輪或快速轉動時，聲效為「100！Full Bullets！」。
- 4格忍法刀

原文： / 
主要為假面騎士Build 所有搭配「忍者（Ninja）」或「漫畫（Comic）」滿裝瓶的形態所使用的刀型武器。 按動觸發器選擇忍術發動。
一共有四個聲效，分别為：
「分身術！」：出現無數分身，作為同伴加入戰鬥，而且每個分身均具獨立意識。
「火遁術！」：刀身缠绕著激烈火焰後，再給予敵人斬擊。
「風遁術！」：使出疾風後將敵人一刀撕裂。
「隱身術！」：从刀身噴出浓厚的烟幕干扰敵人視線，而隱藏自己的身姿。
- 海賊發車

原文： / 
主要為假面騎士Build 所有搭配「海賊（Kaizoku）」或「列車（Densha）」滿裝瓶的形態所使用的弓型武器。
一共有四個聲效，每發動一次會發出「發射！」的音效，分别為：
各站列車！：發動一次便發射出兩個能量炮彈。
急速列車！：發動一次便發射出三個能量炮彈。
快速列車！：發動一次便發射出四個能量炮彈。
海賊列車！」：當拉動弓內的電車達至最大輸出時，會發出列車狀的炮彈攻擊複數敵人，並追加追蹤功能。
- 音奏迫近者

原文： / 
為假面騎士Cross-Z使用的劍型武器，而假面騎士Build 所有搭配「龍（Dragon）」或「鎖（Lock）」滿裝瓶的形態亦可使用。
拉動把手「Grip End」可發動三種特殊攻擊，拉動時的聲效為「Hippare！」。
在未裝填满裝瓶時，拉動時的攻击聲效为「●●Hit！」。
而在裝填满裝瓶時，會出現「Special Tune！」的聲效，拉動時的必殺聲效為「●●Slash！」。
- 滿裝瓶衝擊槍

原文： / 
假面騎士Build 所使用的劍炮合一型武器，具有「衝擊槍劍模式」（兔子兔子形態）和「衝擊槍加農模式」（坦克坦克形態）。
在衝擊槍劍模式下，可對敵施以近身攻擊；反之在衝擊槍加農模式下，需拉下手把即可轉換，並且施以遠程射擊。
最多只能裝填4個滿裝瓶，插入普通滿裝瓶時的識别音效為「（滿裝瓶名稱）！」；插入傳奇騎士滿裝瓶時的音效為「Legend Rider！」；而插入Faust 制滿裝瓶的音效則為「Full Bottle！」。
插入滿裝瓶後的識别音效為「●●是也！」，按動扳機後所發動的必殺音效为「●●Break！」。

### 假面騎士Cross-Z
變身者：萬丈龍我（替身演員：永德、CV：赤楚衛二）
原文： / Kamen Rider Cross-Z

#### 變身模式
| 形態名稱                | 簡介 | 外觀                                                     | 音效 | 能力 | 必殺技 |
| Cross-Z 通常形態        | 原文： 配合創造驅動器及使用「Cross-Z Dragon」搭配「Dragon」滿裝瓶變身的形態 身高：197.0cm 體重：102.4kg 拳擊力：27.6t 踢擊力：33.7t 跳躍力：57.7m 行動速度：100m / 3.2秒                                                    | 全身以鈷藍、橙、黑色為主，左、右眼都為龍首的圖示。       | 「Wake Up Burning！Get Cross-Z Dragon！」 （日本原文： 中文意思：「覺醒中燃烧！迫近之龍！」）                                                    | 基礎型態加格鬥型型態，擁有龍般的氣息和變身者萬丈龍我與「Dragon」滿裝瓶高配合度的特性，同時亦可將滿裝瓶裏的龍虛擬實體化並與變身者共同戰鬥。 | Dragonic Finish 原文： 該型態所屬的必殺技（騎士踢）。 配合滿裝瓶内虛擬實體化的龍再將力量集中在右脚，然後騰空向敵人作出迴旋踢擊，而踢擊亦附帶龍的氣息，或者是將龍的力量集中在右腕並施以強烈的拳擊。 Smash Hit 原文： 配合專屬武器音奏終結者所發動的必殺技。 拉動一次把手後，藍色的火焰纏繞於刀身將敵人切裂。 Million Hit 原文： 拉動兩次把手後可飛射出衝擊波施以連續攻擊。 Million Slash 原文： 配合專屬武器音奏終結者再裝填滿裝瓶所發動的必殺技。 裝填「Lock」滿裝瓶後，再拉動兩次把手，可放出巨大的藍色火焰彈，或是從劍尖射出鎖狀的能量鏈拘束敵人。 Mega Slash 原文： 装填「Lock」滿裝瓶後，再拉動把手三次，可將能量纏繞於刀身切裂敵人。 Volcanic Knuckle 原文： 配合專屬武器Cross-Z熔岩拳套再中装填滿装瓶所發動的技能。 装填「Taka」滿裝瓶後再按下按键，以缠绕著炎之翼的拳套使用上勾拳以决一胜负。 |
| Cross-Z Charge 充填形態 | 原文： 配合挤壓驅動器及使用「Dragon」濃縮膠凍變身的形態 身高：201.0cm 體重：113.3kg 拳擊力：31.5t 踢擊力：34.1t 跳躍力：54.0m 行動速度：100m / 2.5秒                                                                        | 全身以淺藍、銀、黑色為主                                 | 「Tsubureru！Nagareru！Afurederu！Dragon In Cross-Z Charge！Buraa！」 （日本原文： 中文意思：「粉碎！流出！溢出！龍在Cross-Z Charge！Buraa！」） | 強化形態加格鬥型形態，擁有龍的氣息和變身者萬丈龍我與經「Dragon」滿裝瓶加工而成的「Dragon」濃縮膠涷高配合度的特性。 與「Dragon」滿裝瓶一樣，可將濃縮膠涷裏的龍虛擬實體化並與變身者共同戰鬥。 | Scrap Break 原文： 該型態所屬的必殺技。 按壓驅動器的扳手後，左腳纏繞著「Dragon」濃縮膠涷的成分並施以飛踢，或是用以強化雙子爆裂者所發動的技能。 Single Break 原文： 往雙子爆裂者攻击者模式中裝填滿裝瓶或濃縮膠涷後發動的必殺技。 裝填「Dragon」滿裝瓶時，雙子爆裂者纏繞著能量向敵人突刺。 Twin Break 原文： 往雙子爆裂者攻击者模式中裝填滿裝瓶與濃縮膠涷後所發動的技能。 裝填「Dragon」滿裝瓶與「Dragon」濃縮膠涷時，从雙子爆裂者中飛出藍色光球。 Let's Break 原文： 往雙子爆裂者攻擊者模式中裝填「Cross-Z Dragon」後，伴隨著實體化的龍向敵人突刺。 或是放出模擬了龍的頭部的火焰彈，又或是與專屬武器音奏終結者一斬放出的光球一同以火焰對敵方突擊。 Charge Crash 原文： 往擠壓驅動器中裝填有機物系的滿裝瓶後所發動的技能。 裝填「Taka」滿裝瓶後再按壓扳手，可生成飛翼借以飛行。 Single Finish 原文： 往雙子爆裂者光線模式中裝填滿裝瓶或濃縮膠凍後所發動的技能。 裝填「Dragon」濃縮膠涷時，從雙子爆裂者中發射出強力能量彈。 Mega Slash 原文： 往專屬武器音奏終結者中裝填滿裝瓶，再拉動手把三次後所發動的必殺技。 裝填「Lock」滿裝瓶时放出光球，再與「Let's Break」一同以「Cross-Z Dragon Blaze」對敵進行突擊。 |
| Cross-Z Magma 熔岩形態  | 原文： 配合創造驅動器及使用「Cross-Z Magma Knuckle」搭配「Dragon Magma」滿裝瓶變身的形態本篇，本篇第48話追加「Hazard Trigger」 身高：201.3cm 體重：116.3kg 拳擊力：56.1t 踢擊力：61.7t 跳躍力：73.2m 行動速度：100m / 1.3秒 | 全身以橙紅、黑色為主，左、右眼都為龍首的圖示。           | 「Gokunetsu Kinniku！Cross-Z Magma！」 （日文原文， 中文意思「極熱筋肉！迫近之熔岩！」）                                                         | 超進化形態加格鬥型形態，擁有龍的氣息以及熔岩的無限燃燒能力。 無論是性能和格鬥能力都大幅提升，可將滿裝瓶裏的龍虛擬實體化並與變身者共同戰鬥，而且還纏繞著熔岩。 與之相對的，其配色與燃燒SMASH 大致上相同，可謂不謀而合，背部更可自動展開熊熊燃燒的炎之翼，在高速飛行的同時還能產生猛炎的旋風，將地上的敵人燒盡。 | Volcanic Attack 原文： 該形態所屬的必殺技（騎士踢）。 召喚出八條熔岩之龍共同飛舞於上空，急速降下的同時將龍型的能量纏繞於雙足並對敵施以踢擊。 Volcanic Finish 原文： 該形態所屬的必殺技（騎士拳）。 在全身缠绕红色火焰的狀態下對敵人借助衝擊施以打擊。 Volcanic Knuckle 原文： 配合專屬武器Cross-Z熔岩拳套再從中裝填滿裝瓶所發動的技能。 裝填「Dragon Magma」滿裝瓶時，在對敵施以毆擊的同時以龍型能量體進行衝擊。 Glacial Knuckle 原文： 配合專屬武器暴风雪拳套再從中裝填滿裝瓶所發動的技能。 装填「Silver Dragon」滿裝瓶時，在對敵施以毆擊的同時释放出淡蓝色寒冰能量進行冰冻。 Smash Slash 原文： 往專屬武器音奏終結者中裝填滿裝瓶後再拉動手把所發動的技能。 裝填「Dragon」滿裝瓶時，刀身纏繞火焰並將敵人切裂。 |
| Great Cross-Z 極致形態  | 原文： 配合創造驅動器及使用「Great Cross-Z Dragon」搭配「Great Dragon」進化瓶變身的形態 身高：197.0cm 體重：102.4kg 拳擊力：31.7t 踢擊力：35.9t 跳躍力：56.6m 行動速度：100m / 2.4秒                                        | 全身以鈷藍、鮮紅、金屬金色為主，左、右眼都為龍首的圖示。 | 「Wake Up Cross-Z！Get Great Dragon！」 （日本原文： 中文意思：「覺醒中迫近！極致龍！」）                                                        | 特殊形態，也是Cross-Z 龍形態的改色個體。 擁有龍般的氣息和變身者萬丈龍我與「Dragon」進化瓶高配合度的特性，而且因為該進化瓶是從萬丈龍我的體內誕生出来，加上又具備了Evolto的火星之力，所以使用後便能恢復自身的危險等級。而且所虚擬實體化出來的龍型能量體亦已達到最高境界。                                        | Great Dragonic Finish 原文： 該型態所屬的必殺技（騎士踢）。 配合進化瓶内虛擬實體化的龍再將力量集中在右脚，在騰空向敵人的同時與Grease 和Rogue 共同使出三連踢。 |
| Cross-Z Evol 進化形態   | 更多 ： Build NEW WORLD § 本作限定登場假面騎士/形態 | 更多 ： Build NEW WORLD § 本作限定登場假面騎士/形態      | 更多 ： Build NEW WORLD § 本作限定登場假面騎士/形態                                                                                              | 更多 ： Build NEW WORLD § 本作限定登場假面騎士/形態 | 更多 ： Build NEW WORLD § 本作限定登場假面騎士/形態 |

#### 專屬武裝
【「●●」發動攻擊的專屬聲效】
- 音奏迫近者

原文： / Beat Closer
為假面騎士Cross-Z使用的劍型武器。
拉動把手「Grip End」可發動三種特殊攻擊，拉動時的聲效為「Hippare！」。
在未裝填满裝瓶時，拉動時的攻击聲效为「●●Hit！」。
而在裝填满裝瓶時，會出現「Special Tune！」的聲效，拉動時的必殺聲效為「●●Slash！」。
- 雙子爆裂者

原文： / Twin Breaker
有關另見：輔助工具
- Cross-Z 熔岩拳套

原文： / Cross-Z Magma Knuckle
有關另見：輔助工具

### 假面騎士Grease
變身者：猿渡一海（替身演員：藤田慧、CV：武田航平）
原文： / Kamen Rider Grease

#### 變身模式
| 形態名稱                            | 簡介 | 外觀                                                | 音效 | 能力 | 必殺技 |
| Grease 充填形態                     | 原文： 使用「Robot」濃縮膠凍變身的形態 身高：203.0cm 體重：118.3kg 拳擊力：31.3t 踢擊力：34.3t 跳躍力：54.0m 行動速度：100m / 2.5秒                                                                               | 全身以金、銀、黑色為主                              | 「Tsubureru！Nagareru！Afurederu！Robot In Grease！Buraa！」 （日本原文： 中文意思：「粉碎！流出！溢出！機械人在Grease！Buraa！」） | 基礎形態加格鬥型形態，擁有機器人般的精凖操作，性能方面與假面騎士Cross-Z 充填形態同樣。 因使用「Robot」濃縮膠涷的缘故，使得全身上下如同機械般強硬，其中腳部内藏打擊式破碎裝置，随著變身者猿渡一海的鬥争心高漲，戰鬥力也跟著上升。 | Scrap Finish 原文： 該型態所屬的必殺技。 按壓驅動器的扳手後，從變形的肩甲中向後方噴射出黑煙模样的膠涷成分，趁勢施以踢擊。 或是用以強化雙子爆裂者所發動的技能，又或者是在膠涷生成機器臂後，施以强烈的拳擊。 又或是以「Robot」满装瓶和「Robot」濃縮膠涷的技能过剩地喷射出膠涷成分后，顺势对对手施以踢击。 Charge Crash 原文： 往挤压驅动器中装填有机物系满装瓶，再按压扳手後所发动的技能。 装填「Kuma」满装瓶时，两腕生成熊爪型果冻，并用以攻击。 Discharge Charge 原文： 往挤壓驅動器中裝填無機物系的满装瓶，再按壓扳手後所發動的技能。 裝填「Helicopter」满装瓶时，從右腕的洞中流出的膠涷凝固為旋翼型，飛升至高空後使用雙子爆裂者光線模式的光線連射；裝填「Keshigomu」满装瓶时，将自身的姿态消去；裝填「Lock」满装瓶時，生成鎖型的膠涷後用於拘束敵人；装填「Castle」满装瓶時，在「Kuwagata」满装瓶和「Fukurou」满装瓶的技能被释放的同时缠绕着红色能量放出。 Single Finish 原文： 往雙子爆裂者光線模式中裝填满装瓶或濃縮膠涷後所發動的技能。 裝填「Robot」濃縮膠涷時，從雙子爆裂者中連射出能量彈；装填「Gatling」满装瓶时，从雙子爆裂者中连射出能量弹。 Twin Finish 原文： 往雙子爆裂者光線模式中裝填满装瓶罐與濃縮膠涷後所发动的技能。 装填「Helicopter」满装瓶與「Robot」濃縮膠涷時，從雙子爆裂者中發射出旋翼型的能量彈；裝填「Smartphone」满装瓶與「Televi」满装瓶時，膠涷生成电視画面後，應用程序從映照出的智能手機中飛散而出；装填「Robot」满装瓶和「Robot」濃縮膠涷时，过剩地喷射出膠涷成分后，顺势对对手施以踢击。 Twin Break 原文： 往雙子爆裂者攻擊者模式中裝填满装瓶和濃縮膠涷後所發動的技能。 装填「Robot」满装瓶與「Robot」濃縮膠涷時，雙子爆裂者纏繞能量對敵人突刺，可通过「Scrap Finish」進行強化，猿渡稱之為「一擊必殺」；装填「Kuwagata」满装瓶和「Fukurou」满装瓶时，雙子爆裂者缠绕蓝黄雙色的能量对敌人突刺。 Glacial Knuckle 原文： 往专属Grease暴風雪拳套铁拳模式中装填满装后所發动的技能。 装填「North Blizzard」满装瓶时，以铁拳对敌施以拳力连续殴击的同时以寒气冲击。 |
| Grease Blizzard 暴風雪形態          | 原文： 配合創造驅動器及使用「Grease Blizzard Knuckle」搭配「North Blizzard」滿裝瓶變身的形態 身高：203.0cm 體重：120.2kg 拳擊力：50.7t（右手） / 61.7t（左手） 踢擊力：59.9t 跳躍力：64.9m 行動速度：100m / 2.1秒 | 全身以群青、黑色為主                                | 「Gekitoushinka！Grease Blizzard！」 （日文原文， 中文意思「激涷心火！润滑之暴风雪！」）                                            | 最終形態，擁有暴风雪般的寒流吹袭能力。 全身上下所放射出来的寒氣可將敌人的行动彻底停止，而且周围的温度也都会持续下降。 以包裹着冷却粒子的冻结炸裂攻擊横扫周围的敌人，承受最大威力必杀技的敌人会在细胞层级冻结并消散，而后只余下扬起的雪烟。 左臂追加了原屬机器人半分躯体的能量臂，也装配了重视力量的辅助马达，能够放出宛如粉碎冰岩块的冲击拳。 而且因为是使用试验版本的創造驱动器来變身，使得所发挥出来的力量直接性暴升。 | Glacial Attack 原文： 該形態所属的必杀技。 以巨大化的左腕的机械臂将敌人捕获，并叩击至墙壁上。 Glacial Finish 原文： 該形態所属的必杀技（騎士踢）。 冷气缠绕于右脚并施以踢击，被直击的敌人即可冻结并粉碎。 Glacial Knuckle 原文： 搭配专属武器Grease 暴风雪拳套铁拳模式所發動的技能。 装填「North Blizzard」满装瓶时，以铁拳对敌施以拳力连续殴击的同时以寒气冲击。 |
| Grease Perfect Kingdom 理想王國形態 | 更多 ： Build NEW WORLD § 本作限定登場假面騎士/形態 | 更多 ： Build NEW WORLD § 本作限定登場假面騎士/形態 | 更多 ： Build NEW WORLD § 本作限定登場假面騎士/形態                                                                                 | 更多 ： Build NEW WORLD § 本作限定登場假面騎士/形態 | 更多 ： Build NEW WORLD § 本作限定登場假面騎士/形態 |

#### 專屬武裝
- 雙子爆裂者

原文： / 
有關另見：輔助工具
- Grease 暴風雪拳套

原文： / 
有關另見：輔助工具

### 假面騎士Rogue
變身者：冰室幻德（替身演員：渡邊淳、CV：水上劍星）
原文： / Kamen Rider Rogue

#### 變身模式
| 形態名稱            | 簡介 | 外觀                                 | 音效 | 能力 | 必殺技 |
| Crack Form 裂痕形態 | 原文： 使用「Crocodile Crack」滿裝瓶變身的形態 身高：194.0cm 體重：110.8kg 拳擊力：32.7t 踢擊力：37.5t 跳躍力：57.2m 行動速度：100m / 2.3秒             | 全身以靛、青藍、白、黑色為主         | 「Wareru！Kuwareru！ Kudakechiru！Crocodile in Rogue！Oraa！」  中文意思：「割裂！吞食！碎散！鱷魚在Rogue！Oraa！」 | 基礎形態加格鬥形態，擁有鱷魚的猛咬能力和超越假面騎士Build 危險形態的能力。 全身上下具備超硬化的爪子和利刃，就連裝甲的防禦力也高到能够承受穿甲彈的程度，其高攻擊性能一旦發揮出來，便能让敵不寒而栗。          | Crack Up Finish 原文： 該型態所屬的必殺技。 按壓驅動器的扳手後，雙脚覆蓋著巨大的牙型能量體，對敵進行夹擊，在这個狀態下像死亡翻滚一樣回旋並將敵人吹飛；或是右腕缠绕能量施以拳击；或是右脚纏繞能量使出筋鬥踢。 Funky Break 原文： 該形態搭配星雲蒸氣鎗手槍模式所屬的必殺技。 裝填變身用满装瓶後再按壓扳機，在装填「Crocodile Crack」满装瓶的情况下從槍中發射出強力的光彈。 Funky Attack 原文： 該形態搭配星雲蒸氣槍手槍模式，再装填满裝瓶後按壓扳機所發動的必殺技。 在装填「Phoenix」满装瓶的情况下，纏繞著火焰飛行。 Funky Shot 原文： 該形態搭配星雲蒸氣枪步枪模式，再装填齒輪後按压扳機所發動的必殺技。 在装填「Crocodile Crack」满装瓶的情况下，擊出鳄吻型紫色能量彈。在装填未知的普通滿裝瓶的情况下，則擊出強力能量彈。 Discharge Crash 原文： 往挤壓驅動器中装填無機物系满装瓶時，按压扳手後所发动的技能。 装填「Diamond」满装瓶時，無數的鑽石飛射而出，或是展開鑽石型的屏障。 Charge Crash 原文： 往挤壓驅動器中装填無機物系满装瓶時，按压扳手後所发动的技能。 装填「Phoenix」满装瓶时，缠绕着火焰进行飞行；装填「Same」满装瓶时，将鲨鱼型能量体对敌人放出。 |
| Prime Form 始源形態 | 原文： 使用「Prime Rogue」滿裝瓶再搭配創造驅動器變身的形態 身高：194.0cm 體重：111.8kg 拳擊力：52.3t 踢擊力：60.0t 跳躍力：74.4m 行動速度：100m / 1.3秒 | 全身以靛、青藍、金屬金、黑、白色為主 | 「Daigi Bansei！Prime Rogue！」  中文意思：「大義晚成！始源惡霸！」                                                 | 最强形態，為基础形態的装饰追加和修改個體。 在黑色的部位上追加了许多如何花般优美的条纹、胴體上方追加了專屬標誌和一套白色披风，可突显出威风般的英姿。 而且因为是首次搭配創造驅動器，可能力量和挤壓驅動器相仿。 | Prime Scrap Break！ 原文： 該型態所屬的必殺技。 Prime Scrap Finish 原文： 該型態所屬的必殺技。 跃空之中雙脚覆蓋著巨大的牙型能量體，對敵進行夹擊，在这個狀態下像華麗的翻滚一樣回旋並將敵人吹飛。 |

#### 專屬武裝
- 星雲蒸氣鎗

原文： / 
有關另見：輔助工具
- 蒸氣刃

原文： / 
有關另見：輔助工具

### 假面騎士Evol
變身者：艾博魯特（替身演員：冈田和也、CV：金尾哲夫）
原文： / Kamen Rider Evol

#### 變身模式
- Evolution 形態

| 形態名稱                                  | 簡介 | 外觀                                                             | 音效                                                                                     | 能力 | 必殺技 |
| Cobra Form（Phase 1） 眼鏡蛇形態（階段1） | 原文： 使用「Cobra」和「Rider」進化瓶變身的形態 身高：195.0cm 體重：108.0kg 拳擊力：58.0t 踢擊力：63.0t 跳躍力：76.7m 行動速度：100m / 1.1秒  | 全身以暗紅、金屬金、鈷藍、黑色為主，左、右眼都為蛇的圖示。       | 「Cobra！Cobra！Evol Cobra！」  中文意思：「眼镜蛇！眼镜蛇！進化眼镜蛇！」 | 基礎形態，也是Evolto的第一階段樣貌，擁有眼镜蛇般的毒攻能力和騎士系統般的變身能力。 装备在全身各部的黄金装甲部件具有增幅變身者艾博魯特的特殊能力、强化波动攻击的威力和生成消亡毒素、进行空间翘曲移动等功能，也能够将各部件变化为更具攻击性的形状，提高格斗攻击的威力。 除此之外，更具備了把握自身降临到的天体构造，從而提出更有效率的毁灭方案的功能，以及壓制火星王妃貝魯娜姬的力量。 | Evoltic Finish！ 原文： 該型態所屬的必殺技（騎士踢）。 将从右脚的后面产生的能量积蓄于右脚，对敌人施以踢击。 Steam Shot 原文： 往變壓蒸氣槍步枪模式装填满装瓶或進化瓶後再按压扳机所发动的技能。 装填「Cobra」进化瓶时，发射出弯曲的光弹。 KiKanHou Finish 原文： 往進化驱动器裝填指定满装瓶再配合「Rider」進化瓶後所發動的技能。 装填「Gatling」滿裝瓶後，以專屬武器飞鹰加特林者将其弹夹转动十次後可击入百發槍彈。 |
| Dragon Form（Phase 2） 龍形態（階段2）    | 原文： 使用「Dragon」和「Rider」進化瓶變身的形態 身高：197.0cm 體重：106.8kg 拳擊力：60.9t 踢擊力：65.8t 跳躍力：83.2m 行動速度：100m / 1.2秒 | 全身以鈷藍、紅、金屬金、暗紅、黑色為主，左、右眼都為龍首的圖示。 | 「Dragon！Dragon！Evol Dragon！」  中文意思：「龍！龍！進化龍！」          | 轉換形態之一，也是Evolto的第二階段樣貌，擁有龍般的氣息和騎士系統般的變身能力。 外型和假面騎士Cross-Z 相對應，其拳擊力不僅大跃攀升，也能在全身各部覆盖上特殊的火焰，施展强化格斗攻击，而且主要依靠变身者高昂的感情驱动；除此之外也能使用其專屬武裝。 | Evoltic Finish！ 原文： 該型態所屬的必殺技（騎士拳）。 将藍色火焰缠绕於右拳後对敌施於殴擊，在殴击的瞬间有龍型能量體出现。 Smash Slash 原文： 往專屬武器音奏终结者中装填满装瓶後再拉动手把所发动的技能。 装填「Dragon」进化瓶时，刀身缠绕蓝色的火焰並将敌人切裂。 Smash Hit 原文： 往專屬武器音奏终结者中拉動手把後所发动的技能。 拉動手把一次後将蓝色的火焰缠绕于刀身将敌人切裂。                                 |
| Rabbit Form（Phase 3） 兔子形態（階段3）  | 原文： 使用「Rabbit」和「Rider」進化瓶變身的形態 身高：196.0cm 體重：105.5kg 拳擊力：55.9t 踢擊力：64.1t 跳躍力：89.0m 行動速度：100m / 1.0秒 | 全身以紅、鈷藍、金屬金、緋紅、黑色為主，左、右眼都為兔子的圖示。 | 「Rabbit！Rabbit！Evol Rabbit！」  中文意思：「兔子！兔子！進化兔子！」    | 轉換形態之一，也是Evolto的第三階段樣貌，擁有兔子般的跳跃能力和騎士系統般的變身能力。 外型和假面騎士Build 相對應，其踢擊力不僅大跃提升，也可瞬间地提高战斗时的反应和運動速度与索敌精度，繼而进行超音速的必杀攻击；除此之外也能使用其專屬武裝。 | Evoltic Finish！ 原文： 該型態所屬的必殺技（騎士踢）。 将红色的能量缠绕于右脚，将敌人踢飞；或是将红色的能量缠绕于拳上，对敌殴击。 Vortex Break！ 原文： 將進化瓶插入專屬武器鑽頭粉碎者可使出帶有進化瓶效果的必殺攻擊。 於劍模式下插入「Rabbit」進化瓶可以使劍刃部件高速旋轉並附帶紅色能量，然後進行斬擊。 |

- 未知

| 形態名稱           | 簡介 | 外觀                                                           | 音效                                                                            | 能力 | 必殺技                                       |
| Tank Form 坦克形態 | 原文： 使用「Tank」和「Rider」進化瓶變身的形態 身高：cm 體重：kg 拳擊力：t 踢擊力：t 跳躍力：m 行動速度：m / 秒 | 全身以藍、金屬金、鈷藍、黑色為主，左、右眼都為坦克的圖示。     | 「Tank！Tank！Evol Tank！」  中文意思：「坦克！坦克！進化坦克！」 |      | Evoltic Finish！ 原文： 該型態所屬的必殺技。 |
| Lock Form 鎖形態   | 原文： 使用「Lock」和「Rider」進化瓶變身的形態 身高：cm 體重：kg 拳擊力：t 踢擊力：t 跳躍力：m 行動速度：m / 秒 | 全身以金、紅、金屬金、暗紅、黑色為主，左、右眼都為鎖首的圖示。 | 「Lock！Lock！Evol Lock！」  中文意思：「鎖！鎖！進化鎖！」       |      | Evoltic Finish！ 原文： 該型態所屬的必殺技。 |

- 強化形態

| 形態名稱                                                         | 簡介 | 外觀                                   | 音效 | 能力 | 必殺技 |
| Black Hole Form（Phase 4：Perfection） 黑洞形態（階段4：完全體） | 原文： 使用「Cobra」和「Rider」進化瓶搭配「Evol Trigger」變身的形態 身高：196.5cm 體重：118.8kg 拳擊力：68.1t 踢擊力：74.6t 跳躍力：91.7m 行動速度：100m / 0.7秒 | 全身以黑、白、金屬金、暗紅、鈷藍色為主 | 「Black Hole！Black Hole！Black Hole！Revolution！」  中文意思：「黑洞！黑洞！黑洞！革命！」 | 最终形態，也是Evolto的完全體姿態，以Evolto的第一阶段樣貌為主，追加黑白色上半身裝甲和後半裙後所呈現的新姿态。 擁有开启巨大黑洞的力量，除了展开人类识别不到的虚无空间护盾，令敌人的攻击无效化以外，亦能利用黑洞將任何事物吸附至殆尽。 装配在胸部的特殊变换炉亦具有将進化内含有的未知物质转换为强大破坏能量的功能，并蕴藏着令影响范围内一切存在的生命活动强制停止这般程度的力量。 除此之外，也能进行利用黑洞的特殊攻击以及将自身的战斗能力提高到最大50倍为止。同时根据特殊攻击的威力或能力的强化程度，对变身者的负担也会爆发性地增大。 | Black Hole Finish！ 原文： 該型態所屬的必殺技。 纵向旋转以将敌人踢飞，且被踢飞的敌人会被黑洞型的能量压碎。 Steam Attack 原文： 往專屬武器變壓蒸氣槍步槍模式装填滿裝瓶或進化瓶时，再按压扳机后所发动的技能。 装填「Rabbit」進化瓶时，绕敌进行高速旋转运动并连续对敌射击。 |

#### 專屬武裝
- 變壓蒸氣鎗

原文： / 
有關另見：輔助工具
- 蒸氣刃

原文： / 
有關另見：輔助工具
- 鑽頭粉碎者

原文： / 
為假面騎士Build 所有型態使用的可變形劍型武器，而假面騎士Evol 兔子形態亦可使用此武器。
在劍模式下，按下扳機後，其劍刃部件便自動旋轉，在未裝填满裝瓶的情况下可對敵人施以近身攻擊。
在槍模式下，按下扳機後，上方未連接劍刃部件的连接装置便自動旋轉，在未裝填满裝瓶的情况下一樣能對敵人施以遠距離射擊。
聲效為「Vortex Break！」。
- 飛鷹加特林者

原文： / 
為假面騎士Build 所有搭配老鷹（Taka）或「格林機槍（Gatling）」滿裝瓶的形態所使用的槍型武器，假面騎士Evol亦可透過「格林機槍（Gatling）」滿裝瓶召出此武器發動KiKanHou Finish。
於鷹格林機槍形態下使用可射出鳥形狀的子彈。
当在轉動左輪以裝填子彈後，便可發動特殊攻擊。
每轉動几輪的聲效為「X0！」（例如轉動一輪時，聲效為「10！」），當轉動十輪或快速轉動時，聲效為「100！Full Bullets！」。
- 音奏迫近者

原文： / Beat Closer
為假面騎士Cross-Z使用的劍型武器，而假面騎士Evol 龍型態亦可使用此武器。
拉動把手「Grip End」可發動三種特殊攻擊，拉動時的聲效為「Hippare！」。
在未裝填满裝瓶時，拉動時的攻击聲效为「●●Hit！」。
而在裝填满裝瓶時，會出現「Special Tune！」的聲效，拉動時的必殺聲效為「●●Slash！」。

### 假面騎士Mad Rogue
變身者：內海成彰 / 艾博魯特（替身演員：中田裕士、CV：越智友己 / 金尾哲夫）
原文： / Kamen Rider Mad Rogue

#### 變身模式
- Evol Match 形態

| 形態名稱                    | 簡介 | 外觀                           | 音效                                                   | 能力 | 必殺技 |
| BatEngine Form 蝙蝠引擎形態 | 原文： 使用「Bat」和「Engine」滿裝瓶變身的形態 身高：196.0cm 體重：105.8kg 拳擊力：43.5t 踢擊力：50.8t 跳躍力：73.3m 行動速度：100m / 1.3秒 | 全身以紫羅蘭、白、黑、灰色為主 | 「Bat Engine！」 （日本原文： 中文意思：「蝙蝠引擎！」 | 基礎形態，擁有蝙蝠般的夜间空行能力和引擎般的機動能力。 雖然是使用滿裝瓶，再搭配進化驅動器來變身，但外型卻以進化系統來拟定，而且整體造型也取自於夜霸，基本格鬥能力可以説比夜霸更強，再加上專屬武器的配備，更是所向披靡，和可説是夜霸的強化形態。 胸部搭载了利用特殊的蒸气强化战斗能力的装置，能够在固定时间内令自身所有动作高速化，提高攻击威力，肩部后方的三對排气管更可利用滿裝瓶内的成分排出毒气或烟雾等。 此外，頭部亦裝備了具备将变身者的思考传达给Clone SMASH或堅甲保衛者的机能的指令装置，能够随心所欲地操纵战斗部队。 由于變身者内海成彰曾经被改造過，因此擁有和艾博魯特同等的阶段進化，也就是所谓的极速狂攻，但也因如此难免會出現超出负荷的情况。 | Evoltic Attack 原文： 該型態所屬的必殺技。 背面裝甲展開蝙蝠狀的爆擊飛行組件——「狂夜翼行器」後，對敵施以突進飛行，再以引擎所發動的速度進行強烈踢擊。 或是以專屬武器星雲蒸氣鎗步槍模式射出強力彈；又或者是以蒸氣刃和星雲蒸氣鎗斬射雙擊皆出。 或是将「Hatsudoki」满装瓶替换为「Bike」满装瓶，将機車——机械創造者型能量体以前轮卷带Hell Bros发射出的蓝白齿轮型光束，配合假面騎士Rogue 的「Charge Crash」共同撞击并将敌人打倒。 Pirates Finish 原文： 装填「Kaizoku」滿裝瓶後再與「Rider」进化瓶聯動，可召喚專屬武器海贼發車，以發動特殊技能。 |

#### 專屬武裝
- 星雲蒸氣鎗

原文： / 
有關另見：輔助工具
- 蒸氣劍

原文： / 
有關另見：輔助工具
- 海賊發車

原文： / 
為假面騎士Build 所有搭配海賊（Kaizoku）或「列車（Densha）」滿裝瓶的形態所使用的弓型武器，假面騎士Mad Rogue亦可透過「海賊（Kaizoku）」滿裝瓶召出此武器。

## 本作登場其他戰士

### 夜霸
變身者：冰室幻德 → 內海成彰（替身演員：渡边淳 、CV：水上劍星 → 越智友己）
原文：/ 

#### 變身模式
| 形態名稱 | 簡介 | 外觀                                                 | 音效                                          | 能力 | 必殺技 |
| 通常形態 | 使用Faust 版本的「Bat」滿裝瓶和變壓蒸氣槍變身的形態 身高：197.5cm 體重：103.0kg 拳擊力：17.2t 踢擊力：20.5t 跳躍力：49.0m 行動速度：100m / 4.1秒 | 全身以黑色、銀色和黃色為主，臉部及胸口皆為蝙蝠的圖示 | 「MistMuch！Bat…Ba・Bat…Fire！」 （日文原文） | 原型為蝙蝠，擅於像蝙蝠般行走於天花板或木材表面上，在胸部的部件發出光芒後，可展開蝙蝠狀的翼膜方便在空中飛行，並採取戏敵之戰術。 與血逐相比，更偏重速度，且因變身者冰室幻德的經驗不足以至於敗北。於网络版中内海成彰變身後，載有數据分析系統。 | Ice Steam 原文： 轉動蒸氣劍阀门後所發動的必殺技。 刀身纏繞並伴随著冷氣煙雾放出連續斬，而且所噴射出煙雾更能將敵人冰封。 Elek Steam 原文： 轉動蒸氣劍阀门後，纏繞電擊並發攻的必殺技。 在蒸氣劍的普通模式時噴射出伴随著電擊的煙雾，或是刀身纏繞著煙雾並將敵人切裂；而在步槍模式下則是發射出強力光彈。 Steam Shot 原文： 在變壓蒸氣槍步槍模式下装填满装瓶時，按壓扳機後所發動的必殺技。 在装填「Bat」满装瓶的情况下從槍口中發射出強力光彈。 Devil Steam 原文： 轉動蒸氣劍阀门三次後所發動的特殊技。 在蒸氣劍的普通模式直接下對人類注入星雲氣體，以便在不進行人體實驗的情况下直接將其變為SMASH 。 |

#### 專屬武裝
- 變壓蒸氣鎗

原文： / 
有關另見：輔助工具
- 蒸氣刃

原文： / 
有關另見：輔助工具

### 血逐
變身者：石動惣一（艾博魯特）（替身演員：岡田和也 、CV：金尾哲夫）
原文： / 

#### 變身模式
| 形態名稱 | 簡介 | 外觀                                                       | 音效                                              | 能力 | 必殺技 |
| 通常形態 | 使用「Cobra」滿裝瓶和變壓蒸氣槍變身的形態 身高：201.5cm 體重：102.0kg 拳擊力：19.0t 踢擊力：22.7t 跳躍力：40.0m 行動速度：100m / 4.7秒 | 全身以磚紅色、黑色和綠松色為主，臉部及胸口皆為眼鏡蛇的圖示 | 「MistMuch！Co・Cobra…Cobra…Fire！」 （日文原文） | 原型為眼鏡蛇，因此所施展出的位於手腕的毒針可使被刺中的人會消滅或是將其捕获。 與夜霸相比，更偏重防禦和力量。在胸部的部件發出光芒後，从胸口中可释放出蛇型投影，用以支援戰鬥或擾敵。 根據葛城巧的設定，此形態一共有四個能力： 一、擁有變換聲音的能力； 二、擁有對他人施展易容術的能力； 三、删除和設定他人假記憶的能力； 四、检測他人危險等級的能力。 | Steam Break 原文： 往變壓蒸氣槍手槍模式下装填满装瓶後所發動的必殺技。 在装填「Cobra」满装瓶的情况下從槍口中發射出槍力光彈。 Steam Shot 原文： 在變壓蒸氣槍步槍模式下裝填滿裝瓶時，按壓扳機後所發動的必殺技。 在裝填「Cobra」滿裝瓶的情況下從槍口中發射出強力光彈。 Steam Attack 原文： 在變壓蒸氣槍的全部模式下装填满装瓶時，按壓扳機後所發動的必殺技。 在步枪模式下装填「Rocket」满装瓶時，會將具有追尾性能的火箭型的誘導彈發射而出。 Devil Steam 原文： 轉動蒸氣劍閥門三次後所發動的特殊技。 在變壓蒸氣槍步槍模式下，將内含著星雲氣體的特殊煙雾彈發射出，使得被射入體内的SHASH 巨大化。 在蒸氣劍的普通模式下直接對人類注入星雲氣體，以便在不進行人體實驗的情況下直接將其變為SMASH 。 |

#### 專屬武裝
- 變壓蒸氣鎗

原文： / 
有關另見：輔助工具
- 蒸氣刃

原文： / 
有關另見：輔助工具

### 凱撒 Kaiser（左凱撒 Left Kaiser）
變身者：最上魁星（Build 世界）（替身演員：、CV：大槻賢二）
原文： / Kaiser（Left Kaiser）
更多資訊：假面騎士平成Generations FINAL Build & EX-AID with 傳說騎士#本作限定登場假面騎士/形態

### Kaiser Reverse（右凱撒 Right Kaiser）
變身者：最上魁星（Ex-Aid 世界）（替身演員：、CV：大槻賢二）
原文： / Kaiser Reverse（Right Kaiser）
更多資訊：假面騎士平成Generations FINAL Build & EX-AID with 傳說騎士#本作限定登場假面騎士/形態

### BiKaiser（雙重凱薩）
變身者：最上魁星（替身演員：、CV：大槻賢二）
原文： / BiKaiser
更多資訊：假面騎士平成Generations FINAL Build & EX-AID with 傳說騎士#本作限定登場假面騎士/形態

### Remocon Bros
變身者：高橋義和 → 鷲尾風（替身演員：中田裕士 → 鍜治洸太朗、CV：中山卓也 → 足立理）
原文： / 

#### 變身模式
| 形態名稱 | 簡介 | 外觀                       | 音效                                                                         | 能力                                                                     | 必殺技 |
| 通常形態 | 使用「Gear Remocon」和星雲蒸氣槍變身的形態 身高：202.0cm 體重：103.5kg 拳擊力：30.5t 踢擊力：37.2t 跳躍力：48.6m 行動速度：100m / 1.7秒 | 全身以黑、青藍、鐵灰色為主 | 「Funky！Remote Control Gear！」 （日本原文： 中文意思「时髦！遥控齿轮！」） | Kaiser的異色個體，擅长以星雲蒸氣槍為武器进行射擊戰，有著引以為傲的速度。 | Funky Drive 原文： 往星雲蒸氣槍手槍模式装填齒輪後發動的必殺技。 在装填「Gear Remocon」的情况下發射出綠色齒輪型能量彈，但在剧中是與Engine Bros揮動蒸氣劍放出的斬擊共同發射出。 Elek Steam 原文： 轉動蒸氣劍阀门後，纏繞電擊並發出攻擊的技能。 在蒸氣劍步槍模式時可發射出強力光彈。 Funky Shot 原文： 往星雲蒸氣槍步槍模式装填齒輪時，按壓扳機後所發動的必殺技。 在装填「Gear Engine」的情况下纏繞著電氣並發射出能量彈。 |

#### 專屬武裝
- 星雲蒸氣鎗

原文： / 
有關另見：輔助工具

### Engine Bros
變身者：松井紀男 → 鷲尾雷（替身演員：東慶介、野邊大地CV：市原朋彥 → 奈須田雄大）
原文： / 

#### 變身模式
| 形態名稱 | 簡介 | 外觀                     | 音效                                                                             | 能力                                                                           | 必殺技 |
| 通常形態 | 使用「Gear Engine」和星雲蒸氣鎗變身的形態 身高：202.0cm 體重：103.5kg 拳擊力：30.5t 踢擊力：37.2t 跳躍力：48.6m 行動速度：100m / 1.7秒 | 全身以黑、白、鐵灰色為主 | 「Funky！Engine Running Gear！」 （日本原文： 中文意思「时髦！引擎跑动齿轮！」） | Kaiser Reverse的異色個體，擅長以蒸氣刃作為武器進行近身戰，有著引以為傲的力量。 | Funky shot 原文： 往星雲蒸氣鎗步鎗模式裝填齒輪後發動的必殺技。 在裝填「Gear Engine」的情況下發射出白色引擎外型的能量彈 |

#### 專屬武裝
- 蒸氣刃

原文： / 
有關另見：輔助工具

### Hell Bros
變身者：不明 → 内海成彰（網絡版） → 鷲尾風（替身演員：中田裕士 → 鍜治洸太朗、CV：足立理）
原文： / 

#### 變身模式
| 形態名稱                        | 簡介 | 外觀                           | 音效                                                                                | 能力 | 必殺技 |
| Nebula Form 星雲形態            | 原文： 使用星雲蒸氣槍變身的形態 身高：202.0cm 體重：108.0kg 拳擊力：41.6t 踢擊力：50.6t 跳躍力：64.8m 行動速度：100m / 1.4秒                                    | 全身以鐵灰和黑色為主           |                                                                                     | 變身者鷲尾風在變身為Hell Bros的過程中短暫出現的素體形態，於網絡版中内海成彰為帮西都開發Hell Bros而對桐生戰兔所設的局。 | Funky Finish！ 原文： 該形態所屬的必殺技。 |
| RemoconEngine Form 遥控引擎形態 | 原文： 使用「Gear Remocon」和「Gear Engine」及星雲蒸氣槍變身的形態 身高：202.0cm 體重：108.0kg 拳擊力：41.6t 踢擊力：50.6t 跳躍力：64.8m 行動速度：100m / 1.4秒 | 全身以黑、白、青藍、鐵灰色為主 | 「Funky Match！Fever！Perfect！」 （日本原文： 中文意思「时髦配对！狂熱！完美！」） | Remocon Bros和Engine Bros的合體形態，也是BiKaiser的異色個體，號稱是「戰鬥力比BiKaiser更高的力量與速度的完美結合」。 另外在網路版劇情中得知是內海在參考戰兔的Best Match數據資料下完成結合，同時亦制造出試作型克隆體，因為克隆體無情感方面的阻礙，所以能發揮出來的力量也更加強大。 | Funky Finish！ 原文： 該形態所屬的必殺技。在星雲蒸氣槍手枪模式中装填「Gear Engine」时，以白色与绿色的巨大的能量齿轮撞击对手。 Funky Shot 原文： 該形態搭配星雲蒸氣槍步槍模式，再裝填齒輪後按壓扳機所發動的技能。 在裝填「Bat」滿裝瓶的情況下，擊出紫色能量彈。 Funky Drive 原文： 往星云蒸氣枪手枪模式装填变身用齿轮或满装瓶时，按压扳机后所发动的技能。 装填「Gear Remocon」时，将自身的身影消去。 Funky Attack 原文： 該形態搭配星雲蒸氣槍手槍模式，再裝填滿裝瓶後按壓扳機所發動的技能。 裝填「Cobra」滿裝瓶的情況下，射出眼鏡蛇型能量體並附帶三個齒輪型能量彈。 |

#### 專屬武裝
- 星雲蒸氣鎗

原文： / 
有關另見：輔助工具
- 蒸氣刃

原文： / 
有關另見：輔助工具

## 保衛者系列

### 保衛者
變身者：無（替身演員：永德、神前元等、CV：小峰一己）
原文： / Guardian
身高：188.0cm
體重：介於102.6 - 103.0kg之間
特色 / 能力：集團戰鬥
在三年前Faust正式成立後，難波重工为此所開發的稀有机械士兵，數量無限到日本三都都配備了此战力，並且能由複數的保衛者組成巨大的機械人。
在東都，作為該政府特殊部隊的成員，均會穿上東都特殊部隊的灰色制服，而且本體為灰色，並且一律服從管理者的命令，以集團方式作戰。
北都版本的是不會穿上制服，而且胸部會嵌上藍底的北都都徽，連面罩也是藍色的，還可發送可視影像。
西都版本的和東都版本的一樣是身穿制服，不過顏色為紅色，而且臉部會嵌上紅色的面罩。
而且於製造時就被Faust 設下了後門程序，只要接收信號就會倒戈變成負責抹殺反抗組織者的Faust 版本，而且顏色也會變更為黑色。
基本性能與三都所配置的保衛者差異不大，但因其面部及胸部的安全面板未安裝，使得其可進行自爆攻擊。
於《假面騎士平成Generations FINAL Build & EX-AID with 傳說騎士》中，財團X亦持有該種機械士兵，只是取名為「X保衛者（ / X Guardian）」，而且臉部會嵌上刻有財團X標誌的面罩。

#### 保衛者（合體狀態）
原文： / Guardian Combine State
身高：7.44m
體重：14.5t
特色 / 能力：利用搭載火器的火力支援
由數十個保衛者變形合體後的姿態，適用於據點防衛，能借用其巨大的身體與重量將腳下的敵人踩碎。
此外，還搭載了大量的步鎗，能同時狙擊覆數的敵人。同時亦存在著與血逐合體而成的紅色機體。

#### 專屬武裝
- 安全保衛步槍

原文： / Safeguard Rifle
為保衛者使用的劍鎗一體型裝備，每個保衛者個配備一把。
雖然火力一般，但也足以對敵構成一定的傷害；鎗口底下裝備了一把短刃，可對敵方施以近距離攻擊。
- 火箭發射器

原文： / Rocket Launcher
為東都版本的保衛者所使用的重火力型裝備。

#### 交通工具
| 名稱                    | 簡介                                                                                        | 外觀                   | 能力                   |
| Capital Roader 首都路者 | 原文： 全長：214cm 乾燥重量：134.0kg 馬力：142ps（104.4kw） 最高時速：271km/h 乘坐人數：2人 | 全身以灰色和黑色為主。 | 保衛者使用的專屬機車。 |

### 堅甲保衛者
變身者：無（替身演員：、CV：無）
原文： / Hard Guardian
身高：204.8cm
體重：239.5kg
特色 / 能力：活用重裝甲、重武裝的強襲作戰
為難波重工暗中所開發的最新型保衛者，數量也無限。
全身裝備了裝甲，能夠抵擋敵人的拳擊及踢擊，亦與保衛者同樣可由複數的堅甲保衛者組成巨大的機械人。

#### 堅甲保衛者（合體狀態）
原文： / Hard Guardian Combine State
身高：7.44m
體重：33.7t
特色 / 能力：據點防衛能力
由數十個堅甲保衛者變形合體後的姿態，其綜合實力是保衛者（合體狀態）的1.5倍。
搭載了大量的步鎗和導彈，能同時狙擊覆數的敵人。

## 輔助工具

### 變身道具
【「■■」代表騎士所屬音效，詳情請見「Build 變身模式」】
- 創造驅動器

原文： / Build Driver
音效：小林克也
本作正派假面騎士和部分反派騎士的變身腰帶，由葛城忍開發、其子葛城巧製造，稱爲「騎士系統（Rider System）」。
由於附加了識別功能，只限定危險等級超過3以上的人才能使用，所以在一開始只有桐生戰兔能使用該腰帶，但隨著萬丈龍我的危險等級提升至3，其於第11話起亦能使用該腰帶。之後的劇情也揭露內部搭載需要超過一定閾值的意志才能驅動系統的安全裝置，後續的擠壓驅動器也有搭載相同裝置。
在第9話透露，製造創造驅動器的目的是爲了製造假面騎士，但葛城巧亦因此不斷找白老鼠來做人體實驗改造成「SMASH」，此舉亦是爲了尋找可成爲假面騎士的合適者，不過卻因此惹來當年受潘朵拉之盒所散發出的光芒影響的人希望以此作爲增强自己國家的軍事能力。
本來只搭載假面騎士Build 的變身機能，但經桐生戰兔改良後，創造驅動器亦搭載探查「Best Match」功能。
有兩個滿裝瓶插口，左邊是生物類型，右邊是非生物類型滿裝瓶。如該兩款滿裝瓶為最佳配對，就會發出音效「Best Match」（原文），然後利用腰帶左邊的把手攪動作變身或轉換形態。雖然兩款滿裝瓶可隨意配對，但只有「Best Match」的組合才能發揮完全的戰鬥力。
總括來説「Best Match」形態的腰帶音效首先為「（生物類型滿裝瓶）！（非生物類型滿裝瓶）！」，然後為「Best Match！Are You Ready? ■■! Yeah!」（原文，發動必殺技的音效為「Ready Go！Vortex Finish! Yeah!」（原文）
而「Trial」形態的腰帶音效首先為「（生物類型滿裝瓶）！（非生物類型滿裝瓶）！」，然後為「Are You Ready? 」（原文，發動必殺技的音效為「Ready Go！Vortex Attack!」（原文）
而其他假面騎士的變身音效與假面騎士Build 的「Best Match」音效基本一樣，唯一分別為「Are You Ready? ■■! ■■!」（原文。
- 擠壓驅動器

原文： / Sclash Driver
音效：若本規夫
本作次要正派假面騎士的變身腰帶，由葛城巧設計，并稱其為「最高傑作」，最後由桐生戰兔將其正式完成。
只限定於危险等级約4的變身者使用，而最初危险等级約2-3之間的冰室幻德因接受了不人道的人體實驗，才能勉强使用。
将「濃縮膠涷」插入驅動器裏的插槽，音效为「■■Jelly！」，下壓扳手型手把挤压濃縮膠涷即可變身，音效為「壓碎了！流動了！溢满而出了！■■！Buraa！」；反之將鱷魚裂痕滿裝瓶插入插槽後，音效則為「裂了！吞食了！粉碎而散了！■■！Oraa！」。
下壓手把所發動必殺音效為「Scrap Break！」（Cross-Z 充填形態）、「Scrap Finish！」（Grease）或「Crack Up Finish！Gabu Gabu Gabu！」（Rogue）。
當插入满裝瓶時，所發出的音效為「●●Bottle！」，下壓手把所發動必殺音效為「壓碎不了！●●Crush！」
由於這種系統為了完全發揮滿裝瓶成分的效果，結果是使用時相當於讓使用者直接接觸星雲氣體，進而產生和被潘朵拉之盒發出的光照到時相同的副作用；其系統將會讓變身者變得好戰、暴躁，且每次變身都會加劇。
此外，雖然此裝備的基礎性能比創造驅動器還強，但無法如創造驅動器般以強化道具來增強戰力，再加上本裝備在使用時會有副作用，因此本篇中使用本裝備的三位騎士的最強形態都是使用創造驅動器變身而成的。
- 進化驅動器

原文： / Evol Driver
音效：金尾哲夫
本作惡役騎士的變身腰帶，由Evolto開發，同時為創造驅動器的原型，有著「究极的驅動器」之稱。
根據葛城忍留下的资料，這是一種通過形成高功率推進力而產生Evolto的點火設備，其驅動器只限定於危险等级大約5以上的變身者使用，而且要激活它的「終極」功能，該驅動器將是必不可少的。
其驅動器里能將潘朵拉之盒的力量發揮至最大功率，而本身潘朵拉之盒的持有者就是Evolto，所以只有Evolto能發揮其強大的力量，當中的充填装置更被用來重修Evolto的躯体。
將進化瓶插入後，音效首先為「（指定進化瓶）！Rider System！」，然後為「Evolution！Are You Ready? ■■! Fuhhahhahhahhahha!」（原文）；插入非指定進化瓶時的音效為「Creation！」（原文）。
將滿裝瓶插入後，音效則為「（生物類型滿裝瓶）！（非生物類型滿裝瓶）！」，然後為「Evol Match！Are You Ready? ■■! Fuhhahhahhahhahha!」（原文。
發動必殺技的音效為「Ready Go！Evoltex ●●! Ciao!」（原文）；而發動技能的音效則為「Ready Go！●●Finish! Ciao!」（原文）
- 變壓蒸氣鎗

原文： / Transteam Gun
音效：小林克也
夜霸與血逐的變身用手鎗型武器，也是假面騎士Evol 的專屬武器，與創造驅動器同樣是由葛城巧所開發的裝備。
啟動時的音效為此武器的名稱，装填变身用满装瓶时，音效為「（Faust 製满装瓶）！」，按动扳机起动变身，音效為「Mist Match！…Fire！（原文）」，再次按動扳機發動必殺技，音效為「Steam Break！（原文）」。
装填非变身用满装瓶时，音效为「Full Bottle！」，再按动扳机发动必杀技，音效为「Steam Attack！（原文）」。
可與蒸氣刃合成為步鎗模式。
另外因夜霸的變壓蒸氣鎗內存有冰室幻德及內海成彰兩人的數據，導致兩人所變身的夜霸在能力表現上不盡相同。
- 星雲蒸氣鎗

原文： / Nebula steam Gun
音效：小林克也
Bros 系戰士的變身用鎗型武器，同時也是假面騎士Rogue 和假面騎士Mad Rogue的武器，為變壓蒸氣鎗的原型版本，開發者為最上魁星。
啟動時的音效為此武器的名稱，裝填鱷魚裂痕滿裝瓶時，音效為「（滿裝瓶）！」，按動扳機發動必殺技，音效為「Funky Break！（原文）」。
當裝填非變身用無最佳搭配的滿裝瓶時，音效為「Lost Match！（原文）」」，反之在裝填非變身用有最佳搭配的滿裝瓶時，音效則為「Full Bottle！」，再按動扳機發動必殺技，音效為「Funky Attack！（原文）」。
同樣地可與蒸氣刃合成為步鎗模式。
- 迫近之龍

原文： / Cross-Z Dragon
音效：小林克也
桐生戰兔所開發的自律寵物機件，同時也是假面騎士Cross-Z 的變身道具。
在戰兔的設定下，只需透過單一滿裝瓶就可發揮戰力，但前提是身為使用者的龍我必須與其達到情感同步狀態才能發動變身。
除了可隨著所搭配的滿裝瓶使出各種攻擊以外，亦可將生物體內所侵入的毒物吸出並進行吸收與分解以解毒，起動時通常會有音樂響動，不適合隱秘行動，第37話因萬丈龍我的戰鬥意志力恢復，加上「龍（Dragon）」進化瓶進化成紅金色的「極致龍（Great Dragon）」進化瓶的緣故，使得迫近之龍進化成“極致迫近之龍”。
配合創造驅動器及「龍（Dragon）」滿裝瓶使用即可變身成假面騎士Cross-Z「龍形態（Dragon Form）」。
插入其它滿裝瓶的音效為「Cross-Z Flame」（原文）。而插入「龍（Dragon）」滿裝瓶的音效為「Wake Up!」（原文），再插入創造驅動器的音效為「Cross-Z Dragon」（原文）。
當配合創造驅動器時使用必殺技的音效為「Ready Go！Dragonic Finish! 」（原文）。
- 極致迫近之龍

原文： / Great Cross-Z Dragon
- 兔子坦克氣泡

原文： / Rabbit Tank Sparkling
桐生戰兔使用「兔子（Rabbit）」和「坦克（Tank）」滿裝瓶激活吸收潘朵拉之盒所散發出的能量的空白瓶後所開發出的罐型道具。
可透過與創造驅動器連動進行強化變身成「兔子坦克氣泡形態（RabbitTank Sparkling Form）」。
變身音效為「Are You Ready? ■■! Yea！Yeah!」（原文，配合創造驅動器時發動必殺技的音效為「Ready Go！Sparkling Finish！」。
- 危險扳機

原文： / Hazard Trigger
葛城巧根据其父葛城忍所留下的资料所開發的強化道具，根據冰室幻德透露，大多數的SMASH 會Hazard 化是因為這個強化道具的緣故，繼而被稱為「禁忌的道具（禁断のアイテム）」。
裝在創造驅動器上或注入此道具內的Hazard 成份入體內可立即顯著提升使用者的危險等級，後於第45話得知此道具的最大功能是用於淨化失落滿裝瓶。
打開上方的防護蓋，按下按鈕後的啟動時的音效為「Hazard On！」，並裝置於創造驅動器的齒輪區上方，然後轉動手把，碼表上的指針開始移動後即可變身成「危險形態（Hazard Form）」。
此道具在創造驅動器的搭配下，如果不使用同一種滿裝瓶變身的話，一旦使用時間過長將有失控暴走的副作用。另外Hard SMASH 可直接將Hazard 成分打入體內，代價是被打倒會灰飛煙滅。
再按下按鈕後即可進入「充溢模式」（原文： / Overflow Mode），啟動時的音效為「Max Hazard On！」。
另外，無論搭配哪個「Best Match」形態，啟動時的音效都是「不可控的開關，漆黑危險！不妙！」
於《假面騎士Build 提昇危險等級的7種最佳配對》前篇中得知戰兔為了抑制危險扳機的副作用，已經設計出強制解除變身的裝置，只差補足所缺的數據就可著手開發。
於《劇場版 假面騎士Build Be The One》被伊能賢剛奪走變身成假面騎士Blood ，在伊能賢剛被擊敗後，由戰兔拿回。
外傳《Build NEW WORLD 假面騎士Grease》在戰兔及龍我兩人被Downfall組織的武裝士兵襲擊奪走，由浦賀啓示用來變身成假面騎士Metal Build及假面騎士Phantom Build，在浦賀啓示被擊敗後連同白色潘朵拉嵌板一同拿回。
- 進化扳機

原文： / Evol Trigger
隱藏在潘朵拉之盒內的力量，同時也是危險扳機的原型，單用於進化驅動器上，開發的目的在於讓Evolto達到究極姿態。
初登場時呈現石化狀態，使得Evolto無法進化成究極姿態，後在第37話Evolto藉由Cross-Z、Grease 和Rogue這三名騎士踢擊的強大能量正式解封。
限定危險等級6以上才能使用，而且里面還具备了使Evolto达到最高境界的「熱溢模式」（原文： / Fever Flow），按下按鈕後，啟動時的音效為「Over The Revolution！」，並裝置於進化驅動器的齒輪區上方，然後轉動手把，可使假面騎士Evol 變身成「黑洞形態（Black Hole Form）」，音效為「■■！Fuhhahhahhahhahha！」。
- 鳄鱼裂痕滿裝瓶

原文： / Crocodile Crack FullBottle
為難波重工在東都对垒北都的代表戰前夕所開發出的新式滿裝瓶，擁有鱷魚般的猛咬能力，现此滿裝瓶由冰室幻德所持有。
瓶身比一般的滿裝瓶還来得流线形，當扭动瓶盖一圈時，裂痕會發光，而且音效分别為「Danger！」、「Crocodile！」和「Piki Piki 割裂不了！」，用在進化驱动器時的识别音效為「Wani」。
作为少數能與挤壓驅動器產生感應的滿裝瓶，搭配挤压驱动器時可变身成「假面骑士Rogue」，除此之外，在搭配創造驱动器時可與「Gear Remocon」組成Best Match 組合，更能使假面骑士Build 变身成「鳄鱼遥控形態（CrocodiCon Form）」。
- 滿裝滿裝兔子坦克瓶

原文： / Full Full Rabbit Tank Bottle
原本是桐生戰兔為了抑制危險扳機的副作用而開發的強行停止裝置，但後來變成了強化變身用的柱狀瓶型道具。
原因是在第26話中戰兔因「微量兔子（Low Rabbit）」滿裝瓶的最佳配對實驗中發現出「兔子兔子（RabbitRabbit）」的特殊配對後才得以開發出的。
使用時，先不停搖動至使指示器切換為指定顏色，將兩端分離並折叠，後搭配危險扳機插入驅動器插槽，啟動充溢模式後，即可在不受危險扳機的副作用影響的情況下以追加外掛裝甲的型式變身為「兔子兔子形態（RabbitRabbit Form）」或「坦克坦克形態（TankTank Form）」。
第39話得知被葛城巧進行微調整過，讓變身後的型態更適合自己的身體。
切換模式音效為「■■！」，插入插槽時的音效則為「■■&■■！」，變身音效為「Are You Ready？Overflow！■■！Yabei！■■！」。
- Cross-Z 熔岩拳套

原文： / Cross-Z Magma Knuckle
音效：若本規夫
假面騎士Cross-Z 的指節型強化道具，由桐生戰兔開發。
裝填「龍熔岩（Dragon Magma）」滿裝瓶後，即可變形為小道具形態，同时設置於創造驅動器後正面部件自中央向左右兩側展開，即可變身成「熔岩形態（Magma Form）」。
在戰鬥中可轉換為「拳套模式」（原文： / Knuckle Mode），持有將滿裝瓶內的星雲氣體成分導入，使得Cross-Z的戰鬥能力大幅提升。
啟動時的音效為「Bottle Burn！」，變身音效為「Are You Ready? 極熱肌肉! Cross-Z岩漿！ 好烫烫烫烫烫烫！好烫!」（原文。
單獨發動技能時的音效為「Volcanic Knuckle！」，配合創造驅動器時發動必殺技的音效為「Volcanic●●！好燙！」。
- 天才滿裝瓶

原文： / Genius FullBottle
為葛城忍所遺留下來資料中所設計出來對抗艾博魯特的大瓶型道具，可將其中一塊綠色潘朵拉嵌板透過特殊程序轉換而成，後由桐生戰兔將其完成。
第48話因为戰兔將置入了十个失落滿裝瓶的白色嵌板置入在潘朵拉之盒中，连同瓶子内的力量全被吸收进去，使盒子发出一道用於將另一个地球拉过来的彩色光柱，而最终失去了力量，於外傳《Build NEW WORLD 假面騎士Cross-Z》已經被戰兔重新製造出另一個新的天才滿裝瓶。
於《劇場版 假面騎士Build Be The One》由貝魯娜姬以火星之力將「金兔（Gold Rabbit）」和「銀龍（Silver Dragon）」兩個滿裝瓶，加上該滿裝瓶的能力，創造出了「迫近創造罐（Cross-ZBuild Can）」。
配合創造驅動器可使假面騎士Build 變身成「天才形態（Genius Form）」。
按下右侧按鈕後的音效為「Great All Yay！」，變身音效為「Yay！Yay！Yay！Yay！Yay！Yay！Are You Ready？■■！厉害！真厉害！」；配合創造驅動器時發動必殺技的音效為「●●Slide！Genius●●！」。
- Grease 暴風雪拳套

原文： / Grease Blizzard Knuckle
假面騎士Grease 的指關节道具，為Cross-Z 熔岩拳套的改色個體，具备冷冻能力。
第44話由假面騎士Cross-Z初次使用，并一擊擊殺了艾博魯特，之後第46話追加了Grease的标志，并將之交由其持有。
裝填「北極暴風雪(North Blizzard)」滿裝瓶後，即可變形為小道具形態，同时設置於創造驅動器後正面部件自中央向左右兩側展開，即可變身成「暴风雪形態（Blizzard Form）」。
在戰鬥中可轉換為「拳套模式」（原文： / Knuckle Mode），持有將滿裝瓶內的星雲氣體成分導入，使得Grease的戰鬥能力大幅提升。
但根据戰兔所言，此道具只能作为武器来使用，由於Grease已進行過多次人體改造使危險等級已接近人體極限，一旦用来變身的话會使变身者的危险等级暴升至灰飞烟灭。
啟動時的音效為「Bottle Keen！」，變身音效為「Are You Ready? ■■! 好冰冰冰冰！好冰!」（原文。
單獨發動技能時的音效為「Glacial Knuckle！」，配合創造驅動器時發動必殺技的音效為「●●Ice！Glacial●●！好涷！」。
- 迫近創造罐

原文： / Cross-ZBuild Can
- 始源惡霸滿裝瓶

原文： / Prime Rogue FullBottle
假面騎士Rogue 的柱狀瓶型道具，為滿裝滿裝兔子坦克瓶的魔改個體，由桐生戰兔開發。
外型上可看出有一对被分隔的紫鳄鱼的头部的一面，將兩端分離並折叠後便完整地呈现出鳄鱼头部的造型。
配合创造驱动器即可变身成「始源形態（Prime Form）」。
變身音效為「Are You Ready？■■！Doiladoiladoiladoila！Doila！」。
後在與艾博魯特一戰中因變身者冰室幻德過度使用而被搞壞，戰兔還説要花上一个月才能將其完整修补，因此成了假面騎士Rogue在本篇無強化形態的原因。
- 肌肉銀河滿裝瓶

原文： / Muscle Galaxy FullBottle
- 基魯巴蜘蛛

原文： / KillbuSpider
- Grease理想王國

原文： / Grease Perfect Kingdom
- EVOL X滿裝瓶

原文： / EVOL X FULLBOTTLE

### 共通武器
【「●●」發動攻擊的專屬聲效】
- 蒸氣刃

原文： / 
為本作恶役騎士使用的短刀武器，可與變壓蒸氣鎗或星雲蒸氣鎗合成為步鎗模式。
在變壓蒸氣鎗的步鎗模式下，啟動音效為該模式的名稱，而在星雲蒸氣鎗下，則加多一个「Funky！」的音效。
在閥門表面的箭頭「3」默認向右時，打開部件「1」，滑動部件「2」，再順時針轉動閥門90°使其箭頭「3」與箭頭「1」同向时時發動必殺技，音效為「Ice ●●！」，随之再多次顺时针转动180°，聲效則以「Elek / Devil ●●！」交替更迭。
裝填变身用满装瓶時，音效为「XX！（所使用的满装瓶的名称）」，按動扳機發動必殺技，音效为「●● Shot！XX！」；在装填非变身用满装瓶時，音效則為「Lost Match！」或「Full Bottle！」，再按動扳機發動必殺技，音效为「●● Attack！」
被血逐改造過後，可透過「Devil Steam！」强行向人類注入星雲氣體令其變成SMASH 而無需依靠儀器。
- 雙子爆裂者

原文： / 
為使用挤壓驅動器再搭配濃縮膠涷的次要假面騎士所裝備的可變型武器，一人一把地裝備於左腕，啟動時的聲效亦如此。
具有「攻擊者模式（Attacker Mode）」和「光線模式（Beam Mode）」兩個模式，而且也是切換模式時的聲效，而必殺聲效為「●● Break！」（攻擊者模式下）和「●● Finish！」（光線模式下）。
在裝填满裝瓶或濃縮膠涷時，發動的聲效为「●●！」，按壓開關時的必殺聲效為「●●Break / Finish！」；在裝填Cross-Z Dragon 或兔子坦克气泡時的聲效為「Ready Go！」，按壓開關時的必殺聲效為「●●Break / Finish！」；而兔子坦克气泡時則在前面加多一個「Oraa！」的聲效。

### 道具
- 創造手機

原文： / 
桐生戰兔發明的智能手機，除了本身的手機模式外，另外插入「獅子（Lion）」或空白滿裝瓶後可變換成機車模式。
- 潘朵拉嵌板

原文： / 
原本是镶嵌在潘朵拉之盒周围的嵌板，10年前被神秘人——石動惣一碰觸之時產生顏色，且其中2面綠色的嵌板掉落，三年前時與盒子一同由東都政府所保管着，其後被Faust 竊走了脱落的兩面。
現已知其中一塊位於「nascita」地下基地內的牆壁上，而另一塊則位於Faust 的實驗室内部，其後桐生戰兔得到東都的兩面嵌板，之後皆已嵌入潘朵拉之盒內。
每面嵌板具有最多能插入10枚滿裝瓶的插槽，而且只要為「最佳配對（Best Match）」的滿裝瓶組合放置於左右兩側的鑲嵌區，其中心位置就會發光。
嵌板共有6面，對應著30組60枚滿裝瓶組合，而三都間各持有兩面嵌板及20枚滿裝瓶。
- 東都：綠色，滿裝瓶：假面騎士Build#滿裝瓶（FullBottle）
- 北都：藍色，滿裝瓶：假面騎士Build#滿裝瓶（FullBottle）
- 西都：紅色，滿裝瓶：假面騎士Build#滿裝瓶（FullBottle）

- 最终潘朵拉嵌板

原文： / 
不属于潘朵拉之盒的特殊兼另类嵌板，與現有的六塊潘朵拉嵌板相比，此可插入失落滿裝瓶。
第40話因潘朵拉之盒缺失一塊嵌板的關係，艾博魯特使用進化扳機的能量補足。
第45話在Evolto成功齐全十個失落滿裝瓶後，再借着進化扳機内的「熱溢模式」的力量，连同滿裝瓶一同塞入自己的體内，繼而進化成怪人態，在被四人騎士的四連骑士踢擊傷後，其嵌板连同滿裝瓶被排除出去。
第46話戰兔首次透过龍我體内的遗传因子開發出白色的潘朵拉嵌板，并可插入10個失落滿裝瓶，還声称唯一能拯救世界的方法就是「將黑白兩個嵌板连接後，便能將無天空之壁和無Evolto的兩個世界融合」。
第48話戰兔再次成功擊出Evolto體内的黑色嵌板後，龍我手中的白色嵌板成功和其完全对接至融合，最终一口气置入是潘朵拉之盒中，继而发出一道彩色光柱，将在黑洞内的另一个地球拉过来，其连接线還开出一个裂口。
- 無：黑色，失落滿裝瓶：假面騎士Build#黑色失落滿裝瓶（Black Lost Full Bottle）
- 無：白色，失落滿裝瓶：假面騎士Build#黑色失落滿裝瓶（Black Lost Full Bottle）

- 滿裝瓶收集匣

原文：フルボトルホルダー / Full Bottle Holder
用以收納備用的满装瓶的器具，最多只能收納三枚满裝瓶。

### 交通工具
| 名稱                       | 簡介 | 外觀                       | 能力                     |
| Machine Builder 機械創造者 | 原文： 由創造手機插入滿裝瓶後變換模式而成。 初次登場話數：1 全長：214cm 乾燥重量：134.0kg 馬力：142ps（104.4kw） 最高時速：271km/h 乘坐人數：2人 | 全身以紅色、黃色和黑色為主 | 假面騎士Build 專屬機車。 |

### 滿裝瓶（FullBottle）

#### 防护盖
原文： / Sheilding Cap
满裝瓶的蓋子，是防止成份流出的防護蓋。
在變身時必須將蓋子轉動到其標誌正面朝外。

#### 成份吸收裝置
原文： / Material Absorber
安裝在满裝瓶上的成份吸收設置。
能從SMASH 身上抽取星雲氣體，使其變回人類的姿態。
另外，當假面騎士解除變身時，持有能將其裝備分解与回收的作用。

#### 转换胶固体
原文： / Tran Gel-Solid
满裝瓶内部充填的物質。
當激烈振動满裝瓶而給予其刺激時，能使其成份增殖并活性化，發揮特殊的效果。
同時也是假面騎士的戰鬥服与裝甲的材料，變身時需要好好地振動满裝瓶，在活性化狀態下裝填在创造驅動器上。

#### 透明模型瓶罐
原文： / Clear Mold Bottle
保护满裝瓶的外裝透明部分。
使用了高強度的輕量素材，其形狀能顯示出各满裝瓶所潜藏的能力。

#### 满裝瓶一覽
| 英文名稱             | 日文名稱               | 中文名稱             | 瓶蓋標記             | 類型                 | 所屬區域             | 能力                                                                              | 備註 |
| 潘朵拉之盒所屬滿裝瓶 | 潘朵拉之盒所屬滿裝瓶   | 潘朵拉之盒所屬滿裝瓶 | 潘朵拉之盒所屬滿裝瓶 | 潘朵拉之盒所屬滿裝瓶 | 潘朵拉之盒所屬滿裝瓶 | 潘朵拉之盒所屬滿裝瓶                                                              | 潘朵拉之盒所屬滿裝瓶 |
| -------------------- | ---------------------- | -------------------- | -------------------- | -------------------- | -------------------- | --------------------------------------------------------------------------------- | --- |
| Rabbit               | ラビット               | 兔子                 | R / T                | 生物                 | 東都                 | 擁有兔子般的跳躍能力。                                                            | 可與非生物的「Tank」組成Best Match 組合。 此滿裝瓶一開始就由桐生戰兔所持有。 變身前使用時可提升使用者的速度。 在第43話時變化成「Gold Rabbit」滿裝瓶。 |
| Gorilla              | ゴリラ                 | 猩猩                 | G / D                | 生物                 | 東都                 | 擁有猩猩般的搏擊能力。                                                            | 可與非生物的「Diamond」組成Best Match 組合。 此滿裝瓶是由強壯SMASH 的星雲氣體淨化而成的。 變身前使用時可擁有猩猩的搏擊能力。 此滿裝瓶是桐生戰兔（葛城巧）還未失憶時就擁有的滿裝瓶，後來因為艾博魯特的算計而一度失去。 |
| Taka                 | タカ                   | 老鷹                 | T / G                | 生物                 | 東都                 | 擁有老鷹般的視力及飛行能力。                                                      | 可與非生物的「Gatling」及傳説騎士的「Medal」（假面騎士OOO）組成Best Match 組合。 最佳配對和進化配對下的腰帶音效為「Hawk」。 此滿裝瓶是由飛翔SMASH 的星雲氣體淨化而成的。 |
| Ninja                | 忍者                   | 忍者                 | N / C                | 生物                 | 東都                 | 擁有忍者般的身手及速度。                                                          | 可與非生物的「Comic」組成Best Match 組合。 最佳配對下的腰帶音效為「Ninnin」。 此滿裝瓶是由幻影SMASH 的星雲氣體淨化而成的。 |
| Panda                | パンダ                 | 熊貓                 | P / R                | 生物                 | 東都                 | 擁有熊貓般壓逼的身手。                                                            | 可與非生物的「Rocket」組成Best Match 組合。 此滿裝瓶是由壓縮SMASH 的星雲氣體淨化而成的。 |
| Harinezumi           | ハリネズミ             | 刺蝟                 | H / S                | 生物                 | 東都                 | 擁有刺蝟般的尖刺並可作攻防兩用。                                                  | 可與非生物的「Shoubousha」組成Best Match 組合。 最佳配對和進化配對下的腰帶音效為「Hedgehog」。 此滿裝瓶是由針SMASH 的星雲氣體淨化而成的。 |
| Lion                 | ライオン               | 獅子                 | L / S                | 生物                 | 東都                 | 擁有獅子般的爆發力。                                                              | 可與非生物的「Soujiki」組成Best Match 組合。 進化配對下的腰帶音效為「Shishi」。 此滿裝瓶是由銳牙SMASH 的星雲氣體淨化而成的，同時亦是將創造手機變成機械創造者的鑰匙。 |
| Dragon               | ドラゴン               | 龍                   | D / L                | 生物                 | 東都                 | 擁有龍般的氣息。                                                                  | 可與非生物的「Lock」組成Best Match 組合。 此滿裝瓶是由燃燒SMASH 的星雲氣體淨化而成的。 並在淨化完成後桐生戰兔交給萬丈龍我持有。 變身前使用時可增加對敵人的傷害並能激發使用者的潛能。 此滿裝瓶與萬丈龍我的配合度極高，所以其他人使用一段時間後會無法控制及承受其過剩的力量。 而桐生戰兔亦無法承受該滿裝瓶的過剩力量，之後該滿裝瓶已完全交給萬丈龍我持有。 在第42話時變化成「Silver Dragon」滿裝瓶。 |
| Kaizoku              | 海賊                   | 海賊                 | K / D                | 生物                 | 東都                 | 擁有海賊般的身手。                                                                | 可與非生物的「Densha」組成Best Match 組合。 進化配對下的腰帶音效為「Pirates」。 此滿裝瓶一開始就由桐生戰兔所持有，並於第8話被戰兔用來與非生物的「Shoubousha」測試Best Match 組合。 |
| Octopus              | オクトパス             | 章魚                 | O / L                | 生物                 | 東都                 | 擁有章魚般可自由伸縮的爪並可纏住敵人。                                            | 可與非生物的「Light」組成Best Match 組合。 進化配對下的腰帶音效為「Tako」。 此滿裝瓶是由伸縮SMASH 的星雲氣體淨化而成的。 |
| Phoenix              | フェニックス           | 鳳凰                 | P / R                | 生物                 | 北都                 | 擁有鳳凰般的火焰、飛行及修復能力。                                                | 可與非生物的「Robot」組成Best Match 組合。 進化配對下的腰帶音效為「Fushicho」。 此滿裝瓶於聯動劇場版《假面騎士平成Generations FINAL Build & EX-AID with 傳說騎士》中由石動惣一所給予的，並在結尾時被假面騎士Grease 奪走。 |
| Wolf                 | ウルフ                 | 狼                   | W / S                | 生物                 | 北都                 | 擁有狼般的反應速度。                                                              | 可與非生物的「Smaphone」組成Best Match 組合。 進化配對下的腰帶音效為「Ookami」。 此滿裝瓶在葛城巧的創世計劃的視頻中首次出現。 |
| Unicorn              | ユニコーン             | 獨角獸               | U / K                | 生物                 | 北都                 | 擁有獨角獸般的突刺和解毒能力。                                                    | 可與非生物的「Keshigomu」組成Best Match 組合。 最佳配對下的腰帶音效為「Uni」。 進化配對下的腰帶音效為「Ikkakuju」。 |
| Rose                 | ローズ                 | 薔薇                 | R / H                | 生物                 | 北都                 | 擁有薔薇般的花瓣和荊棘。                                                          | 可與非生物的「Helicopter」組成Best Match 組合。 進化配對下的腰帶音效為「Bara」。 |
| Turtle               | タートル               | 龜                   | T / W                | 生物                 | 北都                 | 擁有龜般的龜殼和防御能力。                                                        | 可與非生物的「Watch」組成Best Match 組合。 進化配對下的腰帶音效為「Kame」。 |
| Kabutomushi          | カブトムシ             | 甲蟲                 | K / C                | 生物                 | 北都                 | 擁有甲蟲般的兜角。                                                                | 可與非生物的「Camera」組成Best Match 組合。 最佳配對和進化配對下的腰帶音效為「Beetle」。 |
| Kuma                 | クマ                   | 熊                   | K / T                | 生物                 | 北都                 | 擁有熊般的壓逼的和扑擊能力。                                                      | 可與生物的「Television」組成Best Match 組合。 進化配對下的腰帶音效為「Bear」。 |
| Dog                  | ドッグ                 | 犬                   | D / M                | 生物                 | 北都                 | 擁有犬般的吠叫和奔驰能力。                                                        | 可與非生物的「Mic」組成Best Match 組合。 進化配對下的腰帶音效為「Inu」。 |
| Santa Claus          | サンタクロース         | 聖誕老人             | S / C                | 生物                 | 北都                 | 擁有聖誕老人般的實現願望能力。                                                    | 可與「Cake」組成Best Match 組合。 |
| Spider               | スパイダー             | 蜘蛛                 | S / R                | 生物                 | 北都                 | 擁有蜘蛛般的吐丝和攀爬能力。                                                      | 可與非生物的「Reizoko」組成Best Match 組合。 進化配對下的腰帶音效為「Kumo」。 |
| Tora                 | トラ                   | 虎                   | T / U                | 生物                 | 西都                 | 擁有虎般的扑擊能力。                                                              | 可與非生物的「UFO」組成Best Match 組合。 進化配對下的腰帶音效為「Tiger」。 |
| Kujira               | クジラ                 | 鯨                   | K / J                | 生物                 | 西都                 | 擁有鯨般的巨浪。                                                                  | 可與非生物的「Jet」組成Best Match 組合。 進化配對下的腰帶音效為「Whale」。 |
| Shika                | シカ                   | 鹿                   | S / P                | 生物                 | 西都                 | 擁有鹿般的鹿角。                                                                  | 可與非生物的「Pyramid」組成Best Match 組合。 進化配對下的腰帶音效為「Deer」。 |
| Kirin                | キリン                 | 長頸鹿               | K / S                | 生物                 | 西都                 | 擁有長頸鹿般高昂的頸部。                                                          | 可與非生物的「Senpuki」組成Best Match 組合。 進化配對下的腰帶音效為「Giraffe」。 |
| Penguin              | ペンギン               | 企鵝                 | P / S                | 生物                 | 西都                 | 擁有企鵝般的耐寒能力。                                                            | 可與非生物的「Sukebo」組成Best Match 組合。 |
| Obake                | おばけ                 | 幽靈                 | O / M                | 生物                 | 西都                 | 擁有幽靈般的悚吓能力。                                                            | 可與非生物的「Magnet」及傳説騎士的「Parka」（假面騎士Ghost）組成Best Match 組合。 最佳配對和進化配對下的腰帶音效為「Ghost」。 |
| Same                 | サメ                   | 鯊魚                 | S / B                | 生物                 | 西都                 | 擁有鯊魚般的感知敵人能力。                                                        | 可與非生物的「Bike」組成Best Match 組合。 進化配對下的腰帶音效為「Shark」。 |
| Bat                  | バット                 | 蝙蝠                 | B / E                | 生物                 | 西都                 | 擁有蝙蝠般的夜间空行能力。                                                        | 可與非生物的「Engine」組成Best Match 或Evol Match組合。 進化配對下的腰帶音效為「Komori」（日文原文：「コウモリ」）。 此滿裝瓶現由内海成彰所持有。 |
| Hachi                | ハチ                   | 黃蜂                 | H / S                | 生物                 | 西都                 | 擁有黄蜂般的隐秘和蛰擊能力。                                                      | 可與非生物的「Sensuikan」組成Best Match 組合。 進化配對下的腰帶音效為「Bee」。 |
| Sai                  | サイ                   | 犀牛                 | S / D                | 生物                 | 西都                 | 擁有犀牛般的衝擊能力。                                                            | 可與非生物的「Dryer」組成Best Match 組合。 進化配對下的腰帶音效為「Rhino」。 |
| Tank                 | タンク                 | 坦克                 | R / T                | 非生物               | 東都                 | 擁有坦克般的强橫力量。                                                            | 可與生物的「Rabbit」組成Best Match 組合。 此滿裝瓶一開始就由桐生戰兔所持有。 |
| Diamond              | ダイヤモンド           | 鑽石                 | G / D                | 非生物               | 東都                 | 擁有鑽石般的堅硬防禦能力。                                                        | 可與生物的「Gorilla」及傳説騎士的「Mahotsukai」（假面騎士Wizard）組成Best Match 組合。 最佳配對下的腰帶音效為「Mond」。 進化配對下的腰帶音效為「Hoseki」。 此滿裝瓶一開始就由桐生戰兔所持有。 |
| Gatling              | ガトリング             | 格林機槍             | T / G                | 非生物               | 東都                 | 擁有格林機槍般的密集火力。                                                        | 可與生物的「Taka」組成Best Match 組合。 進化配對下的腰帶音效為「Kikanho」。 此滿裝瓶一開始就由桐生戰兔所持有。 |
| Comic                | コミック               | 漫畫                 | N / C                | 非生物               | 東都                 | 擁有漫畫般的想像化為實體的能力。                                                  | 可與生物的「Ninja」組成Best Match 組合。 進化配對下的腰帶音效為「Manga」。 此滿裝瓶是由正方形SMASH 的星雲氣體淨化而成的。 |
| Rocket               | ロケット               | 火箭                 | P / R                | 非生物               | 東都                 | 擁有火箭般的推進力及飛行力。                                                      | 可與生物的「Panda」及傳説騎士的「Yuujo」（假面騎士Fourze）組成Best Match 組合。 此滿裝瓶本由Faust 所持有，後因萬丈龍我從血逐手上奪得並給予桐生戰兔下，現由桐生戰兔所持有。 |
| Syoubousya           | 消防車                 | 消防車               | H / S                | 非生物               | 東都                 | 擁有消防車般的噴出火焰和水的能力。                                                | 可與生物的「Harinezumi」組成Best Match 組合。 最佳配對下的腰帶音效為「Fire」。 進化配對下的腰帶音效為「Firerescue」。 此滿裝瓶是由冰SMASH 的星雲氣體淨化而成的。 |
| Soujiki              | 掃除機                 | 吸塵機               | L / S                | 非生物               | 東都                 | 擁有吸塵機般地吸走物件，同時亦可吸走外來攻擊並轉化為自身戰鬥力的能力。            | 可與生物的「Lion」組成Best Match 組合。 最佳配對和進化配對下的腰帶音效為「Cleaner」。 此滿裝瓶一開始就由桐生戰兔所持有。 |
| Lock                 | ロック                 | 鎖                   | D / L                | 非生物               | 東都                 | 擁有鎖般封鎖敵人的能力。                                                          | 可與生物的「Dragon」及傳説騎士的「Orange」（假面騎士鎧武）組成Best Match 組合。 最佳配對下的腰帶音效為「Key」。 此滿裝瓶是由強壯SMASH Hazard 的星雲氣體淨化而成的。 而桐生戰兔亦無法承受該滿裝瓶的過剩力量，之後該滿裝瓶已完全交給萬丈龍我持有。 |
| Densha               | 電車                   | 列車                 | K / D                | 非生物               | 東都                 | 擁有列車般的速度。                                                                | 可與生物的「Kaizoku」及傳説騎士的「Momotaros」（假面騎士電王）組成Best Match 組合。 最佳配對下的腰帶音效為「Ressha」。 進化配對下的腰帶音效為「Train」。 |
| Light                | ライト                 | 光                   | O / L                | 非生物               | 東都                 | 擁有光般的强光並可當閃光彈使用，使敵人暫時陷入目盲。                              | 可與生物的「Octopus」組成Best Match 組合。 進化配對下的腰帶音效為「Denki」。 此滿裝瓶一開始就由桐生戰兔所持有。 |
| Robot                | ロボット               | 機械人               | P / R                | 非生物               | 北都                 | 擁有機器人般的精凖操作。                                                          | 可與生物的「Phoenix」組成Best Match 組合。 最佳配對下的腰帶音效為「Robo」。 此滿裝瓶於聯動劇場版《假面騎士平成Generations FINAL Build & EX-AID with 傳說騎士》中由石動惣一所給予的，並在結尾時被假面騎士Grease 奪走。 |
| Smapho               | スマホ                 | 智慧型手機           | W / S                | 非生物               | 北都                 | 擁有智慧型手機般的搜索能力。                                                      | 可與生物的「Wolf」組成Best Match 組合。 進化配對下的腰帶音效為「Keitaidenwa」。 此滿裝瓶在葛城巧的創世計劃的視頻中首次出現。 |
| Keshigomu            | 消しゴム               | 橡皮擦               | U / K                | 非生物               | 北都                 | 擁有橡皮擦般的消去能力。                                                          | 可與生物的「Unicorn」組成Best Match 組合。 最佳配對下的腰帶音效為「Raser」。 進化配對下的腰帶音效為「Eraser」。 |
| Helicopter           | ヘリコプター           | 直升機               | R / H                | 非生物               | 北都                 | 擁有直升機般的垂直飛行能力。                                                      | 可與生物的「Rose」組成Best Match 組合。 最佳配對下的腰帶音效為「Copter」。 |
| Watch                | ウォッチ               | 手錶                 | T / W                | 非生物               | 北都                 | 擁有手錶般的鐘。                                                                  | 可與生物的「Turtle」組成Best Match 組合。 進化配對下的腰帶音效為「Tokei」。 |
| Camera               | カメラ                 | 照相機               | K / C                | 非生物               | 北都                 | 擁有照相機般的拍摄能力。                                                          | 可與生物的「Kabutomushi」及傳説騎士的「Rider Card」（假面騎士Decade）組成Best Match 組合。 |
| Televi               | テレビ                 | 電視                 | K / T                | 非生物               | 北都                 | 擁有電視般的播映能力。                                                            | 可與生物的「Kuma」組成Best Match 組合。 進化配對下的腰帶音效為「Television」。 |
| Mic                  | マイク                 | 麥克風               | D / M                | 非生物               | 北都                 | 擁有麥克風般的扩音能力。                                                          | 可與生物的「Dog」組成Best Match 組合。 |
| Cake                 | ケーキ                 | 蛋糕                 | S / C                | 非生物               | 北都                 | 擁有蛋糕般的甜蜜。                                                                | 可與「Santa Claus」組成Best Match 組合。 |
| Reizoko              | 冷蔵庫                 | 冰箱                 | S / R                | 非生物               | 北都                 | 擁有冰箱般的冷冻能力。                                                            | 可與生物的「Spider」組成Best Match 組合。 最佳配對下的腰帶音效為「Cooler」。 進化配對下的腰帶音效為「Icebox」。 |
| UFO                  | UFO                    | UFO                  | T / U                | 非生物               | 西都                 | 擁有UFO般的空中飛行能力。                                                         | 可與生物的「Tora」組成Best Match 組合。 |
| Jet                  | ジェット               | 噴射機               | K / J                | 非生物               | 西都                 | 擁有噴射機般的空中飛行能力和火力。                                                | 可與生物的「Kujira」組成Best Match 組合。 進化配對下的腰帶音效為「Hikoki」。 |
| Pyramid              | ピラミッド             | 金字塔               | S / P                | 非生物               | 西都                 | 擁有金字塔般的辉煌外觀。                                                          | 可與生物的「Shika」組成Best Match 組合。 |
| Senpuki              | 扇風機                 | 電風扇               | K / S                | 非生物               | 西都                 | 擁有電風扇般的吹袭能力。                                                          | 可與生物的「Kirin」組成Best Match 組合。 最佳配對下的腰帶音效為「Cyclone」。 進化配對下的腰帶音效為「Fan」。 |
| Sukebo               | スケボー               | 滑板                 | P / S                | 非生物               | 西都                 | 擁有滑板般的滑溜能力。                                                            | 可與生物的「Penguin」組成Best Match 組合。 最佳配對下的腰帶音效為「Skater」。 |
| Magnet               | マグネット             | 磁鐵                 | O / M                | 非生物               | 西都                 | 擁有磁鐵般的吸附和排斥能力。                                                      | 可與生物的「Obake」組成Best Match 組合。 最佳配對下的腰帶音效為「Mag」。 進化配對下的腰帶音效為「Jishaku」。 |
| Bike                 | バイク                 | 機車                 | S / B                | 非生物               | 西都                 | 擁有機車般的行走能力。                                                            | 可與生物的「Same」組成Best Match 組合。 |
| Engine               | エンジン               | 引擎                 | B / E                | 非生物               | 西都                 | 擁有引擎般的機動能力。                                                            | 可與生物的「Bat」組成Best Match 或Evol Match組合。 進化配對下的腰帶音效為「Hatsudouki」（日文原文：「発動機」）。 此滿裝瓶現由内海成彰所持有。 |
| Sensuikan            | 潜水艦                 | 潛艇                 | H / S                | 非生物               | 西都                 | 擁有潛艇般的潜行能力和導彈。                                                      | 可與生物的「Hachi」組成Best Match 組合。 最佳配對下的腰帶音效為「Marine」。 進化配對下的腰帶音效為「Submarine」。 |
| Dryer                | ドライヤー             | 吹風機               | S / D                | 非生物               | 西都                 | 擁有吹風機般的烘干能力。                                                          | 可與生物的「Sai」組成Best Match 組合。 |
| 其他滿裝瓶           |                        |                      |                      |                      |                      |                                                                                   | |
| Crocodile Crack      | クロコダイルクラック   | 鱷魚裂痕             | -                    | 生物                 | 西都                 | 更多 ： 假面騎士Build § 輔助工具                                                  | 更多 ： 假面騎士Build § 輔助工具 |
| Low Rabbit           | ローラビット           | 微量兔子             | 兔子                 | 生物                 | 東都                 | 擁有兔子般的跳跃能力，但威力比较弱。                                              | 此滿裝瓶內的星雲氣體成份與兔子滿裝瓶相同，但成份總量較微弱。 隨後在戰兔進行Best Match 實驗時因無法乘載Hazard Trigger 的力量而毀壞。 |
| Dragon Magma         | ドラゴンマグマ         | 龍熔岩               | -                    | 生物                 | 東都                 | 擁有龍般的氣息和熔岩般無限燃烧的能力。                                            | 在「Dragon」濃縮膠涷被燒毁後，因吸收了潘朵拉之盒的火星之力而變化而成。 此滿裝瓶現由萬丈龍我持有。 |
| Gold Rabbit          | ゴールドラビット       | 金兔                 | R                    | 生物                 | 東都                 | 更多 ： 劇場版 假面騎士Build Be The One § 本作登場道具                            | 更多 ： 劇場版 假面騎士Build Be The One § 本作登場道具 |
| Silver Dragon        | シルバードラゴン       | 銀龍                 | D                    | 生物                 | 東都                 | 更多 ： 劇場版 假面騎士Build Be The One § 本作登場道具                            | 更多 ： 劇場版 假面騎士Build Be The One § 本作登場道具 |
| North Blizzard       | ノースブリザード       | 北極暴風雪           | -                    | 非生物               | 北都                 | 擁有暴風雪般的寒流吹袭能力。                                                      | 此滿裝瓶由桐生戰兔開發，是以三羽鴉的SMASH化資料製作而成，現由猿渡一海所持有 |
| KillbaSpider         | キルバスパイダー       | Killbas蜘蛛          | -                    | 生物                 | -                    | 擁有蜘蛛般的行動能力、織網捕捉能力和延伸足部攻擊的能力。                          | 此滿裝瓶由Killbas所持有。 |
| Buttobasoru          | ブットバソウル         | Buttobasoru          | B / G                | 生物                 |                      |                                                                                   | 可與「Ganbarizing」組成Best Match 組合。 |
| Ganbarizing          | ガンバライジング       | Ganbarizing          | B / G                | 非生物               |                      |                                                                                   | 可與「Buttobasoru」組成Best Match 組合。 |
| Super Sentai         | ズーパー戦隊           | 超級戰隊             | S / K                | 生物                 |                      |                                                                                   | 可與「Kamen Rider」組成Best Match 組合。 |
| Kamen Rider          | 仮面ライダー           | 假面騎士             | S / K                | 生物                 |                      |                                                                                   | 可與「Super Sentai」組成Best Match 組合。 |
| Scorpion             | スコーピオン           | 蠍子                 | S / G                | 生物                 |                      | 擁有蠍子般的巧妙動作和迅速蛰擊的能力。                                            | 可與非生物的「Gold」組成Best Match 組合。 |
| Gold                 | ゴールド               | 黃金                 | S / G                | 非生物               |                      | 擁有黄金般的色泽。                                                                | 可與生物的「Scorpion」組成Best Match 組合。 |
| Kyoryu               | キョウリュウ           | 恐龍                 | K / F                | 生物                 |                      | 擁有恐龍般的動作和迅速衝撞的能力。                                                | 可與非生物的「F1」組成Best Match 組合。 進化配對下的腰帶音效為「Dinosaur」。 |
| F1                   | エブワン               | 一級方程式           | K / F                | 非生物               |                      | 擁有賽車般的加速技能。                                                            | 可與生物的「Kyoryu」組成Best Match 組合。 |
| Kangaroo             | カンガル               | 袋鼠                 | K                    | 生物                 |                      | 擁有袋鼠般的拳擊、跳跃和踢擊能力。                                                | 可與生物的「Rabbit」或非生物的「Tank」組成Best Match 組合。 |
| 傳說騎士滿裝瓶       |                        |                      |                      |                      |                      |                                                                                   | |
| Doctor               | ドクター               | 醫生                 | D / G                |                      | -                    | 更多 ： 假面騎士平成Generations FINAL Build & EX-AID with 傳說騎士 § 本作登場道具 | 更多 ： 假面騎士平成Generations FINAL Build & EX-AID with 傳說騎士 § 本作登場道具 |
| Game                 | ゲーム                 | 遊戲                 | D / G                |                      | -                    | 更多 ： 假面騎士平成Generations FINAL Build & EX-AID with 傳說騎士 § 本作登場道具 | 更多 ： 假面騎士平成Generations FINAL Build & EX-AID with 傳說騎士 § 本作登場道具 |
| Parka                | パーカ                 | 風衣                 | O / P                |                      | -                    | 擁有風衣般的防寒和保暖能力。                                                      | 可與生物的「Obake」（假面騎士Ghost）組成Best Match 組合。 |
| Orange               | オレンジ               | 柳橙                 | O / L                |                      | -                    | 擁有柳橙般的酸味。                                                                | 可與非生物的「Lock」（假面騎士鎧武）組成Best Match 組合。 |
| Mahotsukai           | 魔法使い               | 魔法師               | M / D                |                      | -                    | 擁有魔法师般的施展魔法能力。                                                      | 可與非生物的「Diamond」（假面騎士Wizard）組成Best Match 組合。 |
| Yuujo                | 友情                   | 友情                 | Y / R                |                      | -                    | 擁有友情般的绝顶情义。                                                            | 可與非生物的「Rocket」（假面騎士Fourze）組成Best Match 組合。 |
| Medal                | メダル                 | 硬幣                 | T / M                |                      | -                    | 擁有硬幣般的欲望。                                                                | 可與生物的「Taka」（假面騎士OOO）組成Best Match 組合。 |
| Tantei               | 探偵                   | 偵探                 | T / U                |                      | -                    | 擁有偵探般的偵查和逻辑性思考能力。                                                | 可與傳説騎士的「USB Memory」（假面騎士W）組成Best Match 組合。 |
| USB Memory           | USBメモリ              | USB記憶體            | T / U                |                      | -                    | 擁有USB記憶體般的數據储存能力。                                                   | 可與傳説騎士的「Tantei」（假面騎士W）組成Best Match 組合。 |
| Rider Card           | ライダーカード         | 騎士卡片             | C / C                |                      | -                    | 擁有騎士卡片的三次元解放能力。                                                    | 可與非生物的「Camera」（假面騎士Decade）組成Best Match 組合。 |
| Momotaros            | モモタロス             | 桃太洛斯             | M / D                |                      | -                    | 擁有桃太洛斯的異魔神能力。                                                        | 可與非生物的「Densha」（假面騎士電王）組成Best Match 組合。 |
| EX-AID               | エグゼイド             | EX-AID               | E                    | 傳說騎士             | -                    | 更多 ： 假面騎士平成Generations FINAL Build & EX-AID with 傳說騎士 § 本作登場道具 | 更多 ： 假面騎士平成Generations FINAL Build & EX-AID with 傳說騎士 § 本作登場道具 |
| EX-AID（Lv1 ver.）   | エグゼイド（Lv1 ver.） | EX-AID（Lv1 ver.）   | E                    | 傳說騎士             | -                    |                                                                                   | |
| Ghost                | ゴースト               | Ghost                | G                    | 傳說騎士             | -                    |                                                                                   | 可與「EX-AID」組成Best Match 組合。 |
| Drive                | ドライブ               | Drive                | D                    | 傳說騎士             | -                    |                                                                                   | 可與「鎧武」組成Best Match 組合。 |
| Gaim                 | 鎧武                   | 鎧武                 | G                    | 傳說騎士             | -                    |                                                                                   | 可與「Drive」組成Best Match 組合。 |
| Wizard               | ウィザード             | Wizard               | W                    | 傳說騎士             | -                    |                                                                                   | 可與「Fourze」組成Best Match 組合。 |
| Fourze               | フォーゼ               | Fourze               | F                    | 傳說騎士             | -                    |                                                                                   | 可與「Wizard」組成Best Match 組合。 |

### Faust 所屬滿裝瓶（Faust Bottle）
| 英文名稱 | 日文名稱   | 中文名稱 | 瓶蓋標記 | 類型   | 所屬區域 | 能力                           | 備註 |
| -------- | ---------- | -------- | -------- | ------ | -------- | ------------------------------ | --- |
| Bat      | バット     | 蝙蝠     | B        | 生物   | 東都     | 擁有蝙蝠般的夜间空行能力。     | 此滿裝瓶由Faust 的幹部夜霸（冰室幻德）所持有，後由内海成彰取得，現由艾博魯特所持有，並已變化成失落滿裝瓶。        |
| Cobra    | コブラ     | 眼鏡蛇   | C        | 生物   | 東都     | 擁有眼镜蛇般的毒攻能力。       | 此滿裝瓶由Faust 的幹部血逐（石動惣一 / 艾博魯特）所持有，現由艾博魯特所持有，並已變化成失落滿裝瓶。               |
| Kuwagata | クワガタ   | 鍬形蟲   | K        | 生物   | 北都     | 擁有鍬形蟲般的速度。           | 此滿裝瓶原為三羽鴉的青羽所持有，在三羽鴉皆消散後由猿渡一海持有。 第40話被艾博魯特奪走，並陸續地變化成失落滿裝瓶。 |
| Fukurou  | フクロウ   | 貓頭鷹   | F        | 生物   | 北都     | 擁有貓頭鷹般的飛行和索敵能力。 | 此滿裝瓶原為三羽鴉的黃羽所持有，在三羽鴉皆消散後由猿渡一海持有。 第40話被艾博魯特奪走，並陸續地變化成失落滿裝瓶。 |
| Shimauma | シマウマ   | 斑馬     | S        | 生物   | 西都     | 擁有斑馬般的条纹和隐蔽能力。   | 此滿裝瓶由艾博魯特所持有，並已變化成失落滿裝瓶。                                                                  |
| Castle   | キャッスル | 城堡     | C        | 非生物 | 北都     | 擁有城堡般的砲擊和防壁能力。   | 此滿裝瓶原為三羽鴉的赤羽所持有，在三羽鴉皆消散後由猿渡一海持有。 第40話被艾博魯特奪走，並陸續地變化成失落滿裝瓶。 |
| Hasami   | ハサミ     | 剪刀     | H        | 非生物 | 北都     | 擁有剪刀般的剪斷能力。         | 此滿裝瓶由艾博魯特所持有，並已變化成失落滿裝瓶。                                                                  |
| Hammer   | ハンマー   | 鎚子     | H        | 非生物 | 西都     | 擁有鎚子般的锤打能力。         | |
| Spanner  | スパナ     | 扳手     | S        | 非生物 |          | 擁有扳手般的夾擊能力。         | |
| CD       | CD         | 光碟     | C        | 非生物 |          | 擁有光碟般的音频存入的能力。   | 此滿裝瓶由艾博魯特所持有，並已變化成失落滿裝瓶。                                                                  |

### 濃縮膠凍（Sclash Jelly）
| 英文名稱 | 日文名稱 | 中文名稱 | 類型   | 能力                     | 備註 |
| -------- | -------- | -------- | ------ | ------------------------ | --- |
| Dragon   | ドラゴン | 龍       | 生物   | 擁有龍般的氣息。         | 此濃縮膠涷由桐生戰兔使用「龍（Dragon）」滿裝瓶所開發而成，後由萬丈龍我所持有。 和「龍（Dragon）」滿裝瓶一樣，此濃縮膠涷與萬丈龍我的配合度極高，所以其他人使用一段時間後會無法控制及承受其過剩的力量。 後在與西都一戰中，被血逐（艾博魯特）以火星之力燒毀掉，更因龍我的關係而變成黑色瓶子。 之後此濃縮膠涷再被製作出，並由萬丈龍我交付給猿渡一海。 |
| Robot    | ロボット | 機器人   | 非生物 | 擁有機器人般的精準操作。 | 此濃縮膠涷由難波重工使用「機器人（Robot）」滿裝瓶所開發而成，後由猿渡一海所持有。 |

### 齒輪（Gear）
| 英文名稱 | 日文名稱 | 中文名稱 | 類型   | 能力                                                                              | 備註                                                                                  |
| -------- | -------- | -------- | ------ | --------------------------------------------------------------------------------- | ------------------------------------------------------------------------------------- |
| Remocon  | リモコン | 遙控     | 非生物 | 更多 ： 假面騎士平成Generations FINAL Build & EX-AID with 傳說騎士 § 本作登場道具 | 更多 ： 假面騎士平成Generations FINAL Build & EX-AID with 傳說騎士 § 本作登場道具     |
| Remocon  | リモコン | 遙控     | 非生物 | 擁有遥控器般的随意操縱的能力。                                                    | 此齒輪由鷲尾兄弟的鷲尾風所持有。 直接使用可與「Crocodile Crack」組成Best Match 聯組。 |
| Engine   | エンジン | 引擎     | 非生物 | 更多 ： 假面騎士平成Generations FINAL Build & EX-AID with 傳說騎士 § 本作登場道具 | 更多 ： 假面騎士平成Generations FINAL Build & EX-AID with 傳說騎士 § 本作登場道具     |
| Engine   | エンジン | 引擎     | 非生物 | 擁有引擎的機動能力。                                                              | 此齒輪由鷲尾兄弟的鷲尾雷所持有。                                                      |

### 進化瓶（Evol-Bottle）
| 英文名稱     | 日文名稱         | 中文名稱 | 類型   | 能力                       | 備註 |
| ------------ | ---------------- | -------- | ------ | -------------------------- | --- |
| Rider        | ライダー         | 騎士     | 非生物 | 擁有騎士系統般的變身能力。 | 此進化瓶的制造来历不明，且可與任何一個進化瓶組成「進化（Evolution）」組合。 其腰帶音效為「Rider System」（日文原文：「ライダーシステム」），跟其他滿裝瓶搭配可以召喚該型態的武器或使出特殊技能。 此進化瓶一開始就由艾博魯所持有。                                  |
| Lock         | ロック           | 鎖       | 非生物 | 擁有鎖般封锁敌人的能力。   | 可與「Dragon」或「Great Dragon」組成「Best Match」組合。 |
| Tank         | タンク           | 坦克     | 非生物 | 擁有坦克般强横的力量。     | 可與「Rabbit」組成「Best Match」組合。 |
| Cobra        | コブラ           | 眼鏡蛇   | 生物   | 擁有眼鏡蛇般的毒攻能力。   | 此進化瓶一開始就由Evolto所持有。 |
| Dragon       | ドラゴン         | 龍       | 生物   | 擁有龍般的氣息。           | 此進化瓶是由萬丈龍我體內所誕生出的。 最初由Evolto所持有，在落入萬丈龍我手中後進化成「極致龍（Great Dragon）」，之後由龍我所持有。 可與「Lock」组成「Best Match」組合。 於外傳中，Evolto透過潘朵拉之盒重現Faust實驗室後，並讀取自身與龍我的數據資料後再次製作出來。 |
| Great Dragon | グレートドラゴン | 極致龍   | 生物   | 擁有龍般的氣息。           | 此進化瓶是由萬丈龍我體內所誕生出的。 最初由Evolto所持有，在落入萬丈龍我手中後進化成「極致龍（Great Dragon）」，之後由龍我所持有。 可與「Lock」组成「Best Match」組合。 於外傳中，Evolto透過潘朵拉之盒重現Faust實驗室後，並讀取自身與龍我的數據資料後再次製作出來。 |
| Rabbit       | ラビット         | 兔子     | 生物   | 擁有兔子般的跳跃能力。     | 此進化瓶是由桐生戰兔體內所誕生出的，之後便由艾博魯特所持有。 可與「Tank」組成「Best Match」組合。 |

### 黑色失落滿裝瓶（Black Lost Full Bottle）
| 英文名稱 | 日文名稱   | 中文名稱 | 瓶蓋標記 | 類型   | 能力                                                   | 備註 |                                                        |
| -------- | ---------- | -------- | -------- | ------ | ------------------------------------------------------ | --- | ------------------------------------------------------ |
| Bat      | バット     | 蝙蝠     | B        | 生物   | 擁有蝙蝠般的夜间空行能力。                             | 此失落滿裝瓶由Faust 製「Bat」滿裝瓶變化而成的。 現目前由Evolto所持有。 |                                                        |
| Kuwagata | クワガタ   | 鍬形蟲   | K        | 生物   | 擁有鍬形蟲般的速度。                                   | 此失落滿裝瓶由Faust 製「Kuwagata」滿裝瓶變化而成的。 現目前由Evolto所持有，之後由志水恭一所持有。                                                                                                 |                                                        |
| Fukurou  | フクロウ   | 貓頭鷹   | F        | 生物   | 擁有貓頭鷹般的飛行及索敵能力。                         | 此失落滿裝瓶由Faust 製「Fukurou」滿裝瓶變化而成的。 現目前由Evolto所持有，之後由多治見喜子所持有。                                                                                                |                                                        |
| Cobra    | コブラ     | 眼鏡蛇   | C        | 生物   | 更多 ： 劇場版 假面騎士Build Be The One § 本作登場道具 | 更多 ： 劇場版 假面騎士Build Be The One § 本作登場道具 | 更多 ： 劇場版 假面騎士Build Be The One § 本作登場道具 |
| Shimauma | シマウマ   | 斑馬     | S        | 生物   | 更多 ： 劇場版 假面騎士Build Be The One § 本作登場道具 | 更多 ： 劇場版 假面騎士Build Be The One § 本作登場道具 | 更多 ： 劇場版 假面騎士Build Be The One § 本作登場道具 |
| Hasami   | ハサミ     | 剪刀     | H        | 非生物 | 更多 ： 劇場版 假面騎士Build Be The One § 本作登場道具 | 更多 ： 劇場版 假面騎士Build Be The One § 本作登場道具 | 更多 ： 劇場版 假面騎士Build Be The One § 本作登場道具 |
| Castle   | キャッスル | 城堡     | C        | 非生物 | 擁有城堡般的砲擊和防壁能力。                           | 此失落滿裝瓶由Faust 製「Castle」滿裝瓶變化而成的。 現目前由艾博魯特所持有，第45話一度被Build天才形態的攻擊淨化成Faust製滿裝瓶後被猿渡一海奪回，第48話被再次艾博魯特奪走，並再次變化成失落滿裝瓶。 |                                                        |
| Hammer   | ハンマー   | 鎚子     | H        | 非生物 | 擁有鎚子般的錘打能力。                                 | 此失落滿裝瓶由Faust 製「Hammer」滿裝瓶變化而成的。 現目前由艾博魯特所持有。第45話一度被Build天才形態的攻擊淨化成Faust製滿裝瓶。                                                                   |                                                        |
| Spanner  | スパナ     | 扳手     | S        | 非生物 | 擁有扳手般的夹擊能力。                                 | 此失落滿裝瓶由Faust 製「Spanner」滿裝瓶變化而成的。 現目前由艾博魯特所持有。 |                                                        |
| CD       | CD         | 光碟     | C        | 非生物 | 擁有光碟般的音频存入的能力。                           | 此失落滿裝瓶由Faust 製「CD」滿裝瓶變化而成的。 現目前由艾博魯特所持有，之后由石動美空所持有。 |                                                        |
| Tank     | タンク     | 坦克     | //       | 非生物 | 招喚戰車行履帶作為攻擊手段                             | 更多 ： Build NEW WORLD § 本作登場道具 |                                                        |

## 本作登場怪人
有關參考：用語

### SMASH
| 日本原文名字 | 中文名字         | 英文名字                | 出場話數                                                                     | 變身者             | 身高     | 體重     | 特色 / 能力      | 對應滿裝瓶            | 備註 |
| ------------ | ---------------- | ----------------------- | ---------------------------------------------------------------------------- | ------------------ | -------- | -------- | ---------------- | --------------------- | --- |
|              | 針SMASH          | Needle Smash            | 1                                                                            | 佚名男             | 205.0 cm | 110.3 kg | 銳利爪、腕部的刃 | 刺蝟（） （生物）     | 擁有針的特殊能力的怪人。 戰鬥時利用銳利的嘴進行突刺攻擊，腕部的刃施展切斷攻擊。 能從刺進去的指尖注入神經毒。                                               |
|              | 強壯SMASH        | Strong Smash            | 1                                                                            | 志水恭一           | 204.0 cm | 142.0 kg | 格鬥攻擊         | 猩猩（） （生物）     | 擁有惊人怪力的怪人。 為格鬥戰特化的型式，戰鬥時特厚的裝甲能夠承受敵人的攻擊，從其巨大地巨力之臂施放高威力的猛擊。                                          |
|              | 燃燒SMASH        | Burn Smash              | 2                                                                            | 小倉香澄           | 207.0 cm | 121.0 kg | 火炎放射         | 龍（） （生物）       | 擁有燃烧能力的怪人。 具備著在體內產生的器官，戰鬥時利用右腕的火器「Smash Burner」廣範圍燃燒。 能施展出附加火焰的格鬥攻擊。                                 |
|              | 飛翔SMASH        | Flying Smash            | 3、9                                                                         | 木根禮香           | 202.5 cm | 105.5 kg | 飛行能力         | 老鷹（） （生物）     | 擁有飛行能力的怪人。 能透過兩臂的翅膀控制氣流進行飛行。 另外，能夠利用翼端的爪「Air Slash Claw」施展其得意的高速格鬥攻擊，戰鬥時從高空上急降下來偷襲敵人。 |
| 桑田真吾     | 飛翔SMASH        | Flying Smash            | 3、9                                                                         |                    | 202.5 cm | 105.5 kg | 飛行能力         |                       | 擁有飛行能力的怪人。 能透過兩臂的翅膀控制氣流進行飛行。 另外，能夠利用翼端的爪「Air Slash Claw」施展其得意的高速格鬥攻擊，戰鬥時從高空上急降下來偷襲敵人。 |
|              | 幻影SMASH        | Mirage Smash            | 3                                                                            | 鍋島正弘           | 207.2 cm | 112.2 kg | 分身能力         | 忍者（） （生物）     | 擁有分身能力的怪人。 具備著能產生分身體的器官「Mirage Summoner」，戰鬥時利用專用劍「Slice Masher」施展集團劍技斬擊敵人。                                   |
|              | 正方形SMASH      | Square Smash            | 4                                                                            | 鍋島正弘           | 203.5 cm | 134.7 kg | 空間操作         | 漫畫（） （非生物）   | 擁有四次元能力的怪人。 具備空間操作的能力。 戰鬥時以右腕的「Area Cutpen」使出空間移動門，進行死角攻擊。 另外，能運用空間決斷進行巨大建築物的切斷。         |
|              | 壓縮SMASH        | Press Smash             | 5、6                                                                         | 岸田立彌           | 203.0 cm | 126.6 kg | 壓縮攻擊         | 熊貓（） （生物）     | 擁有壓縮能力的怪人。 全身各部位具備強力地壓縮機構，能將遭到兩臂所夾住的敵人漸漸地壓縮破壞。                                                                |
|              | 冰SMASH          | Ice Smash               | 7、超戰鬥DVD                                                                 | 雄彦               | 207.1 cm | 109.1 kg | 凍結能力         | 消防車（） （非生物） | 擁有凍結能力的怪人，能將無數冰塊如子彈般發射。 體内具備生成冰的器官，嘴巴能發射冰箭「Icy Cool Chill Arrow」。                                              |
| 生方直進     | 冰SMASH          | Ice Smash               | 7、超戰鬥DVD                                                                 |                    | 207.1 cm | 109.1 kg | 凍結能力         |                       | 擁有凍結能力的怪人，能將無數冰塊如子彈般發射。 體内具備生成冰的器官，嘴巴能發射冰箭「Icy Cool Chill Arrow」。                                              |
|              | 強壯SMASH Hazard | Strong Smash Hazard     | 8、15、17、《Build NEW WORLD 假面騎士Cross-Z》                               | 葛城京香           | 204.0 cm | 142.0 kg | 格鬥攻擊         | 鎖（） （非生物）     | 強壯SMASH 的強化型版本，裝甲強度與格鬥攻擊的威力也隨之提高。                                                                                               |
| 東都政府士兵 | 強壯SMASH Hazard | Strong Smash Hazard     | 8、15、17、《Build NEW WORLD 假面騎士Cross-Z》                               |                    | 204.0 cm | 142.0 kg | 格鬥攻擊         |                       | 強壯SMASH 的強化型版本，裝甲強度與格鬥攻擊的威力也隨之提高。                                                                                               |
| 不明         | 強壯SMASH Hazard | Strong Smash Hazard     | 8、15、17、《Build NEW WORLD 假面騎士Cross-Z》                               |                    | 204.0 cm | 142.0 kg | 格鬥攻擊         |                       | 強壯SMASH 的強化型版本，裝甲強度與格鬥攻擊的威力也隨之提高。                                                                                               |
|              | 壓縮SMASH Hazard | Press Smash Hazard      | 10、16                                                                       | 河合榮多           | 203.0 cm | 126.6 kg | 壓縮攻擊         |                       | 壓縮SMASH 的強化型版本。 將敵人壓縮及破壞的壓縮機構強化外，裝甲強度與格鬥攻擊的威力也隨之提高。                                                            |
| 不明         | 壓縮SMASH Hazard | Press Smash Hazard      | 10、16                                                                       |                    | 203.0 cm | 126.6 kg | 壓縮攻擊         |                       | 壓縮SMASH 的強化型版本。 將敵人壓縮及破壞的壓縮機構強化外，裝甲強度與格鬥攻擊的威力也隨之提高。                                                            |
|              | 伸縮SMASH        | Stretching Smash        | 11                                                                           | 瀧川紗羽           | 204.7 cm | 104.1 kg | 硬化橡膠的身體   | 章魚（） （生物）     | 擁有伸縮能力的怪人。 戰鬥時將纏繞在身體的硬化橡膠伸縮，如同鞭子般揮舞打碎敵人的裝甲。 肩部的橡膠部份膨脹，能安全接受敵人攻擊。                             |
| [ 注 81 ]    | 獠牙SMASH        | Fang Smash              | 13                                                                           | 不明               | 不明     | 不明     | 不明             | 獅子（） （生物）     | 戰兔在回憶中初次交手的SMASH 。 |
|              | 伸縮SMASH Hazard | Stretching Smash Hazard | 15、《劇場版 假面騎士Build Be The One》、《Build NEW WORLD 假面騎士Cross-Z》 | 東都政府士兵、不明 | 204.7 cm | 104.1 kg | 硬化橡膠的身體   |                       | 伸縮SMASH 的強化型版本。 全身覆蓋的硬化橡膠黑化變質，讓彈力及耐久性大幅向上。 各部位力量上昇下，朝著更適合格鬥戰的身體變化。                               |
|              | 飛翔SMASH Hazard | Flying Smash Hazard     | 16、《劇場版 假面騎士Build Be The One》、《Build NEW WORLD 假面騎士Cross-Z》 | 不明               | 202.5 cm | 105.5 kg | 飛行能力         |                       | 飛翔SMASH 的強化型版本。 氣流操作能力的發達下，飛行速度大幅上昇 在翼端之爪「Air Slash Claw」的強度上昇下，不僅於空中的方面甚至地上皆能發揮高超的格鬥能力。 |
|              | 壓縮Clone SMASH  | Press Clone Smash       | 31、40、42                                                                   | -                  | 203.0 cm | 132.6 kg | 壓縮攻擊         | -                     | 以難波重工的複製技術誕生的特殊SMASH，亦是壓縮SMASH Hazard的強化型版本。                                                                                    |
|              | 伸縮Clone SMASH  | Stretching Clone Smash  | 31、40、42、46                                                               | -                  | 204.7 cm | 107.1 kg | 硬化橡膠的身體   | -                     | 以難波重工的複製技術誕生的特殊SMASH，亦是伸縮SMASH Hazard的強化型版本。                                                                                    |
|              | 強壯Clone SMASH  | Strong Clone Smash      | 33、36、41、43、46                                                           | -                  | 204.7 cm | 145.0 kg | 格鬥攻擊         | -                     | 以難波重工的複製技術誕生的特殊SMASH，亦是強壯SMASH Hazard的強化型版本。                                                                                    |
|              | 飛翔Clone SMASH  | Flying Clone Smash      | 36、41、42、45                                                               | -                  | 202.5cm  | 111.5kg  | 飛行能力         | -                     | 以難波重工的複製技術誕生的特殊SMASH，亦是飛翔SMASH Hazard的強化型版本。                                                                                    |

### Hard SMASH

#### 城堡Hard SMASH
原文： / Castle Hard Smash
CV：榮信
身高：215.3cm
體重：150.8kg
特色 / 能力：砲擊能力、堅牢地防壁
人類身份：赤羽
北都三羽鴉的赤羽使用「Castle」滿裝瓶後的怪人樣貌。
頭部裝備著砲擊機組「Catapvlta Cannon」，具有一擊將建築物群擊倒的威力。
另外，兩肩部位所裝備地可動式防壁「Grand Rampart」的防禦性能強悍，就連普通兵器都無法破壞。

#### 鍬形蟲Hard SMASH
原文： / Stag Hard Smash
CV：芹澤興人
身高：205.2cm
體重：124.4kg
特色 / 能力：高速劍技
人類身份：青羽
北都三羽鴉的青羽使用「Kuwagata」滿裝瓶後的怪人樣貌。
其極厚的盔甲提供守護，使得大部份的攻擊都無法造成傷害。
戰鬥時以敏捷的身軀拉近與敵人間的距離，並用手上的兩把刀「Rapture Scissors」施展高速切斷技。

#### 貓頭鷹Hard SMASH
原文： / Owl Hard Smash
CV：吉村卓也
身高：203.0cm
體重：115.0kg
特色 / 能力：索敵能力、飛行能力
人類身份：黃羽
北都三羽鴉的黃羽使用「Fukurou」滿裝瓶後的怪人樣貌。
可利用兩腕的球體飛行機「Forest Seek」進行廣範圍的索敵。
另外，體內藏有可浮游、飛行的浮遊機組，可施行拿手的高空速攻。

### Hazard SMASH

#### 城堡Hazard SMASH
原文： / Castle Hazard Smash
CV：榮信
身高：215.3cm
體重：150.8kg
特色 / 能力：砲擊能力、堅牢地防壁
人類身份：赤羽
城堡Hard SMASH的強化型態。
砲擊威力及防壁強度方面較強化前更增強。

#### 鍬形蟲Hazard SMASH
原文： / Stag Hazard Smash
CV：芹澤興人
身高：205.2cm
體重：124.4kg
特色 / 能力：高速劍技
人類身份：青羽
鍬形蟲Hard SMASH的強化型態。
劍技威力及盔甲強度方面較強化前更增強。

#### 貓頭鷹Hazard SMASH
原文： / Owl Hazard Smash
CV：吉村卓也
身高：203.0cm
體重：115.0kg
特色 / 能力：索敵能力、飛行能力
人類身份：黃羽
貓頭鷹Hard SMASH的強化型態。
飛行速度及裝甲強度方面較強化前更增強。

### Lost SMASH

#### 貓頭鷹Lost SMASH
原文： / Owl Lost Smash
CV：魏涼子、吉村卓也
身高：203.0cm
體重：115.0kg
特色 / 能力：索敵能力、飛行能力
人類身份：多治見喜子、擬態黃羽
北都首相多治見喜子使用「Fukurou」失落滿裝瓶後與压缩Clone SMASH 和伸缩Clone SMASH 融合的怪人樣貌。

#### 鍬形蟲Lost SMASH
原文： / Stag Lost Smash
CV：山崎將平、芹澤興人
身高：205.2cm
體重：124.4kg
特色 / 能力：高速劍技
人類身份：志水恭一、擬態青羽
志水恭一使用「Kuwagata」失落滿裝瓶後與强壮Clone SMASH 和飞翔Clone SMASH 融合的怪人樣貌。

#### 光碟Lost SMASH
原文： / CD Lost Smash
CV：雨宮天
身高：199.6cm
體重：96.0kg
特色 / 能力：圓盤光刃的射出
人類身份：石動美空（貝魯娜姬）
石動美空使用「CD」失落滿裝瓶後與兩個强壮Clone SMASH 融合的怪人樣貌。

#### 城堡Lost SMASH
原文： / Castle Lost Smash
CV：榮信
身高：215.3cm
體重：150.8kg
特色 / 能力：砲擊能力、堅牢地防壁
人類身份：擬態赤羽

#### 斑馬Lost SMASH
原文： / Zebra Lost Smash

#### 剪刀Lost SMASH
原文： / Scissors Lost Smash

### 其他
艾博魯特（怪人態）
原文： / Evolto（Monster Form）
CV：金尾哲夫
身高：203.9cm
體重：118.2kg
特色 / 能力：利用黑洞进行星球间的空间扭曲移动、通过吸收与利用行星能量获得新的能力并进行強化。
艾博魯特齐全了十個失落滿裝瓶後再進入進化扳機所蕴含的「熱溢模式（Fever Flow）」後所進化而成的最强形態，也是艾博魯特的最终阶段样貌。
除了整體素質有超大幅度的提升之外，可以將自身及周遭的人事物進行空間扭曲移動，但跟隨進行移動的人沒有足夠體力的話進行空间移動後會讓身體造成強大負擔。
由于能够自由再现与发挥假面骑士Evol 黑洞形態特殊能力和各部位的机能，因此也能利用進化驱动器施展必杀技。
必杀技：Black Hole Break
原文：
在熱溢模式下所发动的特殊技能。
生成足以粉碎行星的黑洞并放射于空中惑星。
艾博魯特（究極態）
原文： / Evolto（Ultra Form）
CV：金尾哲夫
身高：203.9cm
體重：148.2kg
特色 / 能力：利用黑洞進行星球間跳躍、利用黑洞進行攻擊、通過星球的吸收進行能力強化及進化
艾博魯特將再次集齊失落滿裝瓶的黑色潘朵拉嵌版使用，加上吸收月亮及地球的一部份後所進化的姿態。
提升及发展了怪人态的全部能力，而且把已经吸收的行星能量由進化扳機维持及管理，以最适合的状态保存。
除此之外，两肩部固定了能够自发性同时进行攻守一体的生命体，而且怪人态时暂时性地实体化的手甲也以完全的状态装备著。
基于已经到达了「作为生命体的究极领域」，其潜力已经无法估计，并能够透过吸收更多的行星无限地进化。
必杀技：Black Hole Break
原文：
在熱溢模式下所发动的特殊技能。
生成足以粉碎行星的黑洞并放射于空中惑星。
Phantom Crusher
原文：

## 播放列表
以下時間以當地時間（日本時間）為準
| 日本播放     | 香港播放              | （該話的公式表達） 集數 | 日本原文標題 | 中文標題           | 香港中文標題                   | 台灣中文標題       | 登場敵方怪人 | 關東收視率 | 編劇     | 導演         |
| ------------ | --------------------- | --- | ------------ | ------------------ | ------------------------------ | ------------------ | --- | ---------- | -------- | ------------ |
| 浮士德篇     |                       | |              |                    |                                |                    | |            |          |              |
| 2017/09/03   | 2018/12/30            | （{\displaystyle 1010^{0}=1}） 1 |              | 他们是最佳配對     | 完美配合的兩個人誰是最好的對手 | 他們是最佳拍檔     | - 針SMASH - 強壯SMASH | 4.7%       | 武藤将吾 | 田崎竜太     |
| 2017/09/10   | 2019/01/06            | （{\displaystyle F_{-n}=(-1)^{n+1}F_{n}}，{\displaystyle F_{-3}=2}） 2                                                                |              | 無辜的逃犯         | 無罪逃亡無辜的離家出走         | 無辜的逃避行       | - 夜霸 - 燃燒SMASH | 4.3%       | 武藤将吾 | 田崎竜太     |
| 2017/09/17   | 2019/01/13            | （{\displaystyle {2^{n}+1 \over n^{2}}\in \mathbb {N} }， {\displaystyle n=3}） 3                                                     |              | 正義的界線         | 正義的界線司法界限             | 正義的界線         | - 飛翔SMASH - 幻影SMASH - 血逐                                                                                            | 4.6%       | 武藤将吾 | 上堀内佳壽也 |
| 2017/09/24   | 2019/01/20            | （{\displaystyle {\begin{smallmatrix}max\\G:planer\end{smallmatrix}}\chi (G)=4}） 4                                                   |              | 化証為零           | 死無對証見證將是零             | 歸零的證言         | - 血逐 - 正方形SMASH | 4.1%       | 武藤将吾 | 上堀内佳壽也 |
| 2017/10/01   | 2019/01/27            | （{\displaystyle \arg \min[\mathbb {S} _{n}\not \in \{solvable\}]=5}） 5                                                              |              | 危險的身份         | 危險身份                       | 危險的身分         | - 血逐 - 壓縮SMASH | 3.5%       | 武藤将吾 | 諸田敏       |
| 2017/10/08   | 2019/02/04            | （{\displaystyle \pi ^{2} \over \textstyle \sum _{n=1}^{\infty }\displaystyle n^{-2}}{\displaystyle =6}） 6                           |              | 憤怒的月面空翻     | 憤怒的月光空翻憤怒的月光聲     | 憤怒的月面空翻     | - 血逐 - 壓縮SMASH | 2.6%       | 武藤将吾 | 諸田敏       |
| 2017/10/15   | 2019/02/11            | （{\displaystyle {\begin{smallmatrix}max\\G:torus\end{smallmatrix}}\chi (G)=7}） 7                                                    |              | 惡魔的科學家       | 魔鬼的科學家                   | 惡魔科學家         | - 夜霸 - 血逐 - 冰SMASH                                                                                                   | 3.1%       | 武藤将吾 | 中澤祥次郎   |
| 2017/10/22   | 2019/02/17            | （{\displaystyle {\underset {z:bilinear}{\arg _{n}\max }}[\sum _{i}^{n}x_{i}^{2}\sum _{i}^{n}y_{i}^{2}=\sum _{i}^{n}z_{i}^{2}]=8}） 8 |              | 初次說話的記憶     | 記憶開始交談                   | 開始訴說的記憶     | - 夜霸 - 血逐 - 強壯SMASH Hazard                                                                                          | 3.5%       | 武藤将吾 | 中澤祥次郎   |
| 2017/10/29   | 2019/02/24            | （{\displaystyle x-y=1(x,y\in {\{m^{n}}\})}，{\displaystyle x=9}） 9                                                                  |              | 創世計劃的陷阱     | BUILD計劃的陷阱專案建設的陷阱  | Build計劃的陷阱    | - 夜霸 - 血逐 - 飛翔SMASH                                                                                                 | 4.2%       | 武藤将吾 | 山口恭平     |
| 2017/11/12   | 2019/03/03            | （{\displaystyle \sum _{n=1}^{\infty }{1 \over n^{3}(n+1)^{3}}+\pi ^{2}=10}） 10                                                      |              | 滅亡的科技         | 銷毀技術                       | 滅亡的科技         | - 血逐 - 夜霸 - 壓縮SMASH Hazard                                                                                          | 3.5%       | 武藤将吾 | 山口恭平     |
| 2017/11/19   | 2019/03/10 2019/03/16 | （{\displaystyle \llcorner 1.30637....3_{n}^{2}\lrcorner =11}） 11                                                                    |              | 燃燒之龍           | 燃燒吧，龍燒了，龍             | 燃燒之龍           | - 夜霸 - 伸縮SMASH | 4.1%       | 武藤将吾 | 諸田敏       |
| 2017/11/26   | 2019/03/17 2019/03/23 | （{\displaystyle -{1 \over \zeta (-1)}=12}） 12                                                                                       |              | 陰謀的理論         | 陰謀論                         | 陰謀的理論         | - 夜霸 - 血逐 | 3.2%       | 武藤将吾 | 諸田敏       |
| 2017/12/03   | 2019/03/24 2019/03/30 | （{\displaystyle \#\{Archimedean\ solid\}=13}） 13                                                                                    |              | 揭開面紗的是誰？   | 誰把面紗帶走了？               | 脫掉面紗的是誰？   | - 血逐 - 夜霸 - 獠牙SMASH                                                                                                 | 3.2%       | 武藤将吾 | 中澤祥次郎   |
| 2017/12/10   | 2019/03/31 2019/04/06 | （{\displaystyle {\underset {n:even}{\arg \min }}[\forall x,\phi (x)\neq n]=14}） 14                                                  |              | 虛偽的假面騎士     | 假卡門騎士                     | 虛假的假面騎士     | - 血逐 | 3.2%       | 武藤将吾 | 中澤祥次郎   |
| 北都入侵篇   |                       | |              |                    |                                |                    | |            |          |              |
| 2017/12/17   | 2019/04/07 2019/04/13 | （{\displaystyle \arg _{n}\max[2^{n}-7=m^{2}]=15}） 15                                                                                |              | 審判桐生戰兔！     | 仙草法官！                     | 審判桐生戰兔！     | - 夜霸 - 強壯SMASH Hazard - 伸縮SMASH Hazard                                                                              | 3.0%       | 武藤将吾 | 山口恭平     |
| 2017/12/24   | 2019/04/14 2019/04/20 | （{\displaystyle 2\upuparrows 3=2^{2^{2}}=16}） 16                                                                                    |              | 兵器的英雄         | 武器英雄                       | 兵器的英雄         | - 壓縮SMASH Hazard - 飛翔SMASH Hazard - 城堡 Hard SMASH                                                                   | 4.0%       | 武藤将吾 | 山口恭平     |
| 2018/01/07   | 2019/04/21 2019/04/27 | （{\displaystyle F_{2}=2^{2^{2}}+1=17}） 17                                                                                           |              | 騎士戰爭開戰       | 騎手戰爭的爆發                 | 騎士戰爭開打       | - 強壯SMASH Hazard - 城堡 Hard SMASH - 鍬形蟲 Hard SMASH - 貓頭鷹 Hard SMASH                                              | 3.3%       | 武藤将吾 | 中澤祥次郎   |
| 2018/01/14   | 2019/05/05 2019/05/11 | （{\displaystyle \#\{family\ of\ finite\ group\}=18}） 18                                                                             |              |                    | 黃金戰士                       | 黃金的騎士         | - 城堡 Hard SMASH - 鍬形蟲 Hard SMASH - 貓頭鷹 Hard SMASH                                                                 | 2.7%       | 武藤将吾 | 中澤祥次郎   |
| 2018/01/21   | 2019/05/12 2019/05/18 | （{\displaystyle 7{\sqrt[{3}]{20}}-{\Bigl (}{\sqrt[{3}]{\frac {5}{3}}}-{\sqrt[{3}]{\frac {2}{3}}}{\Bigr )}^{6}=19}） 19               |              | 禁忌的道具         | 禁忌道具禁項                   | 禁忌的道具         | - 城堡 Hard SMASH - 城堡 Hazard SMASH - 鍬形蟲 Hard SMASH - 鍬形蟲 Hazard SMASH - 貓頭鷹 Hard SMASH - 貓頭鷹 Hazard SMASH | 2.8%       | 武藤将吾 | 諸田敏       |
| 2018/01/28   | 2019/05/19 2019/05/25 | （{\displaystyle e^{\pi }-\pi \simeq 20}） 20                                                                                         |              | 惡魔的扳機         | 魔鬼的觸發器                   | 惡魔扳機           | - 城堡 Hazard SMASH - 鍬形蟲 Hazard SMASH - 貓頭鷹 Hazard SMASH - 夜霸                                                    | 3.1%       | 武藤将吾 | 諸田敏       |
| 2018/02/04   | 2019/05/26 2019/06/01 | （{\displaystyle \arg _{n}\max[\forall x\exists \iota \leq n,x+\iota \not \in \{harshad\}]=21}） 21                                   |              | 阻止不了的危險     | 不可阻擋的危險                 | 停不下來的危險     | - 城堡 Hazard SMASH - 鍬形蟲 Hazard SMASH - 貓頭鷹 Hazard SMASH - 血逐                                                    | 3.5%       | 武藤将吾 | 上堀内佳壽也 |
| 2018/02/11   | 2019/06/02 2019/06/08 | （{\displaystyle {2143 \over \pi ^{4}}\simeq 22}） 22                                                                                 |              | 涙之勝利           | 眼淚的勝利                     | 含淚取勝           | - | 3.4%       | 武藤将吾 | 上堀内佳壽也 |
| 西都入侵篇   |                       | |              |                    |                                |                    | |            |          |              |
| 2018/02/18   | 2019/06/09 2019/06/15 | （{\displaystyle {\sqrt {x-2{\sqrt {x+2{\sqrt {x+2{\sqrt {x-...}}}}}}}}=1+4{\sqrt {3}}\sin 20^{\circ }=23}） 23                       |              | 西之幻影           | 西方的幽靈                     | 西方的幻影         | - Remocon Bros - Engine Bros                                                                                              | 3.8%       | 武藤将吾 | 山口恭平     |
| 2018/02/25   | 2019/06/16 2019/06/22 | （{\displaystyle \sum _{n=1}^{N}n^{2}=m^{2}}，{\displaystyle N=24}） 24                                                               |              | 名為ROGUE的男人    | 名叫洛古的男人那個叫無賴的人   | 被稱為Rogue的男人  | - Remocon Bros - Engine Bros - 血逐                                                                                       | 4.4%       | 武藤将吾 | 山口恭平     |
| 2018/03/04   | 2019/06/23 2019/06/29 | （{\displaystyle (n-1)!+1=n^{k}=25}） 25                                                                                              |              | 偶像覺醒           | 偶像的覺醒                     | 偶像覺醒           | - Remocon Bros - Engine Bros                                                                                              | 3.3%       | 武藤将吾 | 柴崎貴行     |
| 2018/03/11   | 2019/06/30 2019/07/06 | （{\displaystyle \#\{sporadic\ group\}=26}） 26                                                                                       |              | 背叛的死亡配對     | 危險的死亡之戰                 | 背叛的死鬥         | - Engine Bros - Hell Bros                                                                                                 | 4.5%       | 武藤将吾 | 柴崎貴行     |
| 2018/03/18   | 2019/07/07 2019/07/13 | （{\displaystyle \#\{exotic\ 7-sphere\}=27}） 27                                                                                      |              | 逆襲的英雄         | 反擊英雄                       | 逆襲的英雄         | - Hell Bros | 3.5%       | 武藤将吾 | 田崎竜太     |
| 2018/03/25   | 2019/07/14 2019/07/20 | （{\displaystyle 1+2+4+7+14=28}） 28                                                                                                  |              | 天才是在坦克出現時 | 天才坐著坦克前來               | 天才會乘著坦克登場 | - | 3.3%       | 武藤将吾 | 田崎竜太     |
| 2018/04/01   | 2019/07/21 2019/07/27 | （{\displaystyle A(3,2)=A(2,A(2,A(2,1)))=29}） 29                                                                                     |              | 開幕的鐘聲已響起   | 開幕的鐘聲響起打開的戒指       | 開幕之鐘響起了     | - Remocon Bros - Hell Bros - Engine Bros - 血逐                                                                           | 2.4%       | 武藤将吾 | 上堀內佳壽也 |
| 2018/04/08   | 2019/07/28 2019/08/03 | （{\displaystyle \arg _{n}\max[\{totative{\text{ of}}{\text{ n}}\}\subset \{prime\}]=30}） 30                                         |              | 潘朵拉之盒的真相   |                                | 潘朵拉之盒的真相   | - 血逐 - Remocon Bros - Engine Bros                                                                                       | 2.7%       | 武藤将吾 | 上堀內佳壽也 |
| 2018/04/15   | 2019/08/04 2019/08/10 | （{\displaystyle M_{5}=2^{5}-1=31}） 31                                                                                               |              | 狂暴的熔岩！       | 熔岩四濺湧動出來，岩漿！       | 噴發吧熔岩         | - Remocon Bros - Hell Bros - Engine Bros - 血逐 - 壓縮 Clone SMASH - 伸縮 Clone SMASH                                     | 3.3%       | 武藤将吾 | 上堀內佳壽也 |
| 2018/04/22   | 2019/08/11 2019/08/17 | （{\displaystyle \#\{crystal\ class\}=32}） 32                                                                                        |              | 被安排好的悲劇     | 被設計的悲劇程式化的悲劇       | 被設計好的悲劇     | - 血逐 - Remocon Bros - Hell Bros - Engine Bros                                                                           | 2.5%       | 武藤将吾 | 諸田敏       |
| 2018/04/29   | 2019/08/18 2019/08/24 | （{\displaystyle {\sqrt {{2{\sqrt {2}}\pi \over 9}\sum _{n=0}^{\infty }{(4n!)(1103+26390n) \over ({4^{n}}{99^{n}}n!)^{4}}}}=33}） 33  |              | 最終兵器Evol       | 最後的武器                     | 最終兵器Evol       | - 強壯Clone SMASH - 血逐                                                                                                  | 2.8%       | 武藤将吾 | 諸田敏       |
| EVOLTO篇     |                       | |              |                    |                                |                    | |            |          |              |
| 2018/05/06   | 2019/08/25 2019/08/31 | （{\displaystyle \lceil \log _{10}\log _{10}\log _{10}Sk_{1}\rceil =34}） 34                                                          |              | 分離四散的最佳配對 | 遙遠的完美配對最好的匹配是解散 | 被拆散的最佳拍檔   | - | 3.0%       | 武藤将吾 | 柴崎貴行     |
| 2018/05/13   | 2019/09/01 2019/09/07 | （{\displaystyle \#\{nontrivial\ knot\ \|\ c(L)\ \leqslant 8\}=35}） 35                                                               |              | 破滅之塔           | 毀滅之塔                       | 毀滅之塔           | - | 2.9%       | 武藤将吾 | 柴崎貴行     |
| 2018/05/20   | 2019/09/08 2019/09/14 | （{\displaystyle (1+2+3)^{2}=1^{3}+2^{3}+3^{3}=36}） 36                                                                               |              | Evolto狩獵星球     | 進化獵殺行星                   | 狩獵星球的艾博魯特 | - 飛翔Clone SMASH - 強壯Clone SMASH                                                                                       | 2.5%       | 武藤将吾 | 田崎竜太     |
| 2018/05/27   | 2019/09/15 2019/09/21 | （{\displaystyle {\underset {\rho :prime}{\arg \min }}[\rho \not \in \{regular\}]=37}） 37                                            |              | 究極的階段         | 終極階段                       | 究極的型態         | - Remocon Bros - Hell Bros - Engine Bros                                                                                  | 2.3%       | 武藤将吾 | 田崎竜太     |
| 2018/06/03   | 2019/09/22 2019/09/28 | （{\displaystyle M_{MagicHexgon}=38}） 38                                                                                             |              | 瘋狂的世界         | 瘋狂的世界                     | 瘋狂的世界         | - Engine Bros - Remocon Bros - Hell Bros                                                                                  | 2.6%       | 武藤将吾 | 山口恭平     |
| 2018/06/10   | 2019/09/29 2019/10/05 | （{\displaystyle 4\pi ^{2}-\sum _{n=1}^{\infty }{16 \over n^{2}(n+1)^{2}(n+2)^{2}}=39}） 39                                           |              | 無法阻止的天才     | 無法阻止的天才                 | 無人可擋的天才     | - | 2.5%       | 武藤将吾 | 山口恭平     |
| 2018/06/17   | 2019/10/06 2019/10/12 | （{\displaystyle {\underset {y}{\arg \min }}[x^{2}-77y^{2}=1]=40}） 40                                                                |              | 終末的變革         | 最後的革命                     | 最後的進化         | - 壓縮Clone SMASH - 伸縮Clone SMASH - 貓頭鷹Lost SMASH                                                                    | 2.5%       | 武藤将吾 | 諸田敏       |
| 2018/06/24   | 2019/10/13 2019/10/19 | （{\displaystyle {\underset {q}{\arg \max }}[\forall _{n}\leq q-2,q^{2}+q+n=\rho ]=41}） 41                                           |              | 最佳配對的真相     | 最佳匹配的真相                 | 最佳組合的真相     | - 強壯Clone SMASH - 飛翔Clone SMASH - 鍬形蟲Lost SMASH                                                                    | 3.4%       | 武藤将吾 | 諸田敏       |
| 新世界創造篇 |                       | |              |                    |                                |                    | |            |          |              |
| 2018/07/01   | 2019/10/20 2019/10/26 | （{\displaystyle p(10)=42}） 42 |              | 疑惑的遺產         | 懷疑的遺產                     | 可疑的遺產         | - 壓縮Clone SMASH - 伸縮Clone SMASH - 飛翔Clone SMASH                                                                     | 3.1%       | 武藤将吾 | 柴崎貴行     |
| 2018/07/08   | 2019/10/27 2019/11/02 | （{\displaystyle ({1 \over \pi }ln884736744)^{2}\simeq 43}） 43                                                                       |              | 另外一位的Build    | 另一個版本                     | 另一個Build        | - 強壯Clone SMASH*2 - 光碟Lost SMASH                                                                                      | 2.9%       | 武藤将吾 | 柴崎貴行     |
| 2018/07/15   | 2019/11/10 2019/11/16 | （{\displaystyle !5=5!\sum _{k=0}^{5}{(-1)^{k} \over k!}=44}） 44                                                                     |              | Evolto的末路       | 艾博魯特的末日                 | 艾博魯特的末路     | - | 2.5%       | 武藤将吾 | 山口恭平     |
| 2018/07/22   | 2019/11/17 2019/11/23 | （{\displaystyle 3^{2/\gamma }\simeq 45}） 45                                                                                         |              | 希望的科學家       | 帶來希望的科學家               | 帶來希望的科學家   | - 飛翔Clone SMASH*N - 艾博魯特（怪人態）                                                                                  | 2.3%       | 武藤将吾 | 山口恭平     |
| 2018/07/29   | 2019/11/24 2019/11/30 | （{\displaystyle {\sqrt[{3}]{3^{3}+36^{3}+37^{3}}}=46}） 46                                                                           |              | 誓言的Be The One   | 立誓要成為唯一宣誓的Be The One | 誓言的Be The One   | - 強壯Clone SMASH - 伸縮Clone SMASH - 城堡Lost SMASH - 鍬形蟲Lost SMASH - 貓頭鷹Lost SMASH                                | 2.8%       | 武藤将吾 | 上堀內佳壽也 |
| 2018/08/12   | 2019/12/01 2019/12/07 | （{\displaystyle arctan({1 \over 73})+arctan({1 \over 132})=arctan({1 \over x})}，{\displaystyle x=47}） 47                           |              | 零度之炎           | 零級火焰                       | 零度之火           | - 城堡Lost SMASH - 鍬形蟲Lost SMASH - 貓頭鷹Lost SMASH - Remocon Bros - Hell Bros - Engine Bros                           | 2.9%       | 武藤将吾 | 上堀內佳壽也 |
| 2018/08/19   | 2019/12/08 2019/12/14 | （{\displaystyle {\underset {N}{\arg \min }}[\forall _{n}\geq N,\exists p\in (n,{9n \over 8})]=48}） 48                               |              | 走向愛與和平的世界 | 世界大同                       | 邁向愛與和平的世界 | - 艾博魯特（怪人態） - 艾博魯特（究極態）                                                                                 | 2.9%       | 武藤将吾 | 柴崎貴行     |
| 2018/08/26   | 2019/12/15 2019/12/21 | （{\displaystyle 6667^{2}=44448889}，{\displaystyle 7^{2}=49}） 49                                                                    |              | Build就是創造明日  | Build所創造的未來              | Build創造的未來    | - 艾博魯特（怪人態） - 艾博魯特（究極態）                                                                                 | 2.7%       | 武藤将吾 | 柴崎貴行     |

## 音樂

### 主題曲
- 「Be The One」

演唱：PANDORA feat.Beverly
作詞、作曲、編曲：小室哲哉、淺倉大介

### 插曲
- 「Ready Go!!」（27、28）

演唱：ats-、清水武仁&渡邊徹 Feat. AXL21
作詞：Mio Aoyama
作曲、編曲：ats-、清水武仁&渡邊徹
- 「交響曲第9番」（29）

作曲：路德維希•范•貝多芬
- 「Burning My Soul」（31、32）

演唱：J-CROWN & TaKu from 1 FINGER
作詞：BOUNCEBACK
作曲：fo(u)r Scream
- 「Evolution」（33）

演唱：ats-,清水武仁&渡邊徹 Feat. AXL21
作詞：森月キャス、Mio Aoyama
作曲、編曲：ats-、清水武仁&渡邊徹
- 「Build up」（40、41）

演唱：假面騎士GIRLS
作詞：秋田知里
作曲、編曲：佐藤希久生
- 「Law of the Victoy」（44、45）

演唱：RIDER CHIPS
作詞：Ricky
作曲：寺澤功一
編曲：佐藤希久生

## 其他相關媒體

### 劇場版
- 《劇場版 假面騎士EX-AID True·Ending》（2017年8月5日上映）
- 《假面騎士平成Generations FINAL Build & EX-AID with 傳說騎士》（2017年12月9日上映）
- 《劇場版 假面騎士Build Be The One》（2018年8月4日上映）
- 《假面騎士平成Generations Forever》（2018年12月22日上映）

### 電視劇集
- 《假面騎士EX-AID》

第44話，假面騎士Build 登場。
- 《假面騎士ZI-O》

第1-2話，假面騎士Build/桐生戰兔(葛城巧) 假面騎士Cross-Z/萬丈龍我 登場。

### 網路劇
- 《假面騎士JEANNE&假面騎士AGUILERA with Girls Remix》


瀧川紗羽登場。
- 《假面騎士Outsiders》


艾博魯特、石動美空 登場。
- 《假面騎士MAJADE with Girls Remix》

（原題：《仮面マジェード with ガールズリミックス》
瀧川紗羽登場。

### 超戰鬥DVD
- 《假面騎士Build 誕生！熊電視！ VS假面騎士Grease》


月刊雜誌《てれびくん》2018年2月號付錄的特別篇DVD。
- 《假面騎士Prime Rogue》



### 其他
- 《有這樣地方。星期六♥晚餐會》（こんなところにあるあるが。土曜♥あるある晩餐会）

2017年8月5日所播出的節目中，假面騎士Build（RabbitTank Form）首次登台。
- 《毒舌糾察隊》（アメトーーク）

2017年11月26日所播出的企劃「假面騎士藝人」第三彈，飾演主角桐生戰兔 / 假面騎士Build 的演員犬飼貴丈亦於該節目中登場。另外於該節目中播放由假面騎士Build、假面騎士Amazon 和來賓藝人田中卓志所共演的短篇影像。

### 映像商品

#### 外傳
- 《假面騎士Build 提昇危險等級的7種最佳配對》


2018年開始於東映特攝YouTube Official配信的特別篇故事作品。共分前篇、後篇及完結篇。
該故事時間點接在本篇第21 - 22話之間，劇場版《平成Generations FINAL》後。
- 《ROGUE》


限定收錄於附帶特典。全3話+製作花絮。
以冰室幻德為主角的外傳作品，描述他在擔任東都政府首相輔佐官之前及在被迫下台後，到他成為西都的代表「假面騎士Rogue」間所發生的一切。
| 話數   | 日本原文標題      | 中文標題      |
| ------ | ----------------- | ------------- |
| 序章   | NIGHT ROGUE RISES | 夜霸崛起      |
| 第二章 | DARK NIGHT FALL   | 闇夜墜落      |
| 最終章 | KAMEN RIDER ROGUE | 假面騎士ROGUE |

### OV作品
- 《Build NEW WORLD》

本作為平成假面騎士系列第六部系列錄影帶OV作品。
- 《Build NEW WORLD 假面騎士Cross-Z》


2019年1月25日期間限定劇場上映，同年4月24日Blu-ray及DVD發行。
- 《Build NEW WORLD 假面騎士Grease》


2019年9月6日期間限定劇場上映，同年11月27日Blu-ray及DVD發行。

### 小說
- 《小說 假面騎士Build》


發布日期；未知

## 製作人員
- 原作 - 石之森章太郎
- 監製 - 小野寺章（石森プロ）（日语：小野寺章）
- 首席製作人 - 佐佐木基（日语：佐々木基）（tv asahi）
- 製作人 - 大森敬仁（日语：大森敬仁）（東映）、井上千尋（日语：井上千尋）（tv asahi）、菅野亞由美
- 劇本 - 武藤將吾
- 導演 - 田﨑龍太（日语：田﨑竜太）
- 配樂 - 川井憲次
- 怪人設計 - 篠原保（日语：篠原保）
- 特攝導演 - 佛田洋（日语：佛田洋）
- 動作指導 - 宮崎剛（日语：宮崎剛 (俳優)）（JAE）
- 製作單位 - 東映、tv asahi、ADK

## 超級英雄時間相關條目
- 2017秋《宇宙戰隊九連者》（第28-48集）
- 2018春《快盜戰隊魯邦連者VS警察戰隊巡邏連者》（第1-29集）

## 播放詳情
| 播放地區 | 播放電視台     | 播放日期                     | 播放時間（日本時間） | 電視網       |
| -------- | -------------- | ---------------------------- | -------------------- | ------------ |
| 日本國內 | 朝日電視台系列 | 2017年9月3日－9月24日        | 星期日 8:00－8:30    | 全日本新聞網 |
| 日本國內 | 朝日電視台系列 | 2017年10月1日－2018年8月26日 | 星期日 9:00－9:30    | 全日本新聞網 |

| 播放地區 | 播放電視台 | 播放日期                       | 播放時間                                                                | 聯播網       | 備註            |
| -------- | ---------- | ------------------------------ | ----------------------------------------------------------------------- | ------------ | --------------- |
| 香港     | ViuTV      | 2018年12月30日－2019年12月15日 | 星期日 11:00－11:30（UTC+8） （設星期六重播時間為00:35-01:00）（UTC+8） | 數碼地面電視 | 粵日雙語 有字幕 |
| 中國大陸 | 騰訊視頻   | 2019年2月10日（日語）          |                                                                         |              | 普日雙語 有字幕 |

### 文獻
1. ↑  .   [2017-08-02]. （原始内容存档于2017-08-02）.
2. ↑  .   [2017-07-03]. （原始内容存档于2017-07-29） （日语）.
3. ↑  .   [2017-12-29]. （原始内容存档于2017-12-29）.
4. ↑  .   [2017-12-29]. （原始内容存档于2017-12-29）.
5. ↑  .   [2017-12-29]. （原始内容存档于2017-12-29）.
6. ↑  這句話也是內海成彰的口頭禪
7. ↑  然而實際上被帶走的滿裝瓶都是戰兔事先製作然後掉包的仿冒品，「章魚」和「光」滿裝瓶除外
8. ↑  血族一族的族長，艾博魯特的哥哥
9. ↑  但僅限於曾做過DNA改造手術的人
10. ↑  在《提升危險等級的7個最佳配對》和第47話中可見。
11. 1 2  真實身份不明。根據服裝推斷該變身者疑是北都的罪犯，如同東都中央刑務所的罪犯般被Faust作為實驗對象。
12. ↑  於外傳《Build NEW WORLD 假面騎士Cross-Z》透過奇魯巴斯的力量召喚出來。
13. ↑  於外傳《Build NEW WORLD 假面騎士Cross-Z》透過奇魯巴斯的力量召喚出來。
14. 1 2 3 4 5  . 仮面ライダーWEB【公式】.東映.   [2024-05-13]. （原始内容存档于2023-05-07） （日语）.
15. 1 2 3 4 5 6 7 8 9 10 11 12 13 14 15 16 17 18 19 20 21 22 23 24 25 26 27 28 29 30 31 32 33 34 35 36 37 38 39 40  早上11:00-11:30播映。
16. 1 2 3 4 5 6 7 8 9  中午12:00-12:30播映。
17. 1 2 3  深夜00:30-01:00重播。
18. 1 2 3 4 5 6 7 8 9 10 11 12 13 14 15 16 17 18 19 20 21 22 23 24 25 26 27 28 29 30 31 32 33 34 35 36  深夜00:35-01:00重播。
19. ↑  . akiba-souken.com.   [2018-08-14]. （原始内容存档于2020-08-08） （日语）.

## 外部連結
- 《假面騎士Build》朝日官網（页面存档备份，存于）（日語）
- 《假面騎士Build》東映官網 （页面存档备份，存于）（日語）
- 假面騎士Build的X（前Twitter）